# Ford Mustang
Der Ford Mustang ist ein seit Frühjahr 1964 vom amerikanischen Automobilhersteller Ford gebauter Sportwagen, der in den Vereinigten Staaten auch als Muscle-Car bezeichnet wird.
Da die Benennung „Mustang“ für die Unternehmen Krupp und Kreidler markenrechtlich geschützt war, wurde der Mustang bis 1979 in Deutschland als „T5“ vertrieben. Der Mustang löste den Thunderbird als Nummer eins der Sportcoupés von Ford ab.
Im August 2018 wurde in Dearborn, Michigan der 10-millionste Ford Mustang produziert. Die aktuelle Modellreihe wird seit 2023 produziert und derzeit auch in Europa angeboten.

## Mustang I (1964–1973)
Am 17. April 1964 präsentierte Ford den Mustang der ersten Generation auf technischer Basis des Ford Falcon als Coupé sowie als Cabriolet und schuf damit die nachmalig nach ihm benannte Klasse der Pony Cars. Hinter der Entwicklung des Ford Mustang stehen Lee Iacocca, der als „Vater des Mustang“ bezeichnet wurde, weiter Gale Halderman, der die ersten Skizzen zeichnete, aus der schließlich das ursprüngliche Pony Car werden sollte und Harold K. “Hal” Sperlich, der als Ingenieur die erfolgreiche Produktion umsetzte.
Dem Mustang war vom Start weg ein großer Erfolg beschieden. Das Fahrzeug sollte das junge, sportliche Publikum ansprechen und konnte ab 2.368 US-Dollar (nach heutiger Kaufkraft und inflationsbereinigt entspricht dies rund 24.000 US-Dollar) erworben werden. Am Abend des offiziellen Verkaufsstarts, dem 17. April 1964, waren bereits etwa 22.000 Fahrzeuge verkauft. Bis Ende des ersten (allerdings überlangen) Modelljahres konnten 680.992 Einheiten verkauft werden. Dies stellte einen Rekord in den USA dar. Ganz offensichtlich füllte er auf dem Markt eine Lücke, deren Ausmaß nicht zu erahnen gewesen war. Ford rechnete optimistisch mit 240.000 verkauften Exemplaren. Weder der vom Konzept her ähnliche, ab 1960 gebaute Chevrolet Corvair Monza noch der kurz vor dem Mustang erschienene Plymouth Barracuda waren auch nur annähernd so erfolgreich.
Der Erfolg des Mustang beruhte nicht nur auf einer aufwendigen und raffiniert gestalteten Werbekampagne vor und während der Markteinführung, sondern auch auf einer umfangreichen Liste von Einzelextras und Ausstattungspaketen. Jeder Kunde sollte sein Mustang-Modell ganz nach individuellem Geschmack gestalten können, ob als karg ausgestattetes Sechszylindermodell, als kleines Luxuscoupé oder als Sportgerät mit leistungsstarkem V8-Motor.

### Erste Version
Offiziell sind auch die frühen Mustang-Modelle, produziert vor September 1964, dem Modelljahr 1965 zugeordnet. Sie hatten unter anderem einen etwas kleineren Kühlergrill und den 4,3-Liter-V8-Motor (260 Kubikzoll) aus dem Ford Falcon, statt des ab September verwendeten 4,7-Liter-V8-Motors (289 Kubikzoll). Um diese ersten Fahrzeuge von den ab September gebauten zu unterscheiden, werden sie inoffiziell meist als „Modelljahr 1964 ½“ bezeichnet.

#### Modelljahr 1964½
Die ersten Ford Mustang waren weiße Cabriolets mit roter Innenausstattung, die am 9. März 1964 in Dearborn vom Band rollten. Sie wurden der nordamerikanischen Öffentlichkeit durch eine umfangreiche Werbekampagne nahegebracht. Bereits vor der offiziellen Präsentation waren Fernseh-Werbespots unter dem Motto The Unexpected gelaufen. Am 17. April 1964 wurde der Mustang im Rahmen der New Yorker Weltausstellung erstmals gezeigt, ab 19. April liefen auf allen drei landesweit sendenden Fernsehkanälen neue Fernsehspots, in denen der Wagen, anders als bei den Spots im Vorfeld, auch zu sehen war.
Von 1964 bis 1979 wurde der Ford Mustang als Ford T5 in Deutschland angeboten. Der Preis betrug 1966 in der 3,3-Liter-Version mit Hardtop 16.100 DM. Nach heutiger Kaufkraft und inflationsbereinigt entspricht dies rund 40.000 Euro.

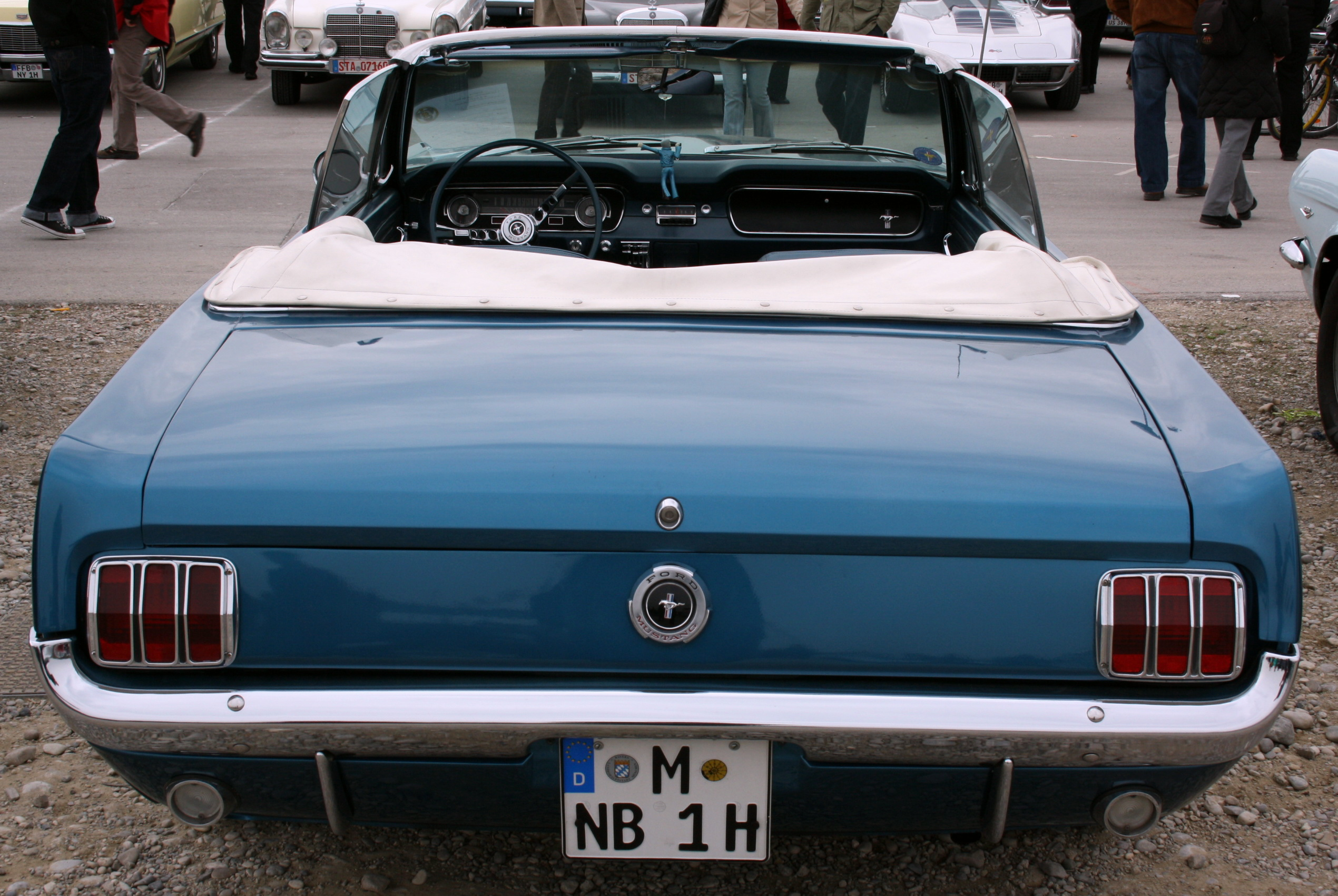
Ford Mustang Convertible, 1964
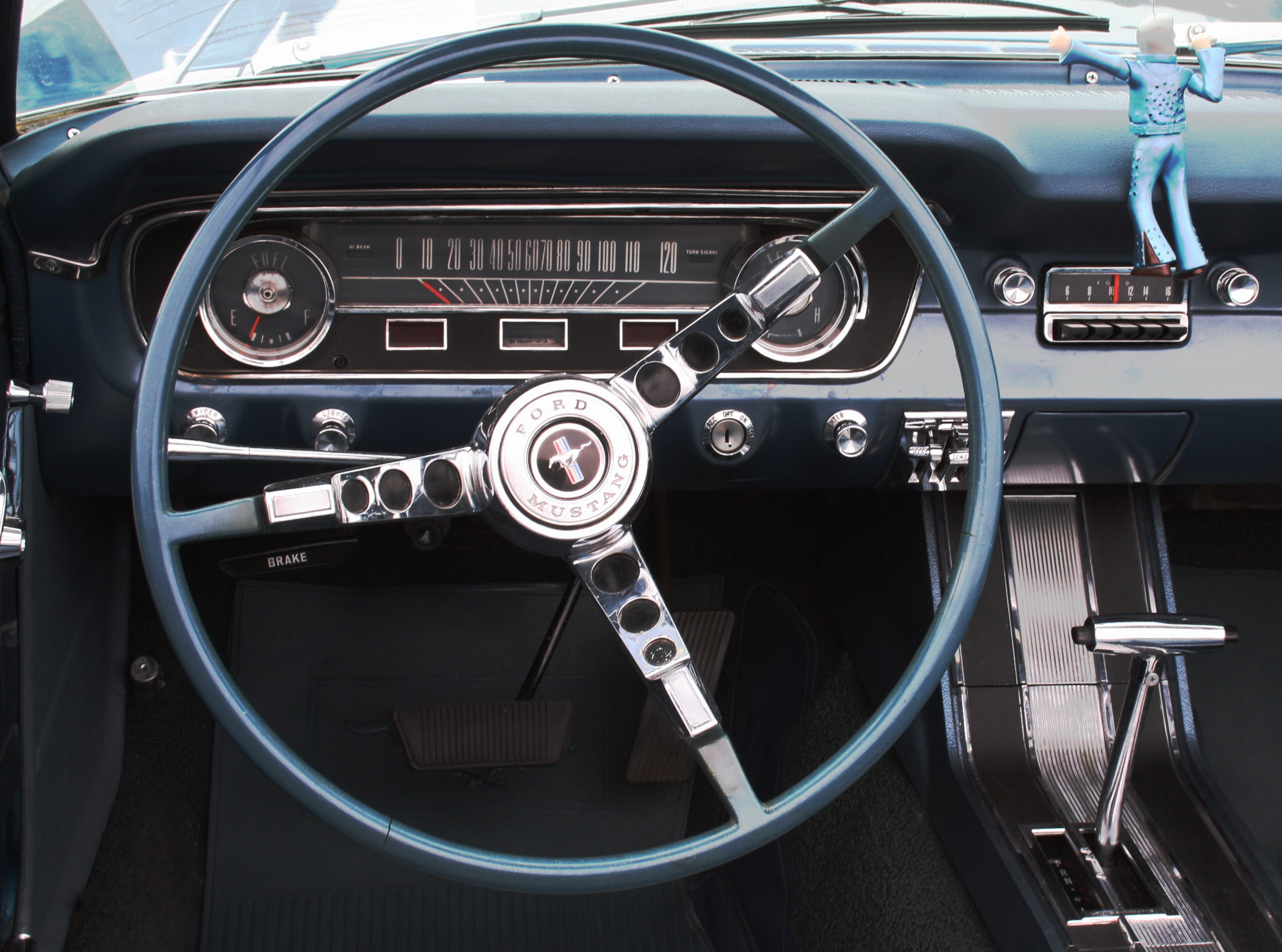
Armaturenbrett
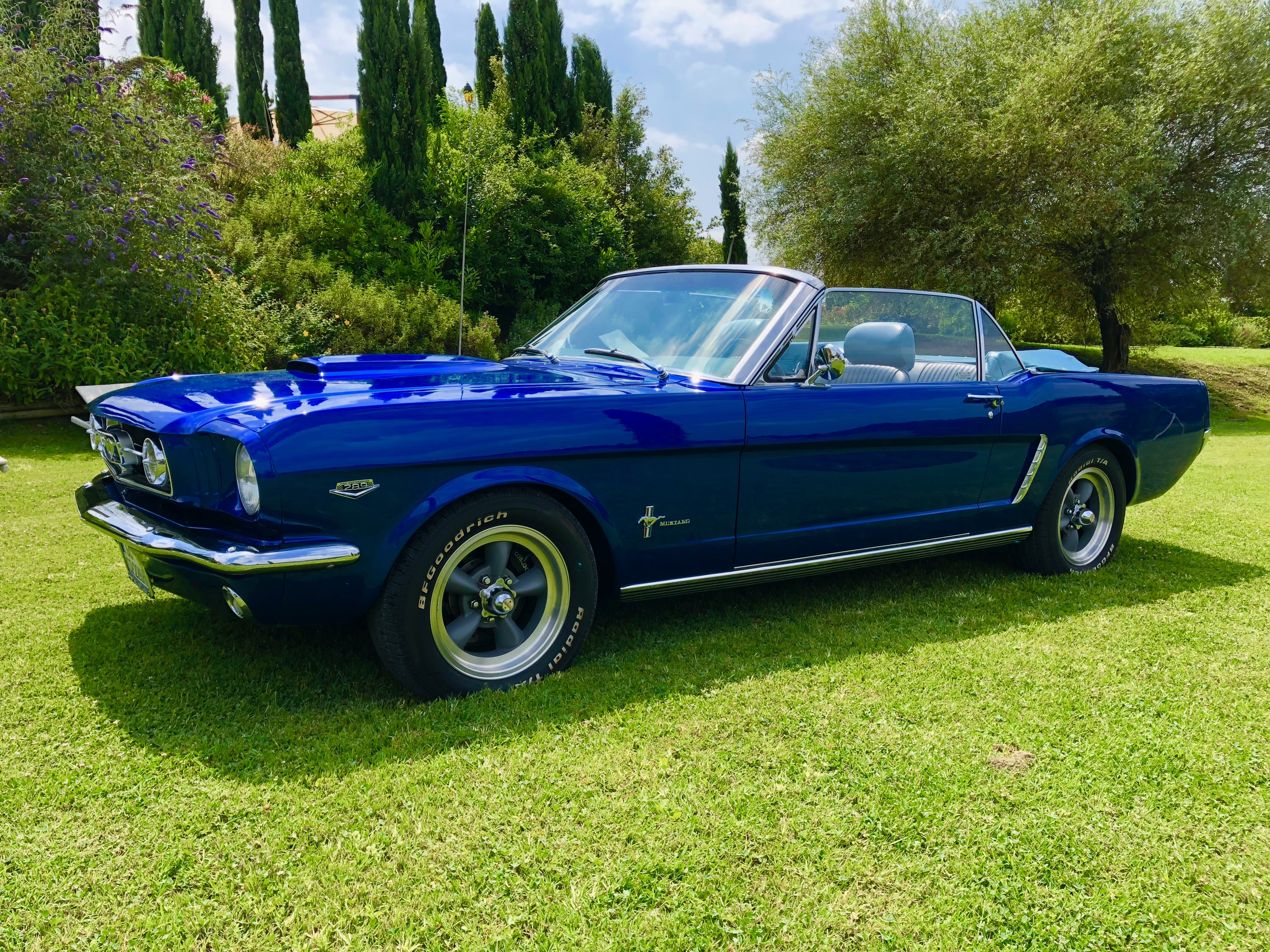
Ford Mustang 1964 ½ Vorserie Zulassung 13. April 1964

#### Modelljahr 1965

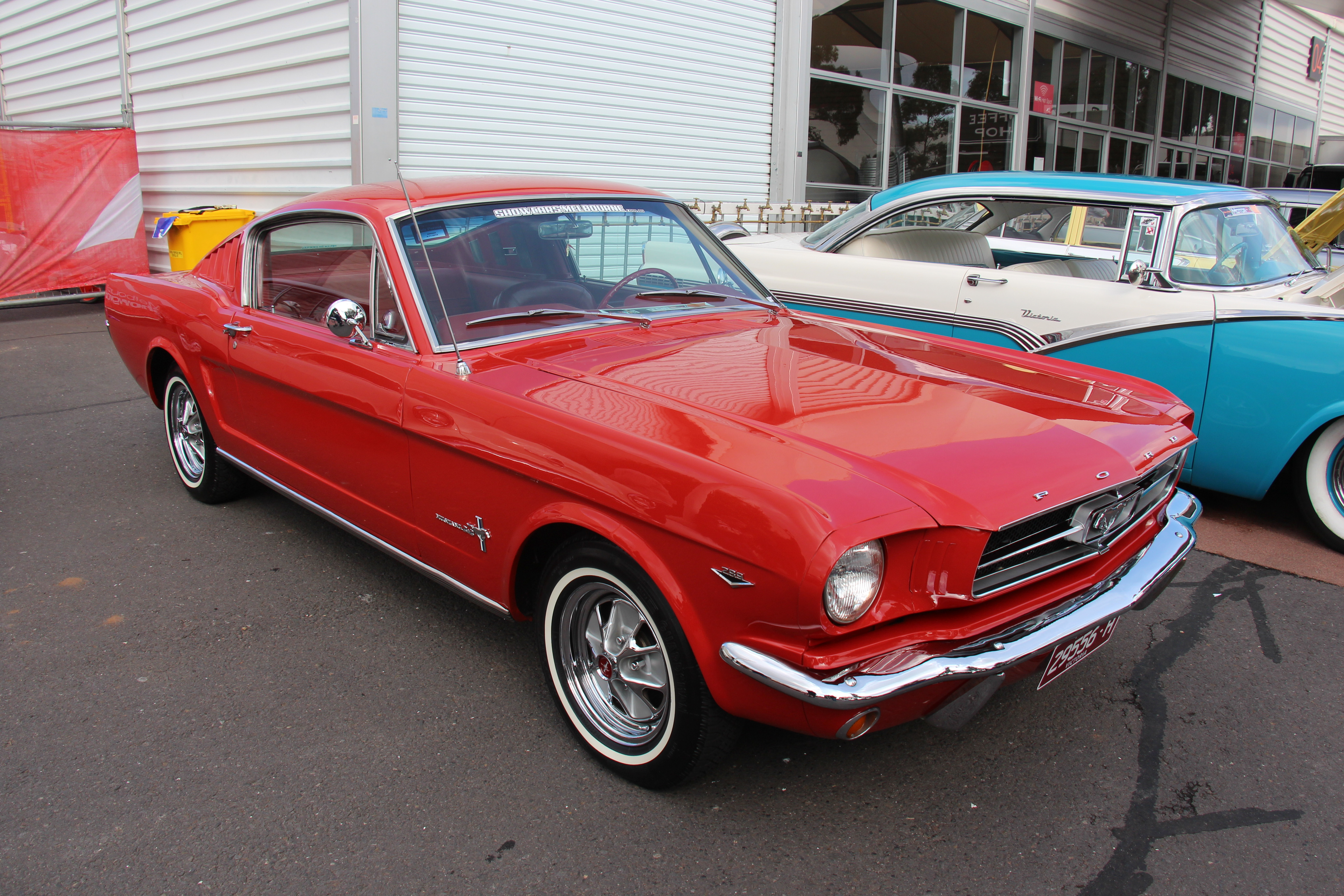
Ford Mustang Fastback, 1965

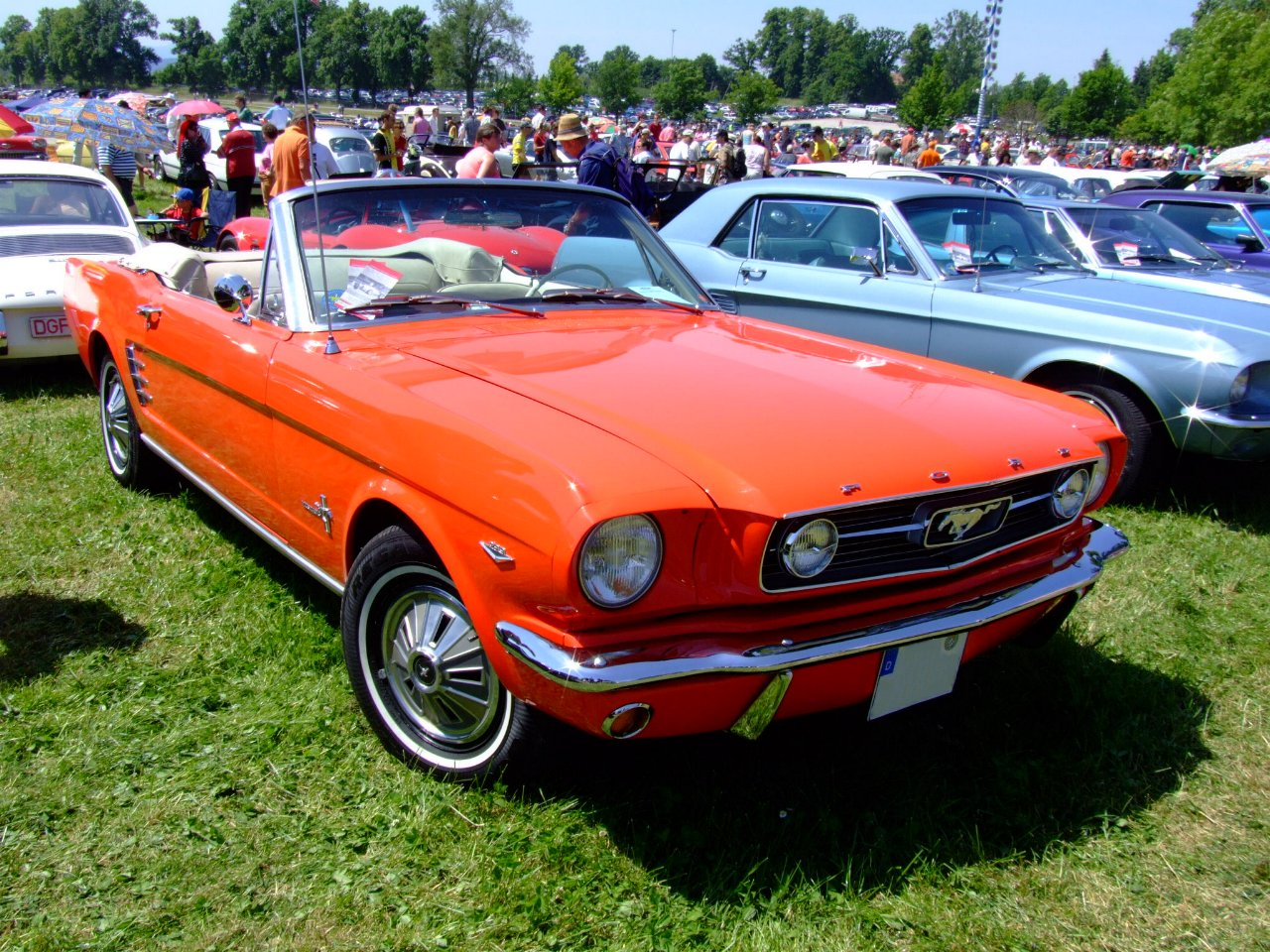
Ford Mustang Convertible, 1965

Ein 3,3-Liter-Reihensechszylinder ersetzte den 2,8-Liter-Motor. Neu in das Programm kamen der Fastback, ein Fließheck-Coupé, sowie gegen Aufpreis Scheibenbremsen an der Vorderachse und das GT-Paket, u. a. mit seitlichen Zierstreifen an den Schwellern. Der 4,7-Liter-V8-Motor war auch in schwächeren Varianten mit 147 kW (200 bhp) oder 165 kW (225 bhp) lieferbar.

#### Modelljahr 1966

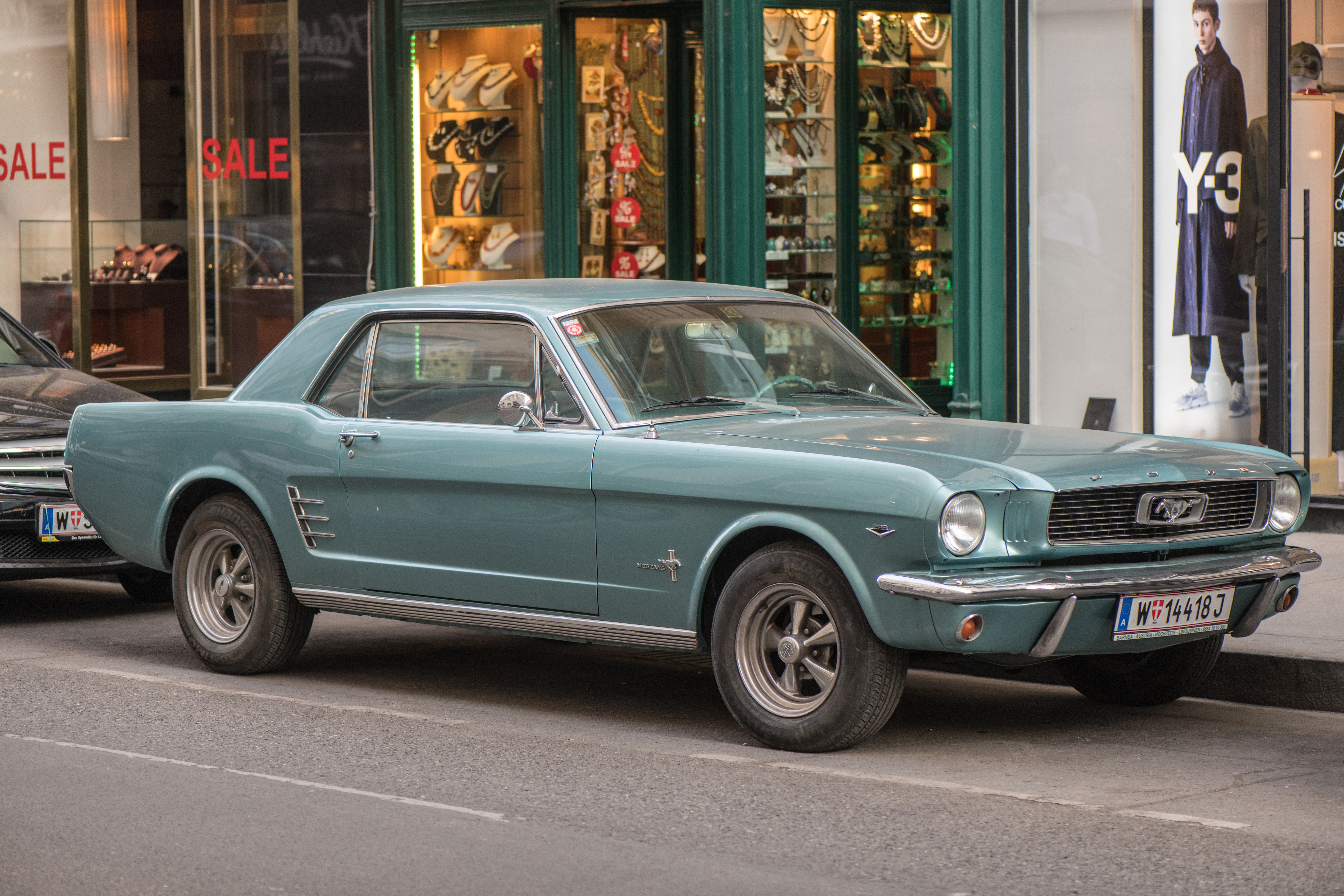
Ford Mustang (1966)

Das Modell 1966 war äußerlich an dem Mustang-Emblem am Kühlergrill zu erkennen, das nicht mehr von waagerechten Chromstäben „getragen“ wurde; ferner an den je drei Chromeinsätzen an den Lufthutzen-Attrappen vor den hinteren Radläufen. Die Sicherheitsausstattung wurde um Sicherheitsgurte vorn und hinten, eine gepolsterte Armaturentafel und eine Warnblinkanlage ergänzt. Der im ersten Modelljahr verwendete Tacho mit horizontaler Skala wurde durch Rundinstrumente ersetzt.
Vom Ur-Mustang entstanden in zweieinhalb Jahren 1,1 Millionen Stück, darunter 864.000 Hard Top Coupés, 105.000 Fastbacks und 145.000 Cabriolets.

#### Shelby-Mustang 1965/66
Das Tuningunternehmen Shelby American, gegründet unter anderem von Carroll Shelby, einem Ex-Rennfahrer, der durch die Entwicklung der Shelby Cobra bereits über Kontakte zu Ford verfügte, baute ab 1965 auf Basis des Ford Mustang Tuningfahrzeuge, die teils für den Rennsport gedacht, überwiegend aber als Mustang-Hochleistungsversionen für private Kunden bestimmt waren.
1965 entstanden in Venice (Los Angeles) 562 Exemplare des Shelby GT-350, einer Hochleistungsversion des Mustang Fastback mit 228 kW (306 bhp) starkem 4,7-Liter-V8-Motor, darunter 36 GT-350R, die ausschließlich für den Rennsport konzipiert waren. 1966 fertigte Shelby mit unveränderter Technik 1438 GT-350 Fastback-Coupés sowie sechs GT-350 Cabriolets. Dazu kamen 936 Exemplare des GT-350H, einer überwiegend in Schwarz mit goldfarbenen Zierstreifen gehaltenen, nicht käuflichen Sonderserie für den Autovermieter Hertz. Die Fastback-Versionen unterschieden sich von den Vorjahresmodellen äußerlich durch Plexiglaseinsätze in den C-Säulen. 2006/2007 entstand auf Basis des aktuellen Mustang eine Neuauflage der Hertz-Version, die wiederum ausschließlich an den Autovermieter verkauft wurden.
Im Gegensatz zu Produkten anderer Tuner wurden Shelby-Mustangs auch direkt über das Ford-Händlernetz verkauft.

#### Motorisierungen
Für die erste Generation des Mustang I waren folgende Motoren erhältlich:
| Bezeichnung               | Baujahre  | Hubraum            | Vergaserbestückung               | Nennleistung bei 1/min           | Max. Drehmoment bei 1/min     |
| ------------------------- | --------- | ------------------ | -------------------------------- | -------------------------------- | ----------------------------- |
| R6-Ottomotor Thriftpower  | 1964      | 170 in³ (2786 cm³) | Fallstromvergaser                | 105 bhp (106 PS/78 kW) bei 4400  | 156 lbf⋅ft (212 N·m) bei 2400 |
| R6-Ottomotor Thriftpower  | 1965–1966 | 200 in³ (3277 cm³) | Fallstromvergaser                | 120 bhp (122 PS/89 kW) bei 4400  | 190 lbf⋅ft (258 N·m) bei 2400 |
| V8-Ottomotor Windsor      | 1964      | 260 in³ (4261 cm³) | Registerfallstromvergaser        | 164 bhp (166 PS/122 kW) bei 4400 | 258 lbf⋅ft (350 N·m) bei 2200 |
| V8-Ottomotor Windsor      | 1965–1966 | 289 in³ (4736 cm³) | Registerfallstromvergaser        | 200 bhp (203 PS/149 kW) bei 4400 | 282 lbf⋅ft (382 N·m) bei 2400 |
| V8-Ottomotor Windsor      | 1964      | 289 in³ (4736 cm³) | Doppel-Registerfallstromvergaser | 210 bhp (213 PS/154 kW) bei 4400 | 300 lbf⋅ft (407 N·m) bei 2800 |
| V8-Ottomotor Windsor      | 1965–1966 | 289 in³ (4736 cm³) | Doppel-Registerfallstromvergaser | 225 bhp (228 PS/168 kW) bei 4800 | 305 lbf⋅ft (414 N·m) bei 3200 |
| V8-Ottomotor Windsor HiPo | 1964–1966 | 289 in³ (4736 cm³) | Doppel-Registerfallstromvergaser | 271 bhp (275 PS/202 kW) bei 6000 | 312 lbf⋅ft (423 N·m) bei 3400 |
| [ 7 ] [ 8 ]               |           |                    |                                  |                                  |                               |

### Zweite Version: Modelljahre 1967–1968

#### Modelljahr 1967
Für das Modelljahr 1967 wurde ein neuer Mustang vorgestellt, der optisch dem Vorgängermodell glich, allerdings in allen Dimensionen etwas größer ausfiel, auch um im Motorraum Platz für hubraumstärkere Maschinen zu schaffen. Der Kühlergrill war etwas größer als zuvor, ebenso die Lufthutzen-Attrappen vor den Hinterrädern und die Heckblende, in deren Mitte der Tankverschluss saß, war konkav ausgeführt. Das Motorenprogramm wurde nach oben hin durch den neuen 6,4-Liter-Motor (390 Kubikzoll) mit 235 kW (320 PS) ergänzt.

#### Modelljahr 1968
Bei diesen Modellen verzichtete Ford auf Ziersicken direkt vor den seitlichen Hutzen-Attrappen vor den Hinterrädern. Das Motorenprogramm wurde gründlich überarbeitet; vom 4,7-Liter-V8-Motor blieb eine 143 kW (195 PS) starke Variante mit Doppelvergaser lieferbar, den 6,4-Liter-V8-Motor gab es in einer Normalversion mit 206 kW (280 PS) und einer GT-Variante mit 239 kW (325 PS). Neu waren ein 4,9-Liter-V8-Motor mit 169 kW (230 PS) sowie zwei verschiedene Siebenliter-Motoren. Dabei handelte es sich einmal um den Cobra Jet-V8 (7015 cm³) mit 246 kW (335 PS), zum anderen um den konstruktiv nicht verwandten Hochleistungs-Siebenliter mit 6999 cm³ und 287 kW (390 PS).
Vom Mustang der zweiten Generation entstanden in zwei Jahren 789.000 Exemplare, darunter 113.000 Fastback-Modelle und 70.000 Cabriolets.

#### Shelby Mustang, 1967–1968
Anders als die Vorläufer waren die Shelby Mustang der zweiten Generation nicht mehr für den Rennsport, sondern für den zivilen Gebrauch konzipiert.
Die Modelle des Jahrgangs 1967 unterschieden sich optisch stärker vom Serien-Mustang; der Grilleinsatz des Mustang war durch zwei mittig sitzende runde Zusatzscheinwerfer ersetzt worden, auf der Motorhaube befanden sich Verriegelungsstifte und Lufteinlässe. Auch vor den Hinterrädern und an den fensterlosen C-Säulen fand man Lufthutzen vor, und die Heckleuchten des regulären Mustang wichen breiteren Einheiten wie beim Mercury Cougar. Produziert wurden 1175 Stück vom GT350 mit dem bekannten 225 kW (306 PS) starken 4,7-Liter-Motor sowie 2050 Exemplare des Shelby GT500 mit einem getunten Cobra-Jet-7-Liter-V8, der es auf 246 kW (355 PS) brachte. Lieferbar waren diese Modelle ausschließlich als Fastback-Coupés.
1968 erhielten die Shelby-Modelle eine eigenständige Frontpartie mit einem größeren Kühlergrill, Zusatzscheinwerfern und Hutzen am vorderen Rand der Motorhaube. Die Cougar-Heckleuchten wurden durch jene vom 1965er Ford Thunderbird ersetzt. Im Angebot waren Fastback- und Cabrioletmodelle (mit serienmäßigem Überrollbügel) in den Versionen GT350 (mit dem wahlweise 250 kW (340 PS) oder 239 kW (325 PS) starken 4,9-Liter-V8-Motor), GT500 (mit 265 kW (360 PS) leistendem Cobra-Jet-7-Liter-V8 oder dem Hochleistungs-7-Liter-V8 mit 294 kW (400 PS)) und GT500KR (mit einem auf ebenfalls 294 kW (400 PS) gebrachten Cobra-Jet-V8). Die Stückzahlen betrugen: GT350 Fastback: 1253; GT350 Cabriolet: 404; GT500 Fastback: 1140; GT500 Cabriolet: 402; GT500KR Fastback: 933 und GT500KR Cabriolet: 318 Stück, insgesamt 4450.
Aufgrund der hohen Nachfrage nach Replikaten des „Eleanor“ genannten Shelby GT500 aus dem Film Nur noch 60 Sekunden (siehe weiter unten) entschloss sich das amerikanische Unternehmen Unique Performance dieses Modell auf Basis gebrauchter Ford Mustang Fastbacks in Kleinserie zu bauen. Dieses Projekt wurde von Carroll Shelby persönlich unterstützt und so tragen diese Modelle offiziell die Bezeichnung Shelby GT500E (E für Eleanor). Das Basismodell leistete 239 kW (325 PS) und kostete 119.000 Dollar. Die Produktion endete 2007 nach Bekanntwerden von Unregelmäßigkeiten bei den Fahrzeugidentnummern, stockender Produktion und letztlich wirtschaftlichen Problemen seitens Unique Performance.

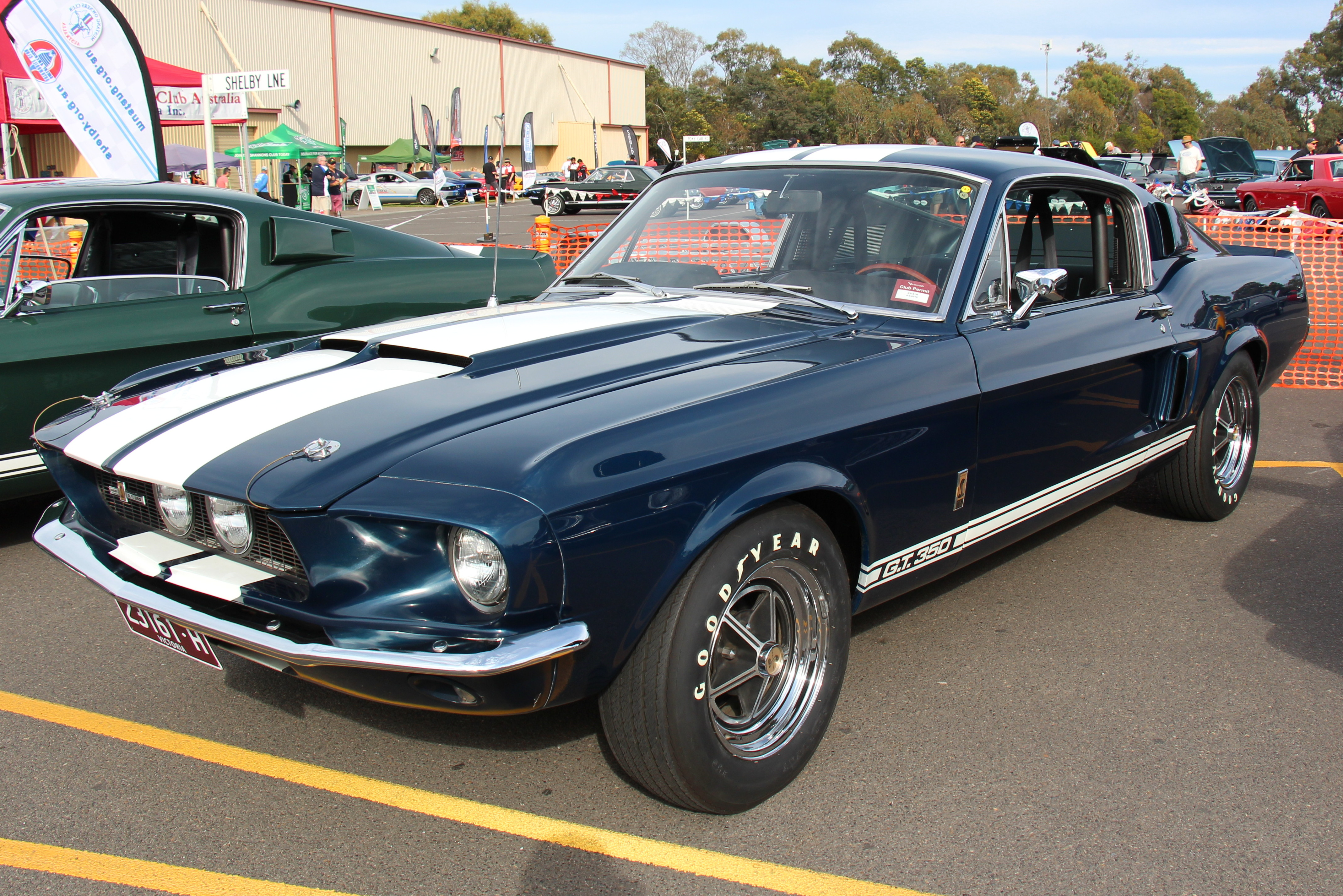
Shelby GT350, 1967
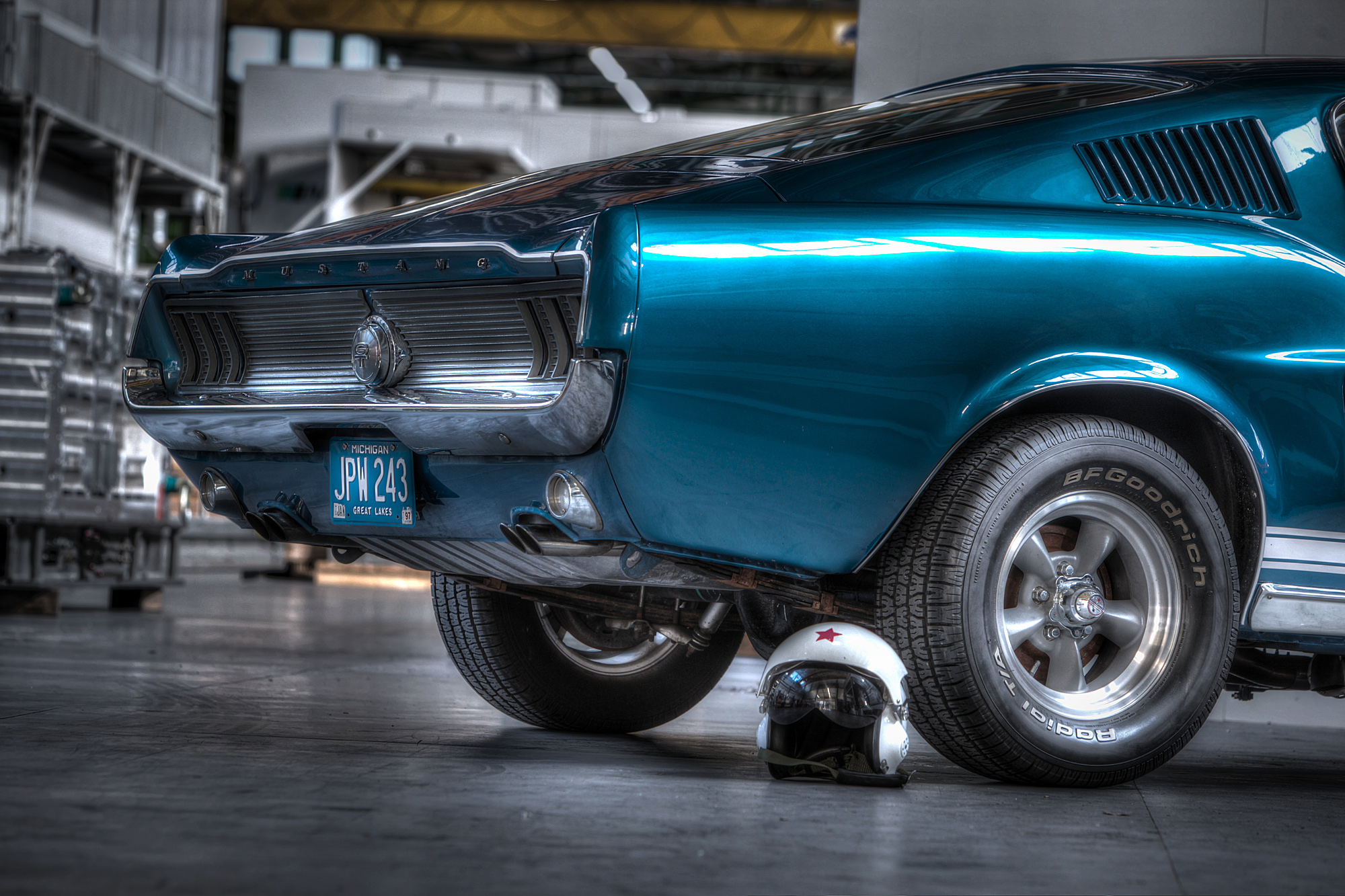
Mustang Fastback in dem Farbton „Acapulco blue“
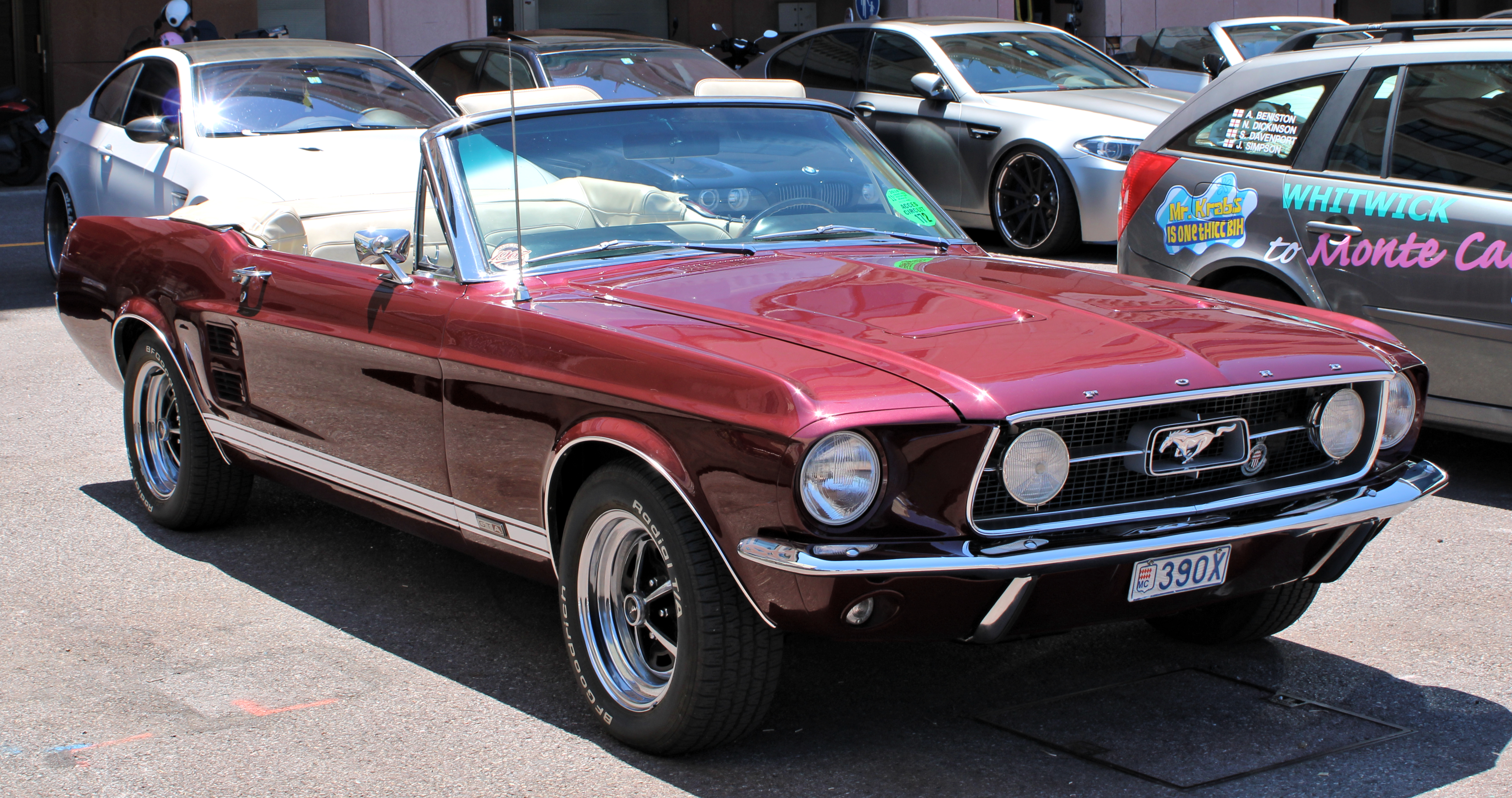
Mustang Convertible GTA, 1967

### Dritte Version: Modelljahre 1969–1970

#### Modelljahr 1969
Der Mustang der dritten Generation fiel erneut etwas länger und breiter aus. Das Design hielt sich an den bisherigen Kanon, zeigte sich aber in einigen Punkten überarbeitet. Das Modell 1969 erhielt Doppelscheinwerfer; die äußeren Scheinwerfer saßen in tiefen Höhlen in den Kotflügelspitzen, die inneren (Fernlicht-)Scheinwerfer im Kühlergrill. Die Hutzen vor den Hinterrädern wiesen nach hinten. Bei dem ab 1969 „Sportsroof“ genannten Fließheck-Coupé entfielen diese angedeuteten Lufteinlässe vor den Hinterrädern ganz. Dafür besaß der 1969er Sportsroof Lufteinlässe an den Kotflügelflanken in Höhe der Türgriffe. Diese entfielen beim Boss und dann ab 1970 vollständig.
Neu im Programm war der Mustang Grandé, eine Luxusversion des Stufenheckcoupés mit serienmäßigem Vinyldach, Holzfolie am Armaturenbrett und anderen Ausstattungsdetails. Ebenfalls neu waren der Mustang Mach I (als Sportsroof erhältlich) als Sportversion des Fastback mit 5,8-, 6,4- oder Siebenliter-V8-Motor. Er zeichnete sich durch die GT-Ausstattung, eine De-Luxe-Innenausstattung mit Sportsitzen, höherwertigen Bodenteppichen, ein Armaturenbrett mit Holzimitat-Ausstattung und einer großen Uhr an der Beifahrerseite, eine mattschwarze Motorhaube und eine Hutze aus.
Von der Rennsportversion der Trans-Am-Serie abgeleitet war der Mustang Boss 302 mit Hochleistungs-Fünfliter-V8-Motor, den es auch als Boss 429 mit einem weiteren Siebenliter-V8-Motor (7031 cm³ bzw. 429 Kubikzoll) zu kaufen gab. Das Hubraumlimit in der Trans-Am-Serie belief sich allerdings auf fünf Liter.

#### Modelljahr 1970
Die Modelle 1970 erhielten ein leichtes Facelift; sie besaßen wieder zwei Scheinwerfer, die innerhalb des breiteren Kühlergrills anstatt der Fernlichter beim Modelljahr 1969 saßen. In den Kotflügelspitzen befanden sich grillähnliche, zweigeteilte Einsätze. Die Heckblende war nicht mehr konkav, sondern plan ausgeführt. Diese Änderungen waren wohl ein Tribut an die Muscle-Car-Ära. Mustang Boss, Mach I und Grandé blieben im Angebot. Der 6,4-Liter-Motor entfiel. Außerdem entfielen die Lufteinlässe an den Flanken des Sportsroofs.
Vom Mustang der dritten Generation produzierte Ford in zwei Jahren knapp 497.000 Stück, darunter 35.700 Grandé, 113.400 Mach I und etwa 10.000 Boss.

#### Shelby Mustang, 1969–1970
Shelby übernahm die Karosserie des aktuellen Mustang, wandelte Front und Heck aber erneut erheblich ab. Angeboten wurden der GT-350 als Sportsroof (1085 Stück) und Cabriolet (194 Stück) mit einem 213 kW starken 5,8-Liter-V8-Motor und der GT-500 ebenfalls als Sportsroof (1536 Stück) und Cabriolet (335 Stück), angetrieben von einem 246 kW leistenden Cobra-Jet-Siebenliter-Motor. Die Gesamtstückzahl belief sich auf 3150 Exemplare.
Für das Modelljahr 1970 brauchte Shelby seine vorhandenen Teilevorräte auf; die Modelle unterschieden sich nicht von den Vorjahresausführungen. Es entstanden noch einmal 315 GT-350 und 286 GT-500. Danach wurde der Shelby Mustang eingestellt.

### Vierte Version: Modelljahre 1971–1973

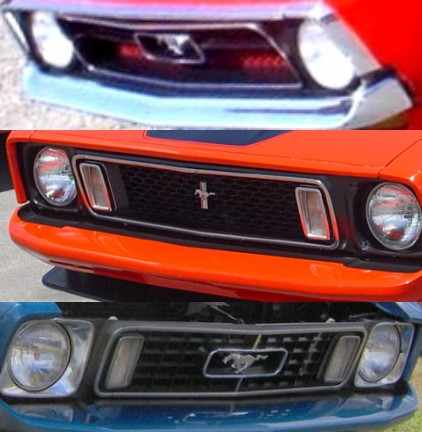
Von oben nach unten: Mustang ’71 mit Chromstoßstange, Mustang ’73 mit Wabengrill, Mustang ’73 mit Gittergrill

#### Modelljahr 1971
Mit dem Modelljahr 1971 wuchs der Mustang erneut stark in allen Dimensionen, was von verschiedenen Seiten kritisiert wurde. Die vierte Modellgeneration erreichte nicht die Stückzahlen früherer Modelle, diese stabilisierten sich aber auf niedrigem Niveau. Die Karosserien fielen wuchtiger aus, während die Glasflächen kleiner wurden. Angeboten wurden weiterhin ein Stufenheck-Coupé in Basis- und Grandé-Ausführung, ein Schrägheck-Coupé (von Ford SportsRoof genannt) in Grundversion sowie als Boss und Mach I sowie ein Cabriolet. Bekannt wurde diese Generation durch den Film „James Bond 007 – Diamantenfieber“.
Bei den Motoren ersetzte ein 4,1-Liter-Reihensechszylinder die vormalige 3,3-Liter-Version als Grundmotorisierung, die Leistung des 4,9-Liter-Motors sank auf 154 kW (210 PS), der 1969 eingeführte 5,8-Liter-Motor war mit 176 kW (240 PS) oder 210 kW (285 PS) lieferbar, der Cobra-Jet-Siebenliter-Motor kam auf 272 kW (370 PS) oder 276 kW (375 PS). Die früheren Boss 302 und Boss 429 wurden durch den Boss 351 ersetzt, in dem der 5,8-Liter-Motor 243 kW (330 PS) leistete.

#### Modelljahr 1972
Für 1972 entfiel der Boss 351, ebenso die Siebenliter-Motoren. Der Mustang Mach I war auch mit dem Sechszylinder lieferbar. Die Leistungsangaben erfolgten von diesem Modelljahr an in SAE-Netto-PS.

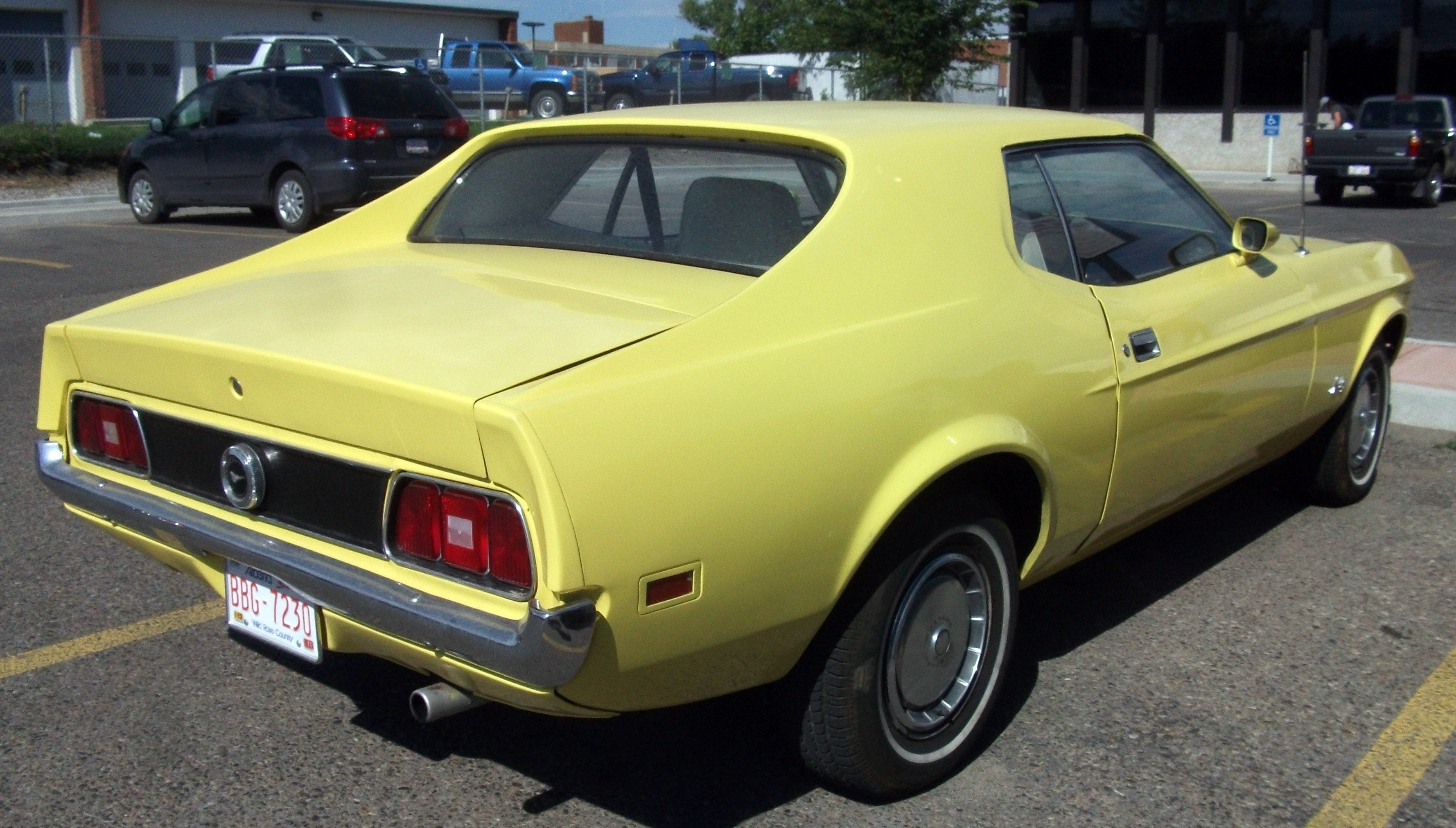
Mustang 1972, Heckansicht
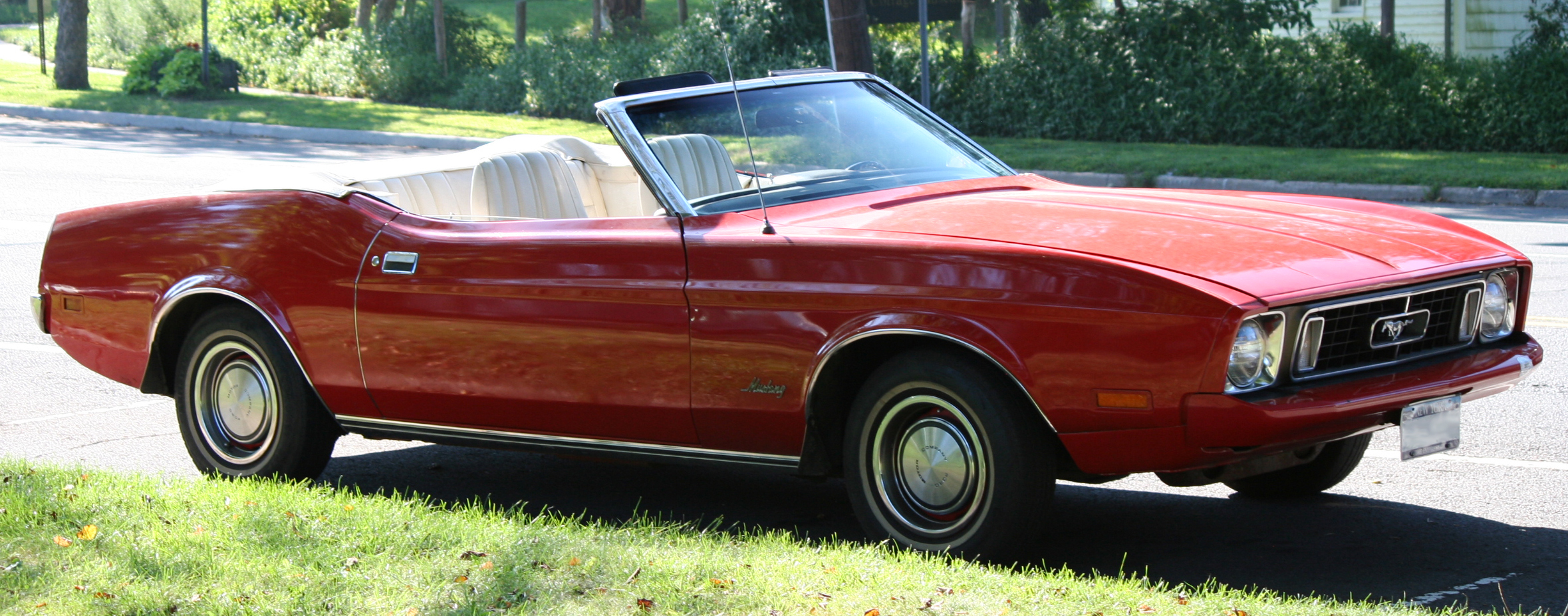
Mustang Convertible, 1973
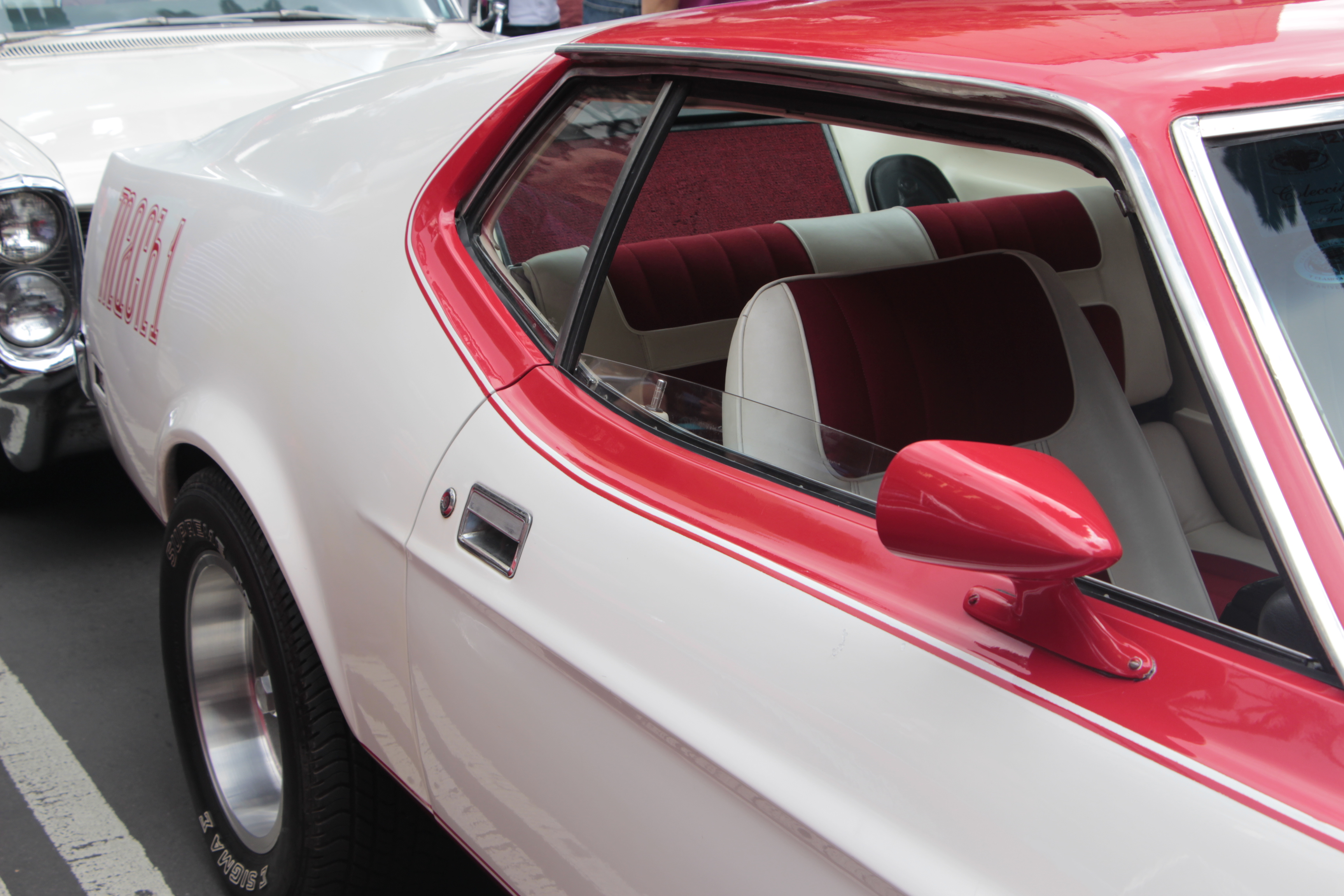
Schrägheck-Coupé Mach I, 1971–72

#### Modelljahr 1973
Zum Modelljahr 1973 wurden lediglich Details geändert, so erhielt der Kühlergrill ein geändertes Design. Der 5,8-Liter-Motor war in zwei Leistungsstufen lieferbar. Das Cabriolet dieses Jahrgangs blieb der letzte offene Mustang bis 1982.
Vom Mustang der vierten Generation entstanden in drei Jahren 420.000 Exemplare, darunter 1800 Boss 351, 24.300 Cabriolets und 60.700 Grandé.

### Motordaten
| Kenngrößen      | 260                                           | 289                                           | 302                                           | 351                                           | 390                                           | 427                                            | 428                                            | 429                                           |
| --------------- | --------------------------------------------- | --------------------------------------------- | --------------------------------------------- | --------------------------------------------- | --------------------------------------------- | ---------------------------------------------- | ---------------------------------------------- | --------------------------------------------- |
| Bauart          | V8-Ottomotor, längs eingebaut                 | V8-Ottomotor, längs eingebaut                 | V8-Ottomotor, längs eingebaut                 | V8-Ottomotor, längs eingebaut                 | V8-Ottomotor, längs eingebaut                 | V8-Ottomotor, längs eingebaut                  | V8-Ottomotor, längs eingebaut                  | V8-Ottomotor, längs eingebaut                 |
| Ventilsteuerung | OHV-Ventilsteuerung, zwei Ventile je Zylinder | OHV-Ventilsteuerung, zwei Ventile je Zylinder | OHV-Ventilsteuerung, zwei Ventile je Zylinder | OHV-Ventilsteuerung, zwei Ventile je Zylinder | OHV-Ventilsteuerung, zwei Ventile je Zylinder | OHV-Ventilsteuerung, zwei Ventile je Zylinder  | OHV-Ventilsteuerung, zwei Ventile je Zylinder  | OHV-Ventilsteuerung, zwei Ventile je Zylinder |
| Kühlung         | Flüssigkeitskühlung                           | Flüssigkeitskühlung                           | Flüssigkeitskühlung                           | Flüssigkeitskühlung                           | Flüssigkeitskühlung                           | Flüssigkeitskühlung                            | Flüssigkeitskühlung                            | Flüssigkeitskühlung                           |
| Bohrung × Hub   | 3,800 in × 2,870 in (96,52 mm × 72,898 mm)    | 4,000 in × 2,870 in (101,6 mm × 72,898 mm)    | 4,000 in × 3,000 in (101,6 mm × 76,2 mm)      | 4,000 in × 3,500 in (101,6 mm × 88,9 mm)      | 4,050 in × 3,784 in (102,87 mm × 96,1136 mm)  | 4,236 in × 3,781 in (107,5944 mm × 96,0374 mm) | 4,130 in × 3,984 in (104,902 mm × 101,1936 mm) | 4,360 in × 3,590 in (110,744 mm × 91,186 mm)  |
| Hubraum         | 260,4 in³ (4267 cm³)                          | 288,5 in³ (4728 cm³)                          | 301,6 in³ (4942 cm³)                          | 351,9 in³ (5766 cm³)                          | 390,0 in³ (6391 cm³)                          | 426,3 in³ (6986 cm³)                           | 427,0 in³ (6997 cm³)                           | 428,8 in³ (7027 cm³)                          |
| Quelle          | [ 11 ]                                        | [ 11 ]                                        | [ 11 ]                                        | [ 11 ]                                        | [ 11 ]                                        | [ 11 ]                                         | [ 11 ]                                         | [ 11 ]                                        |

## Mustang II (1973–1978)
Nicht zuletzt als Reaktion auf die Kritik an der übertriebenen Größe des Vorgängermodells lancierte Ford im Herbst 1973 den auf dem Ford Pinto basierenden Mustang II als Stufen- und Fließheckcoupé mit Vier- und Sechszylindermotoren. Ein V8-Aggregat wurde später ebenfalls angeboten.
Dieser Mustang war 35 Zentimeter kürzer, zwölf Zentimeter schmaler und je nach Ausführung etwa 50 bis 150 Kilogramm leichter als das direkte Vorgängermodell. Angeboten wurden das Stufenheckcoupé in einer Basis- und einer luxuriöseren Ghia-Version und das Fließheckcoupé in einer Grund- und einer sportlich aufgemachten Mach-I-Version. Den Antrieb übernahmen ein 2,3-Liter-Reihenvierzylinder-Motor oder ein 2,8-Liter-V6-Motor.
Der Mustang II kam auf dem Markt nicht gut an. Er gilt als Sinnbild der Malaise Era.
Modelljahr 1975
1975 kam ein gegen Aufpreis lieferbarer 4,9-Liter-V8-Motor mit 91 kW (124 PS) zu den vorhandenen Vier- und Sechszylinder-Aggregaten hinzu. Das Ghia-Stufenheck erhielt eine geänderte Dachlinie mit einer breiteren C-Säule. Die übrigen Änderungen betrafen minimale Details.
Modelljahr 1976
Neu ins Programm kamen zwei Ausstattungspakete. Zum einen das Stallion-Paket, das es in ähnlicher Form auch für andere Ford-Modelle gab, und das ein Sportfahrwerk, Sportstahlfelgen, Sportaußenrückspiegel und eine Sonderlackierung in Silber/Schwarz umfasste; zum anderen das Cobra-II-Paket, das für das Fließheckcoupé erhältlich war.
Der Name erweckte Erinnerungen an die Shelby Cobra, es handelte sich aber um ein Ausstattungspaket mit reinen Design-Elementen wie einem mattschwarzen Kühlergrill, wuchtigen Spoilern, Plastiklamellen-Einsätzen über den hinteren Seitenscheiben sowie Zierstreifen an den Schwellern und längs über die Motorhaube, das Dach und das Heck. Die Leistung des V8 stieg auf 99 kW (134 PS).
Modelljahr 1977
Auch für dieses Modelljahr blieb der Mustang II weitgehend unverändert. Die kleinen Motoren verloren etwas an Leistung, der V8 erstarkte auf 104 kW (141 PS). Im Laufe des Modelljahres war für das Fließheckcoupé ein T-Roof mit zwei herausnehmbaren Glasdachhälften lieferbar.
Modelljahr 1978
Abgesehen von neuen Lackfarben gab es keine größeren Änderungen. Anfang 1978 kam als weiteres sportliches Sondermodell der Mustang King Cobra ins Programm mit einer vorderen Spoilerschürze, einem Heckspoiler, Alufelgen und hinteren Kotflügelverbreiterungen.
Vom zweiten Mustang fertigte Ford in fünf Jahren insgesamt gut 1,1 Millionen Stück, davon gut 89.000 Mach I.

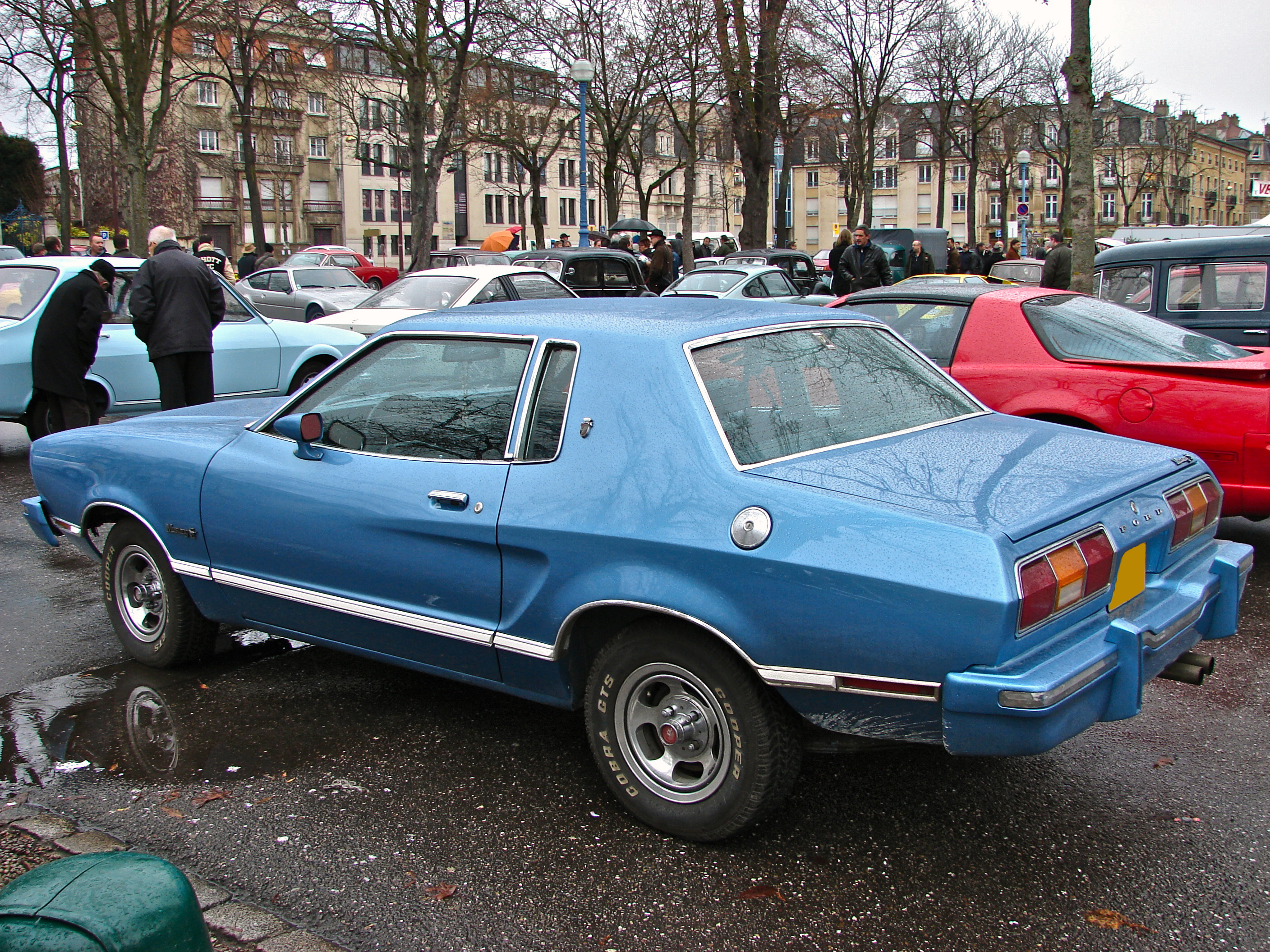
Stufenheck Heckansicht
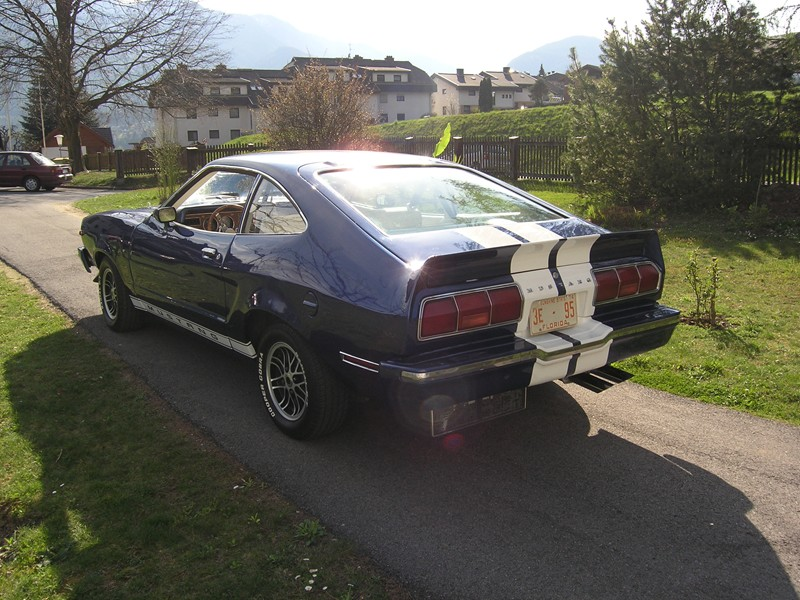
Schrägheck Heckansicht
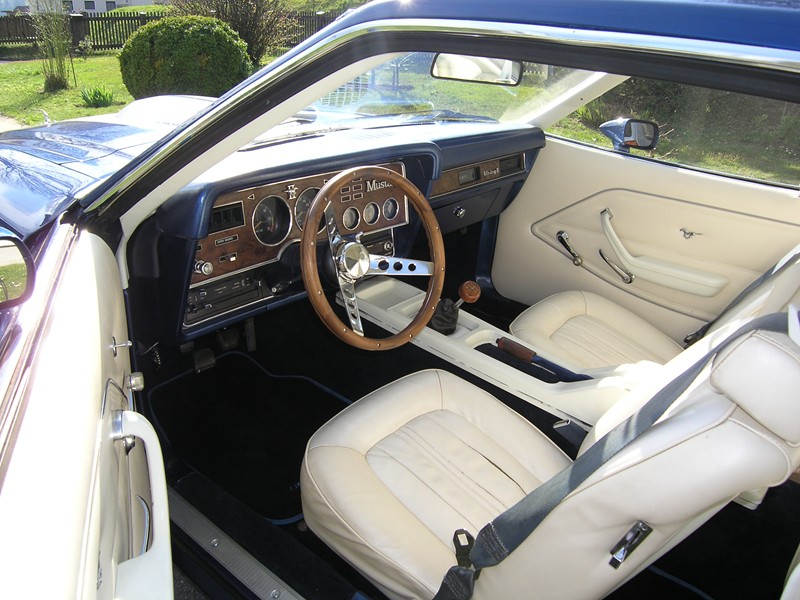
Innenraum
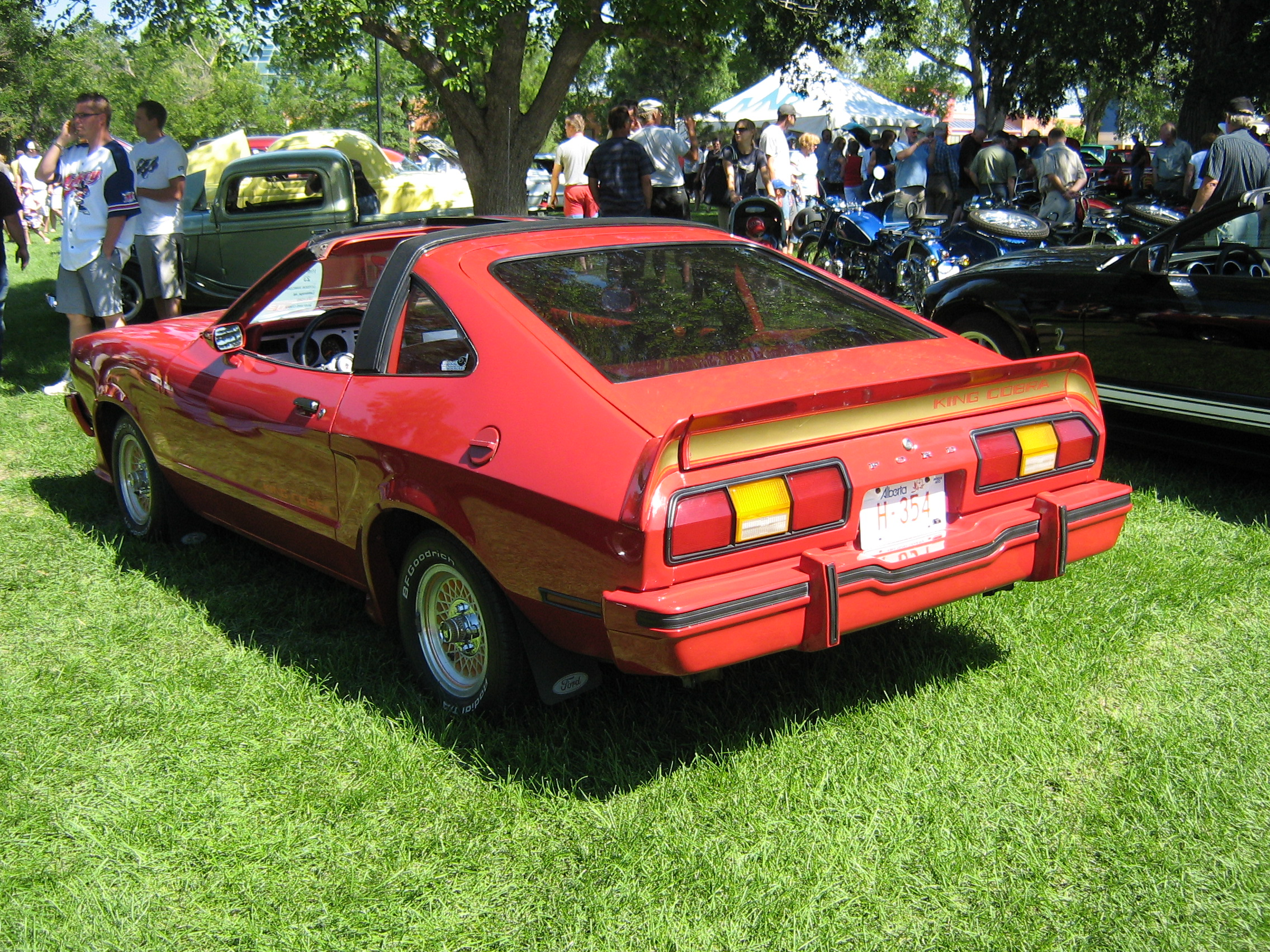
Ford Mustang King Cobra (1978)

## Mustang III (1979–1993) (Fox Body)
Die dritte Modellgeneration des Ford Mustang basierte auf der Fox-Plattform von 1977, auf der im Rahmen der Downsizing-Bemühungen des Konzerns alle unterhalb der Fullsize-Plattform verbliebenen RWD-Modelle zusammengelegt worden waren, unter anderem der Ford Fairmont. Wie schon in der ersten Generation wurde dem Mustang ein Mercury-Schwestermodell zur Seite gestellt, das als Mercury Capri verkauft wurde, und damit essentiell den in den USA als Importmodell verkauften europäischen Ford Capri ersetzte. Den neuen Mustang gab es zunächst als zweitüriges Stufenheck- und als dreitüriges Schrägheckcoupé, denen ab Modelljahr 1983 das Cabriolet folgte. Der Cabriolet-Umbau erfolgte nicht bei Ford, sondern wurde vom externen Partner C&C (Cars & Concepts) in Brighton (Michigan) übernommen. Rückblickend wird die dritte Generation heute meist nochmals in die Modelljahre 1979–1986 und 1987–1993 aufgeteilt – erstere werden wegen ihrer markanten Vierfach-Scheinwerfer als „Four Eyes“, Vieraugen-Mustangs, bezeichnet. Die Plattformbezeichnung „Foxbody“ wird heute fast universell synonym für „Mustang“ gebraucht.
Die Einführung des Mustangs erfolgte zu einem Zeitpunkt, als die US-Hersteller in den Nachwehen der Ölkrise erheblicher Kritik ausgesetzt waren und an dem das Vertrauen der US-Konsumenten in die „großen drei“ Konzerne einen Tiefststand erreicht hatte. Die sensationellen Verkaufszahlen des Foxbodys waren nicht nur zeitgeistwidrig, sondern zwangen auch Konkurrent General Motors dazu, seine seit der Ölkrise mehr oder weniger unverändert dümpelnden F- und Y-Plattformen nachhaltig zu überarbeiten und 1982 und 1983 in ihrer dritten bzw. vierten Generation zu präsentieren. Der Foxbody-Mustang erschien auch zu einer Zeit, in der die amerikanische Zubehör- und Performance-Industrie, die noch 1970 eine wesentliche Rolle im Umgang mit Performance-Autos gespielt hatte, infolge der Katalysatorpflicht, der Ölkrise und der CAFE-Regelungen vollständig am Boden lag. In der Folge konzentrierte sich ein wesentlicher Teil des Aftermarktes auf das erste und einzige echte neue amerikanische Performance-Auto seit beinahe 10 Jahren – was den Mustang zu einem immens populären Drag Racing-Plattform machte (eine Ehre, die der ersten und zweiten Generation verweigert geblieben war).
Modelljahr 1979

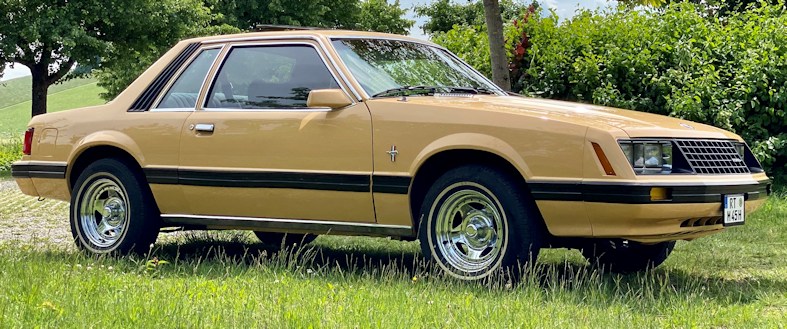
Ford Mustang Coupé, Zweitürer, 1979, Farbe: light chamois

Der neue Mustang wurde neben der Basis-Variante „Mustang“ auch als gehobene „Mustang Ghia“-Ausstattung angeboten, parallel waren ein „Mustang Sport“-Optikpaket und das „Mustang Cobra“-Performancepaket erhältlich. Mustang und Mustang Ghia waren wahlweise als Schräg- oder Stufenheck erhältlich, das „Cobra“-Paket konnte für das Schrägheck bestellt werden. Aufgrund der unklaren Markenrechtslage in Deutschland wurden frühe Foxbody-Mustangs in Deutschland noch als „T5“ verkauft – ab dem Kalenderjahr 1979 war „Mustang“ auch in Deutschland offizielle Verkaufsbezeichnung.
Basis-Motorisierung war ein 2,3-Liter Vierzylinder mit 88 PS, alternativ war der 2,3-Liter auch als Turbo-Vierzylinder mit 131 PS lieferbar. Ebenfalls wahlweise gab es den traditionellen 302 in³ (5,0 Liter)-V8 „Smallblock“ mit 140 PS. Diesen zuerst im Modelljahr 1968 für den Mustang verfügbaren Motor hatte Ford im Vorjahr erstmals unter der metrischen Hubraumbezeichnung „5.0“ angeboten – für das Modelljahr 1979 wurde diese Schreibweise aufrechterhalten. Im „Cobra“-Paket war der 5,0-Liter V8 Standard, wahlweise war der 2,3-Liter Turbo erhältlich. Zu Beginn des Modelljahres stand für Non-Cobra-Fahrzeuge auch ein in Deutschland hergestellter 2,8-Liter-V6-Motor mit 82 kW (111 PS) zur Verfügung, dessen Leistungscharakteristik sich allerdings für das amerikanische Verkehrsgeschehen als ungeeignet erwies, weshalb er im Laufe des Modelljahres von Fords traditionellem 200 in³ (3,3 Liter) Reihensechszylinder abgelöst wurde.
Anders als die Vorgängergenerationen verwendete die Foxbody-Plattform eine Vierlenker-Hinterachse anstelle der traditionellen Blattfeder-Aufhängung. Die Vorderachse einschließlich der Zahnstangenlenkung der Foxbodies entspricht im Wesentlichen der berühmten Vorderachs-Konfiguration des Mustang II.
Nur die „Mustang“ und „Mustang Ghia“-Varianten sind anhand der 3. und 4. Ziffer der Fahrgestellnummer identifizierbar: 02 und 03 stehen für das Basis-Coupe und das Basis-Schrägheck, 04 und 05 für die Ghia-Varianten respektive. Alle Cobras sind 03 Basis-Schräghecks. Der Herstellerpreis für das Basis-Coupe lag bei 4494 US-Dollar, der für das Basis-Schrägheck bei 4828 US-Dollar. Fahrzeuge mit der Ghia-Ausstattung hatten unter anderem eine aufgewertete, „europäische“ Innenausstattung und kosteten 5064 bzw. 5216 US-Dollar.
Für 1173 US-Dollar Aufpreis gegenüber dem Grundmodell wurde das Cobra-Paket mit 5,0-Liter V8 oder 2,3-Liter-Turbo-Vierzylinder (104 kW) angeboten. Käufer bekamen dafür neben dem sonst einzeln 514 US-Dollar teuren „5.0“ eine spezielle Abgasanlage und ein Optikpaket mit Lufthutze auf der Haube, schwarzen Fensterzierleisten, Sportlenkrad und wahlweise einem nochmals aufpreispflichtigen „Cobra“-Motorhaubenaufkleber. Außerdem waren die Cobras mit dem „TRX Suspension System“-Fahrwerk ausgestattet, welches seinen Namen von den verwendeten neuartigen Michelin-TRX-Reifen und Felgen ableitet. Michelins „TRX“-Serie, am einfachsten am metrischen Felgendurchmesser erkennbar, sollte Reifenwanddeflektion bei Kurvenfahrt im Vergleich zu herkömmlichen Radialreifen dramatisch reduzieren – auf diesen Umstand wurde das gesamte Cobra-Fahrwerk abgestimmt. Aus einer Marketingperspektive hatte u. a. Pontiac auf dem Mustang-Konkurrenten Pontiac Firebird zuvor mit dem „RTS“ für „Radial Tuned Suspension“ Ähnliches unternommen.
Anlässlich des ersten Einsatzes eines Mustangs als Pace Car beim Indy-500-Rennen 1964 war der Mustang 1979 zusätzlich als Pace-Car-Replica in limitierter Sonderserie verfügbar. Mit 9012 US-Dollar war das Pace Car mehr als doppelt so teuer wie die Basis-Version, mit 10.478 produzierten Einheiten aber auch deutlich weniger „limitiert“ als Pace Car-Replica-Serien der Vergangenheit.
Modelljahr 1980
Für 1980 ersetzte Ford den traditionellen 302 in³ (5,0 Liter) „Windsor“-V8 (nach dem Produktionsort) durch eine neue Variante des Windsor-Blockdesigns mit 255 in³ (4,2 Liter) mit 121 PS. Der neue V8 lag damit noch unterhalb des Hubraums des originalen Windsor-„Smallblock“-Motors von 1962 (260 in³ / 4,3 Liter). Zeitgeistgerecht sollte der verkleinerte V8 nicht nur die CAFE-Bilanz des Herstellers verbessern, sondern auch den Weg für einen in Kürze erwarteten neuen V6 ebnen – die zu Beginn der Achtziger erwartete V6-Revolution auf dem US-Fahrzeugmarkt blieb allerdings aus.
Die Motorenpalette blieb unverändert, allerdings leistete der Turbo-Vierzylinder 112 kW (152 PS). Cobras bekamen einen überarbeiteten Frontspoiler mit integrierten Nebelscheinwerfern und erstmals einen Heckspoiler, Recaro-Sitze waren optional verfügbar. Für Stufenheckcoupé kam die „Carriage Roof“-Option ins Programm, das den Wagen mittels einer Art „Dachbezug“ wie ein Cabriolet mit geschlossenem Verdeck aussehen ließ. Diese optische Täuschung schließt sogar geschwärzte Fensterzierleisten ein.
Modelljahr 1981
1981, das „Jahr des Hundes“, gilt gemeinhin als das dunkelste Jahr des amerikanischen Automobilbaus in der Post-Ölkrisen und Post-Katalysatorkrisen-Ära. Die Absatzzahlen für alle Sportcoupés aller US-Hersteller erreichten neue Tiefstände, und der Mustang blieb im Wesentlichen unverändert. Neben den Basis- und Ghia-Modellen wurde ein als Stufenheck und mit dem 2,3-Liter Vierzylinder verfügbares „Economy“-Modell mit der Bezeichnung „Mustang S“ angeboten. „T-Tops“, herausnehmbare Dachhälften, waren für beide Karosserietypen optional verfügbar.
Das Automatik-Getriebe wurde nicht mehr in Verbindung mit dem Turbo-Vierzylinder-Motor angeboten.
Modelljahr 1982
1982 brachte erhebliche Veränderungen für den Mustang mit sich. Der traditionelle Marktgegner des Mustangs, General Motors’ F-Plattform mit dem Chevrolet Camaro und dem Pontiac Firebird, war nach jahrelangem Dornröschenschlaf für das Modelljahr 1982 in seiner lang erwarteten brandneuen 3. Generation verfügbar. Anders als die Ford Motor Company hatte GM allerdings vollständig auf Vierzylinder- und Turbotechnik verzichtet – dafür wurde der neue F-Body mit dem 305 in³ (5,0 Liter) Smallblock-V8 angeboten, optional sogar mit elektronischer Einspritzanlage und 165 PS.
Ford konterte mit einer Rückbesinnung auf amerikanische Werte: Die „europäische“ Ghia-Modellvariante wurde fallengelassen, das Modellprogramm wurde entsprechend der traditionell amerikanischen dreistufigen „Trimlevel“-Hierarchie neu gestaffelt, der Mustang war als L, GL und GLX verfügbar. Auch die Bezeichnung „Cobra“, die Ford von 1968 an oftmals grund- und wahllos für ein breites Sortiment an Fahrzeugen, Teilen und Motoren verwendet hatte, entfiel zugunsten einer Modellbezeichnung mit echter historischer Substanz: Der sportliche Mustang hieß erstmals seit 1969 wieder „Mustang GT“.
Die Motorenpalette des Vorjahres wurde beibehalten, der Turbo-Vierzylinder verschwand nach Verfügbarkeitsproblemen im Vorjahr vorübergehend aus dem Angebot. Zusätzlich wurde unter dem Optionscode 99F der 302 in³ (5,0 Liter) V8 reaktiviert, mit der Zusatzbezeichnung H.O. für „High Output“ und der Nockenwelle aus dem 351 in³ (5,8 Liter) Windsor-V8. Gepaart mit einer Aluminium-Ansaugspinne und dem Luftfilterkasten der 352 in³-Police Package-Motoren aus Fords Fullsize-Baureihe leistete der „5.0“ im Mustang 157 PS. Alle Fahrzeuge mit dem 50 wurden zusätzlich mit „Traction Bars“ unter den unteren Längslenkern der Hinterachse ausgestattet.
Erstmals verfügbar war im Modelljahr 1982 eine Behördenversion des Mustangs, der Mustang SSP (für „Special Service Package“). Dieses Paket war von Ford in erster Linie auf Drängen der California Highway Patrol (CHP) entwickelt worden, die sich bereits seit der Katalysatorkrise auf der Suche nach einem leichten, schnellen Fahrzeug für Verkehrsüberwachungsaufgaben befand, und drei Jahre zuvor den Chevrolet Camaro in der vielbeachteten „Alternative Vehicles Study“ ihrer Forschungs- und Planungsabteilung für ungeeignet befunden hatte. SSP-Mustangs waren überwiegend LX-Level Stufenheck-Fahrzeuge mit 5,0 H.O.-V8 und einer Reihe von polizeispezifischen Modifikationen.
Modelljahr 1983
Erstes leichtes Facelift, Front und Heck wurden sanft überarbeitet. Vor allem aber gab es nach zehn Jahren Unterbrechung wieder ein Mustang Cabriolet, als GLX und GT. Der Fünfliter-High-Output-V8 kam auf 130 kW (177 PS), 3,3-Liter-Sechszylinder-Motor und 4,2-Liter-V8-Motor entfielen, der Turbo-Vierzylinder kehrte mit Einspritzung und 106 kW (144 PS) ins Programm zurück, dazu gab es neu einen 3,8-Liter-V6-Motor mit 82 kW (112 PS).
Modelljahr 1984

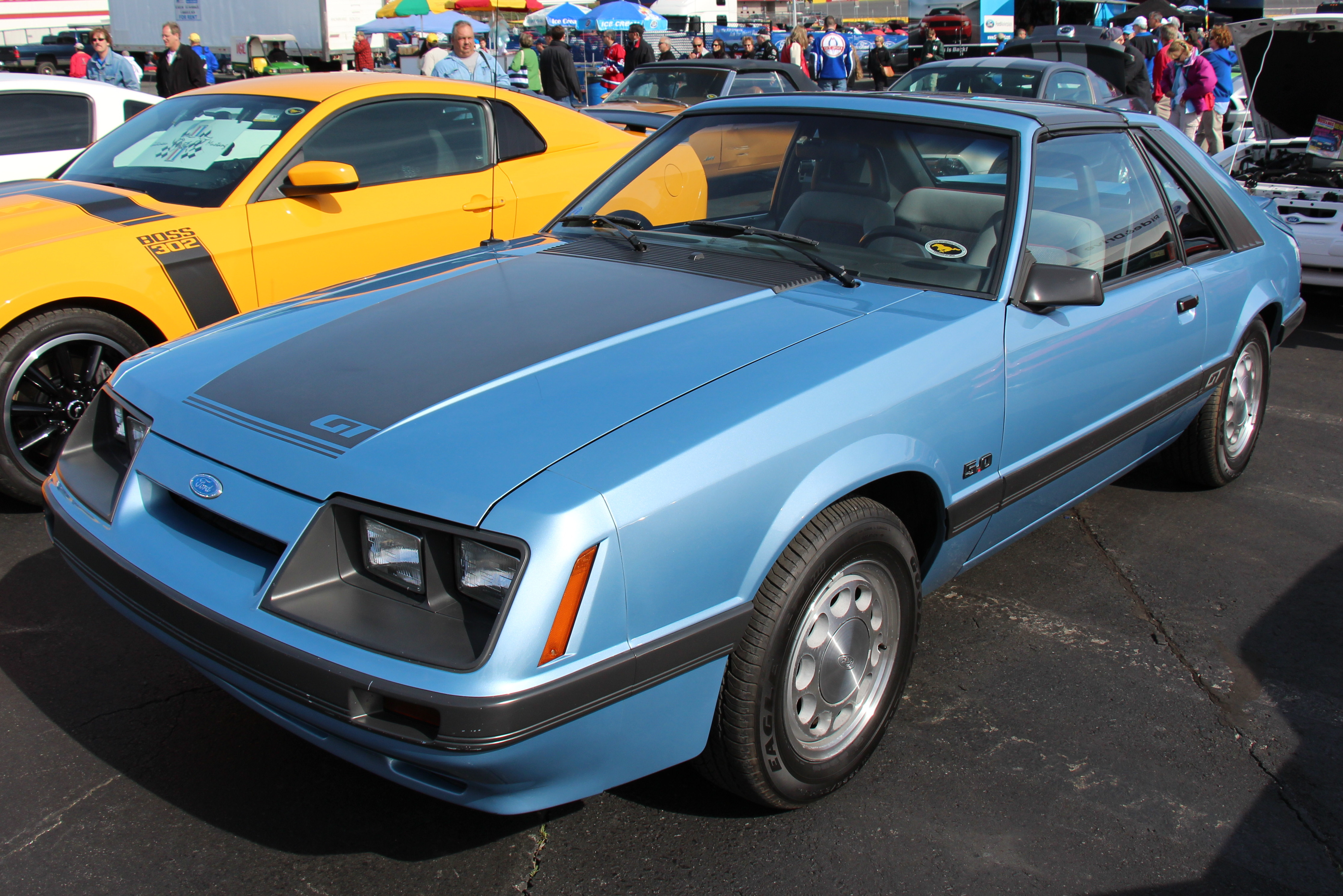
Ford Mustang GT Coupé, 1985

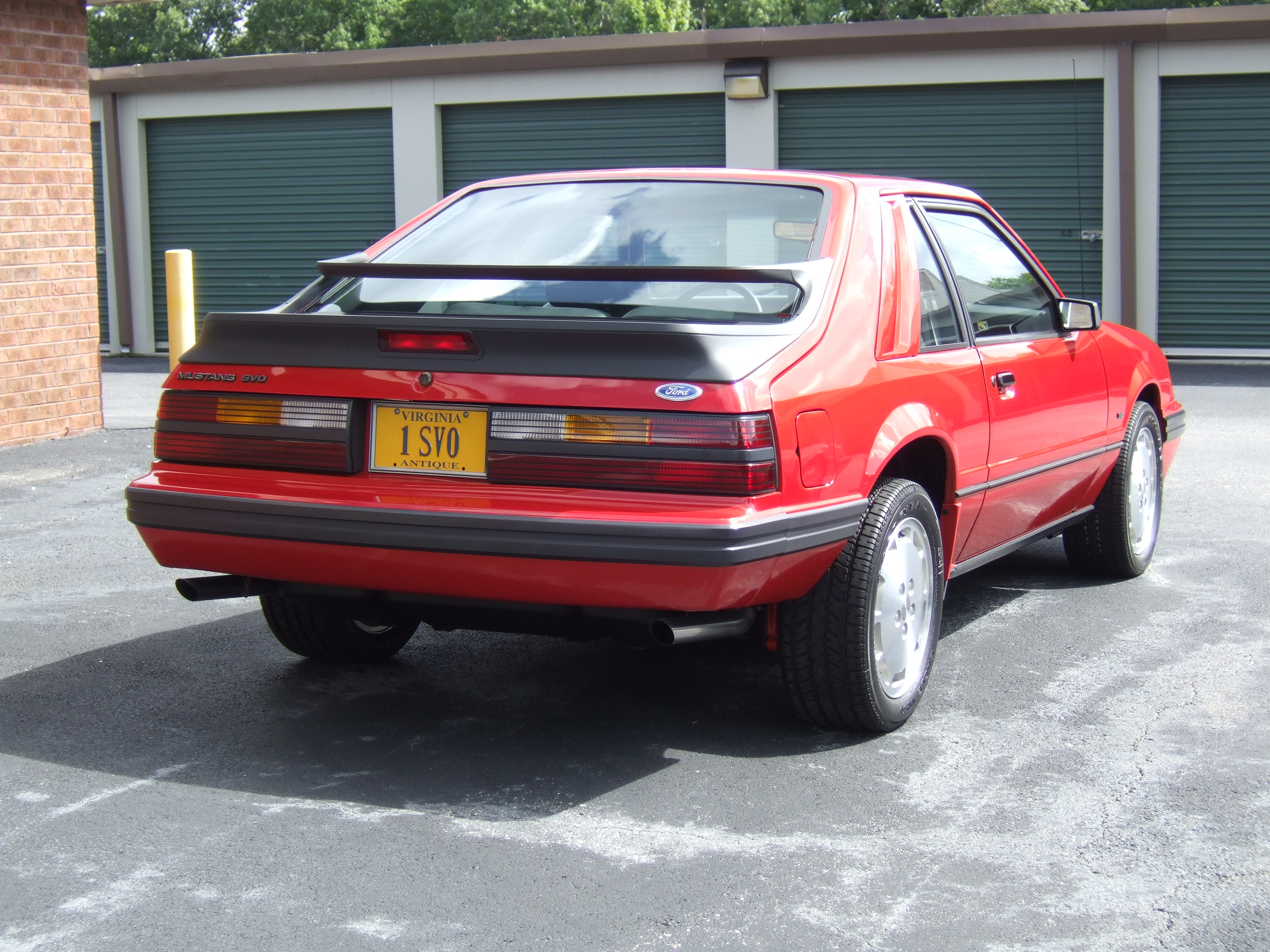
Ford Mustang SVO, 1986

Erstmals angeboten wird der Mustang SVO, eine von der Ford-Abteilung Special Vehicles Operation unter Leitung von Mike Kranefuss entwickelte Performance-Variante des Dreitürers mit 130 kW (177 PS) starkem 2,3-Liter-Vierzylinder-Turbomotor, extra sportlich abgestimmtem Fahrwerk und abgeänderter Frontpartie. Dieser erreicht eine Spitze von 215 km/h und beschleunigt in 7,5 Sekunden auf 100 km/h, vor allem aber lässt der im Vergleich zum V8 wesentlich leichtere Motor den Mustang weniger kopflastig reagieren. Der Turbo-Motor ohne Ladeluftkühler mit 108 kW (147 PS) blieb im Programm. Das Modellprogramm wurde neu geordnet und umfasste L, LX, GT und SVO. Der Fünfliter-Motor wurde als Vergaservariante mit 130 kW (177 PS) oder mit Einspritzung und etwas geringerer Leistung (123 kW (167 PS)) angeboten.
Modelljahr 1985
Front- und Heckpartien wurden leicht retuschiert, das Einstiegsmodell L entfiel, ebenso der Turbo-Vierzylinder (außer im SVO). Die Leistung des Fünfliter-V8-Motors stieg auf 135 kW (183 PS) als Einspritzer bzw. 157 kW (213 PS) mit Holley-Doppel-Registervergaser.
Modelljahr 1986
Vom Fünfliter-Motor gab es eine Version mit sequenzieller Einspritzung und 149 kW (203 PS) der SVO erhielt bündig mit der Karosserie abschließende Scheinwerfer und einen auf ebenfalls 149 kW leistungsgesteigerten Motor.
Modelljahre 1987/1988
Der Mustang erfuhr ein umfassendes Facelift mit bündigen Scheinwerfern und neuen Front- und Heckschürzen. Der SVO und der 3,8-Liter-V6-Motor wurden nicht mehr angeboten. Der GT erhielt ein auffälliges Spoiler- und Schwellerpaket. Der Fünfliter-Motor, serienmäßig im GT und optional im LX, leistete 168 kW (228 PS).
Modelljahr 1989
Der LX mit dem gegen Aufpreis erhältlichen Fünfliter-V8-Motor trug offiziell die Bezeichnung „LX 5.0L Sport“. Zentralverriegelung und elektrische Fensterheber waren im Cabriolet Serienausstattung.
Modelljahr 1990

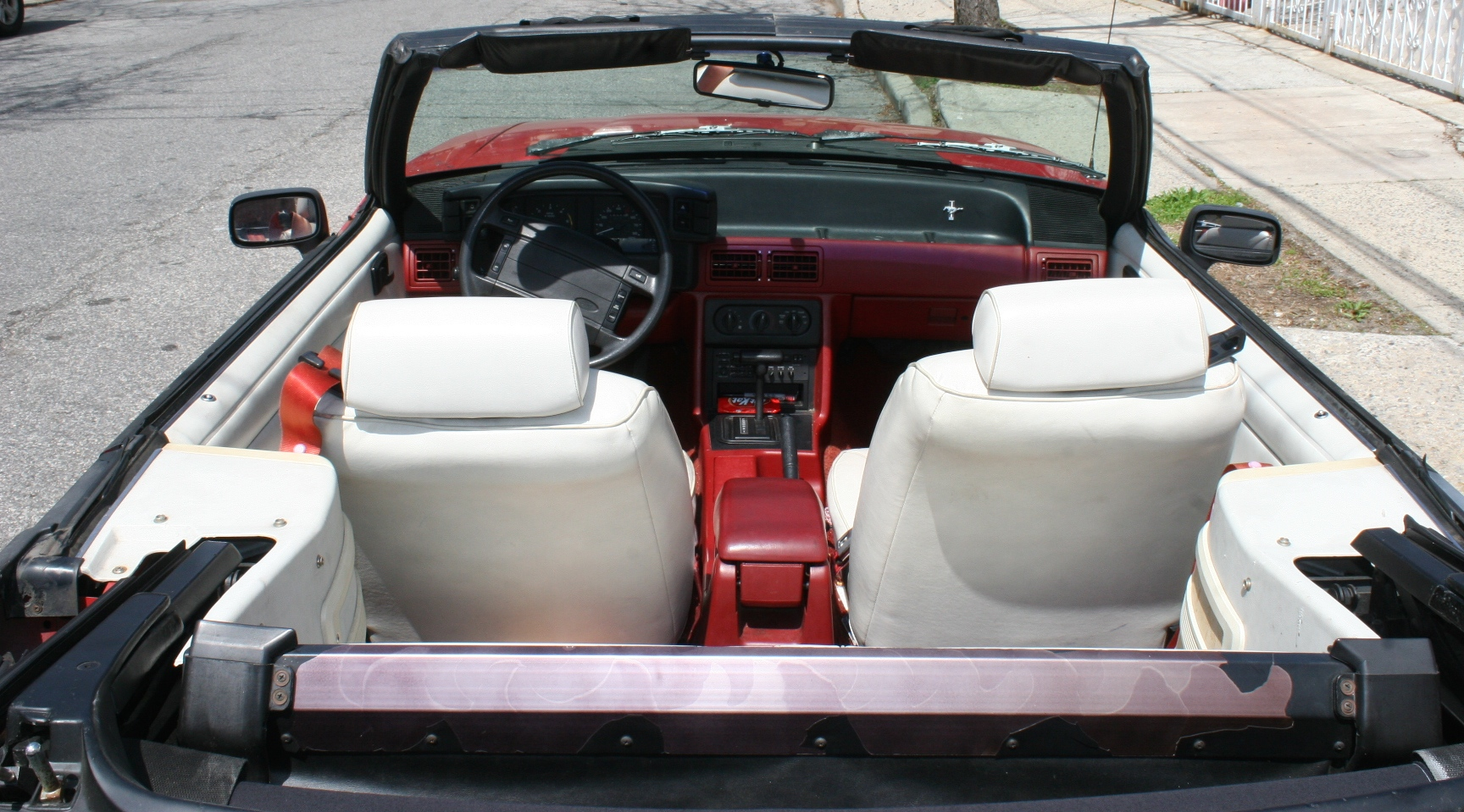
Innenraum Mustang LX Convertible, 1991

Die Ausstattung aller Modelle wurde um Fahrerairbag und hintere Dreipunkt-Sicherheitsgurte ergänzt. Der LX 5.0 erhielt Fahrwerk und Reifen des GT (aber nicht dessen Schweller- und Spoilerwerk). 1990 wurde zum 25. Jubiläum eine Sonderserie, 7up-Edition genannt, produziert. 4103 Stück davon wurden ausschließlich als grüne Cabrios mit weißem Interieur und Verdeck und ausschließlich als 5,0-Liter-HO-V8-Motor mit 168 kW verkauft, 261 davon in den Export.
Modelljahr 1991
Der 2,3-Liter-Vierzylinder-Motor kam dank Doppelzündung auf 78 kW (106 PS). Das Verdeck des Cabrios ließ sich kompakter zusammenfalten.
Modelljahr 1992

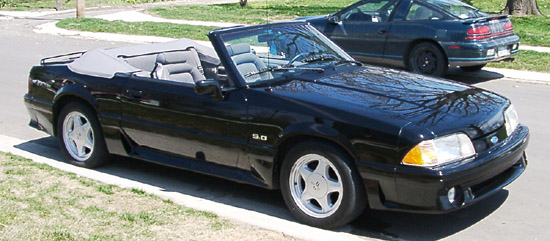
Ford Mustang GT Convertible, 1993

Detailänderungen an der Karosserie dienten der optischen Auffrischung.
Modelljahr 1993

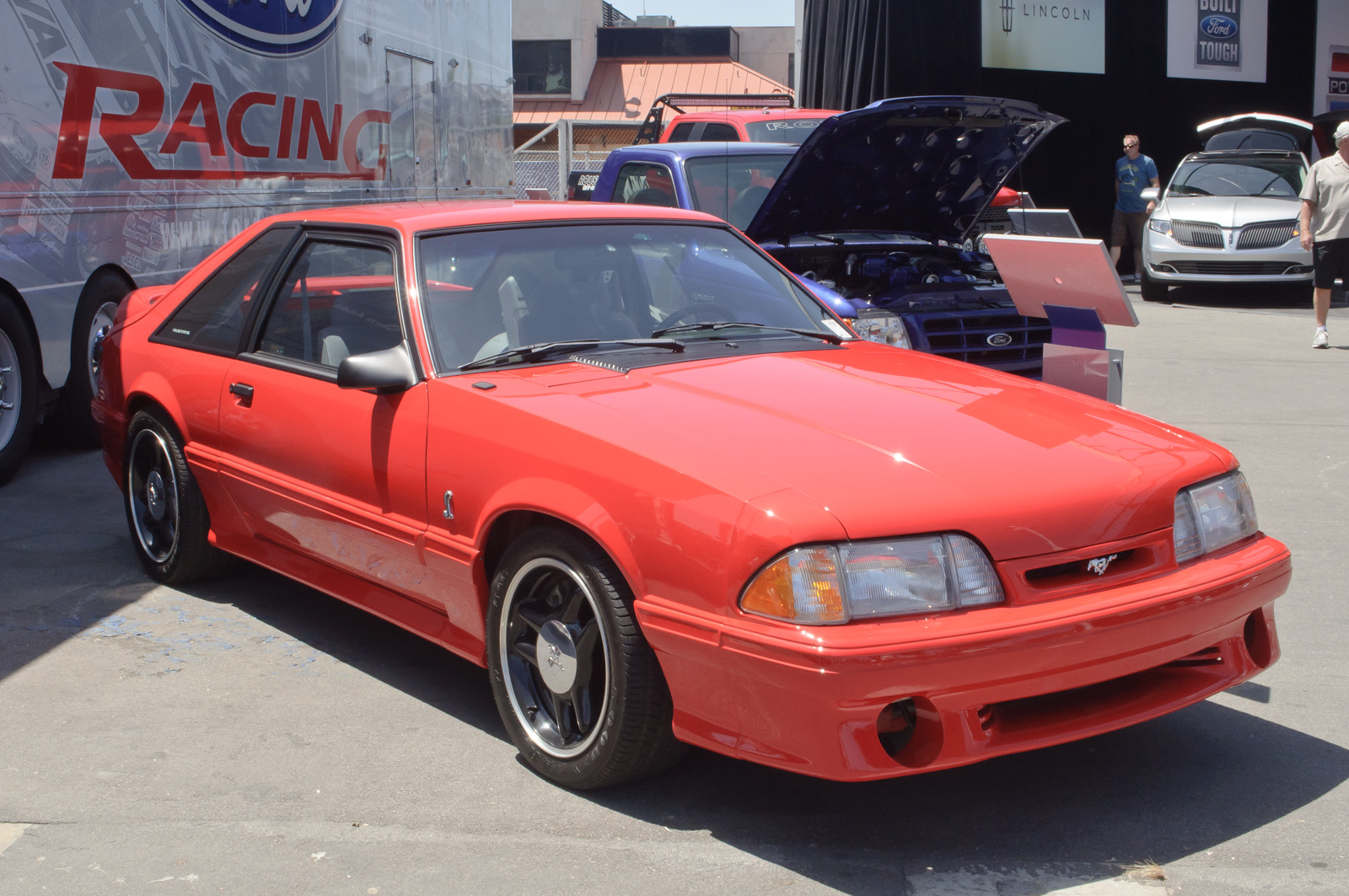
Ford SVT Mustang Cobra R, 1993

Der GT rollte auf 16-Zoll-Alufelgen. Neu im Programm war das auf knapp 5000 Exemplare limitierte Sondermodell Mustang SVT Cobra mit 171 kW (233 PS) starkem Fünfliter-V8-Motor, Fünfganggetriebe, 17-Zoll-Alufelgen und speziellem Heckspoiler. Zusätzlich gab es noch den nur etwas über 100-mal gebauten Mustang SVT Cobra R, der noch puristischer ausgelegt war. Beide Fahrzeuge wurden von Fords neugegründetem Special Vehicle Team (SVT), dem Nachfolger der Special Vehicle Operations (SVO), entwickelt.
Im Sommer 1993 lief die Produktion des Mustang der sechsten Generation nach insgesamt rund 2,5 Millionen Einheiten aus (darunter etwa 270.000 Cabrios und wenige tausend SVO).

## Mustang IV (1994–2004) (SN95)
Pünktlich zum 30. Geburtstag des Mustang führte Ford im Frühjahr 1994 eine neue Generation des Sportwagens (Bezeichnung SN-95) als zweitüriges Coupé und Cabriolet in den Versionen Basis, GT und Cobra ein, wobei die komplette Cabriolet-Montage im Gegensatz zum Vorgänger wieder beim Hersteller erfolgte.
Die neue Generation des Mustang basierte auf einer modernisierten Version mit der Bezeichnung Fox-4 der aus dem Jahr 1977 stammende Fox-Plattform und hatte eine hintere Starrachse. Das Basismodell wurde von einem 3,8-Liter-V6-Motor mit 108 kW (147 PS) angetrieben, der GT von einem 160 kW (218 PS) leistenden Fünfliter-V8-Motor.
Modelljahr 1994
Es gab das limitierte Modell Mustang Cobra (5000 Coupés, 1000 Cabriolets), eine Entwicklung von Fords Special Vehicle Team (SVT), die von einer 179-kW-Version des V8-Motors angetrieben wurde.
Modelljahr 1995
Zwischen Basis und GT wurde der Mustang GTS geschoben, ein GT mit abgespeckter Ausstattung, den es nur in diesem Jahr geben sollte. Der Cobra war auf 4000 Coupés und 1000 Cabriolets limitiert. Ferner gab es in kleiner Auflage den Cobra R mit abgemagerter Ausstattung und 224 kW (304 PS) starkem 5,8-Liter-V8-Motor als Basismodell für den Rennsport. Ferner entstand eine limitierte Version der SVT Cobra Convertible, die mit Hardtop ausgeliefert wurde, nur in schwarz (limitiert auf 499 Stück).
Modelljahr 1996
In GT und Cobra kam ein neuer 4,6-Liter-V8-Motor zum Einsatz, der 160 kW (218 PS) bzw. (im Cobra) 227 kW (309 PS) leistete. Vom Cobra entstanden 5500 Coupés und 2500 Cabriolets. Außerdem gab es in diesem Jahr eine auf 2000 Exemplare limitierte Sonderversion des SVT Cobra, der in der je nach Lichteinfall verschieden reflektierenden Farbe Mystic Clearcoat Metallic hergestellt wurde. Eine ähnliche Farbe wurde nur 2004 auch für den Mustang Terminator Cobra angeboten.
Modelljahr 1997
Die Leistung des V6-Motors klettert auf 112 kW (152 PS). Die Heckleuchten waren senkrecht wie beim Urmodell gegliedert. Vom Cobra entstanden in diesem Jahr 7500 Coupés und 2500 Cabriolets.
Modelljahr 1998
Die Leistung des V8-Motors stieg von 160 kW (218 PS) auf 168 kW (228 PS).

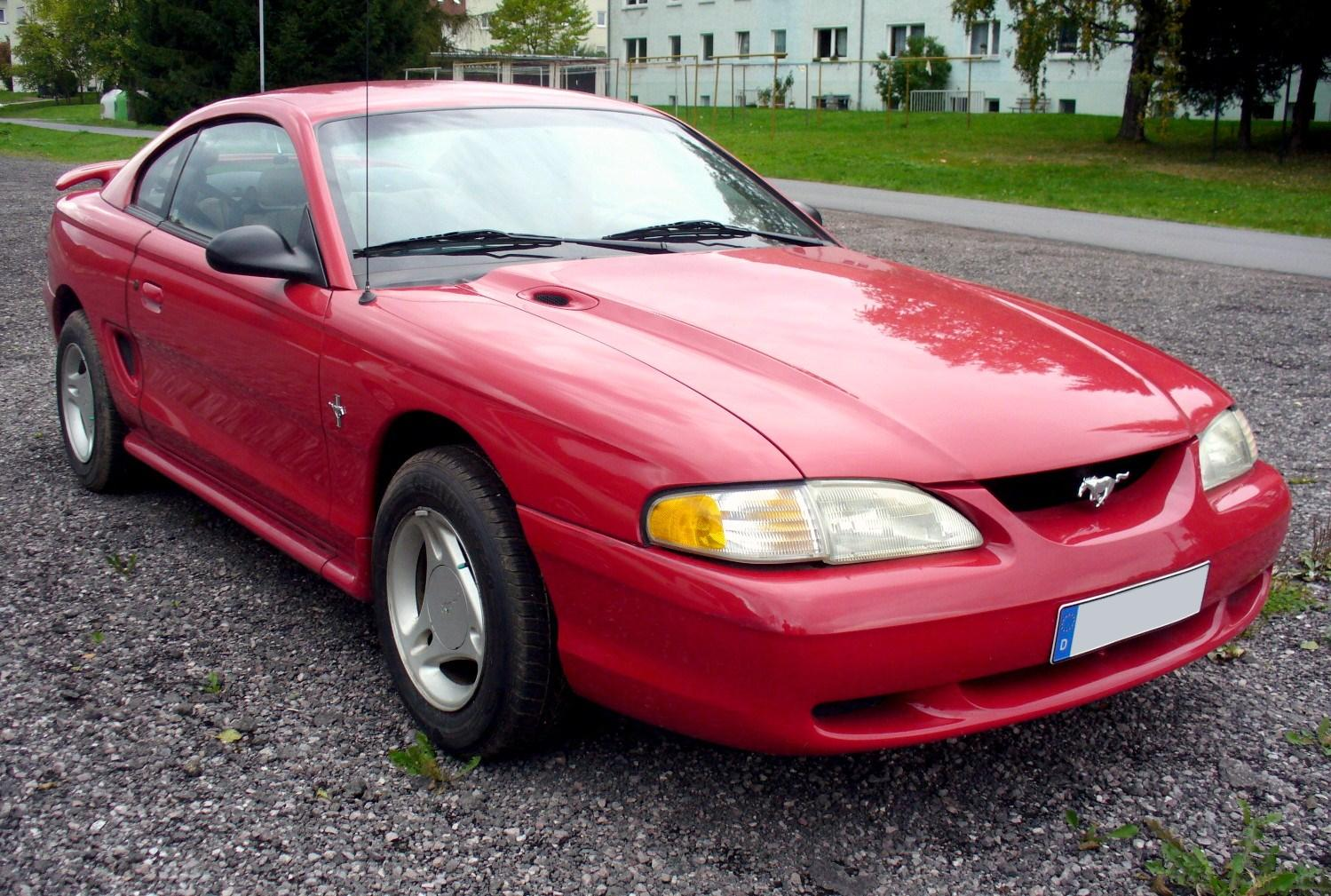
Ford Mustang Coupé (1994–1998)
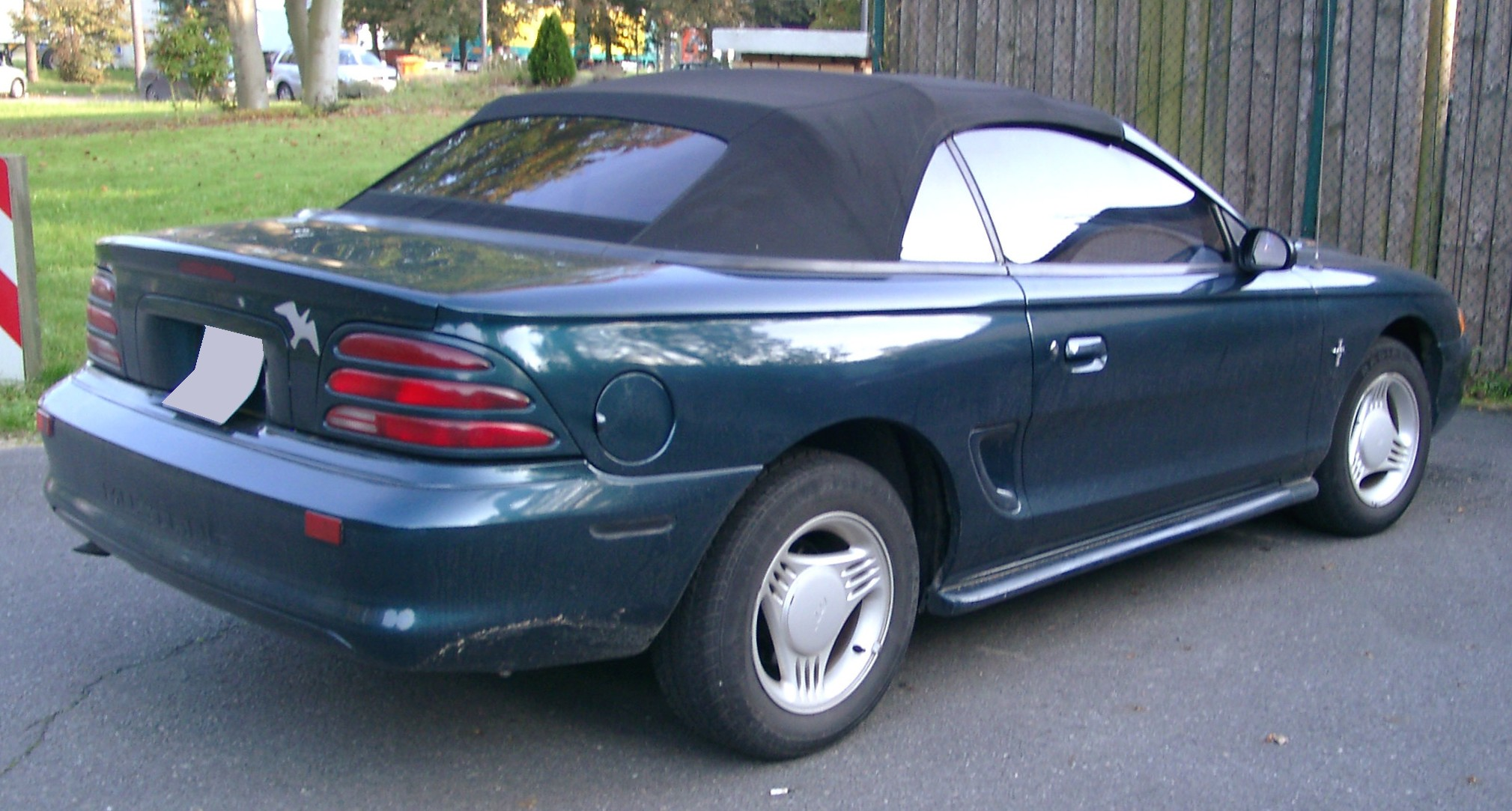
Ford Mustang Convertible (1994–1996)
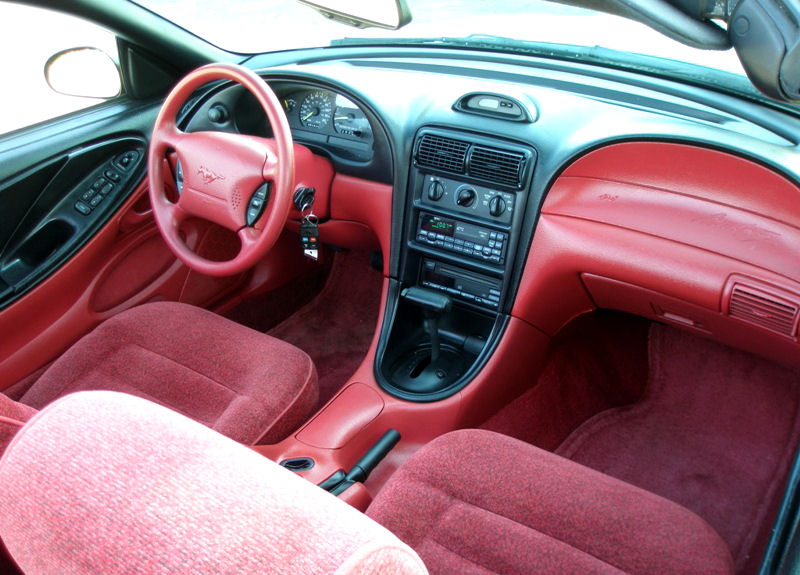
Innenraum Convertible 1994

Modelljahr 1999
Im Dezember 1998 wurde der Mustang einer größeren Modellpflege unterzogen. Kennzeichen waren eine strenger gezeichnete Front, neue Heckleuchten und seitliche Sicken, die an den Ur-Mustang erinnern sollten. Das Chrompferd auf dem Kühlergrill war von einem Rahmen umgeben.
Die Leistungswerte der Motoren stiegen durchgängig: beim V6-Motor auf 142 kW (193 PS), beim Basis-V8-Motor auf 194 kW (264 PS) und beim Cobra auf 238 kW (324 PS). Die Cobra-Version wurde erstmals in der Geschichte des Mustang mit einer hinteren Einzelradaufhängung ausgestattet die in einem vormontierten Stahl-Rohrrahmen aufgehängt wurde. Diese Einheit wurde anschließend an den vorhandenen Aufhängungspunkte für die sonst verbaute Starrachse angebracht. Diese Maßnahmen verbesserten Handling und Abrollkomfort laut Mustang-Entwicklungschef Paul Giltinan erheblich.
Modelljahr 2000
Keine größeren Änderungen, der Cobra war aber vorübergehend nicht lieferbar. Der Cobra R als Rennsportmodell wurde erneut in kleiner Stückzahl aufgelegt, diesmal von einem 287 kW (390 PS) leistenden 5,4-Liter-V8-Motor angetrieben.
Modelljahre 2001/2002
Der GT erhielt eine Hutze auf der Motorhaube, seitliche Lufthutzenattrappen, einen geänderten Heckflügel und rauchgetönte Scheinwerfergläser. Als Sondermodell wurde der GT Bullitt („Edition I“) mit stärkerem V8-Motor (201 kW (274 PS)) und modifiziertem Fahrwerk aufgelegt. 5582 Exemplare wurden davon hergestellt.
Modelljahr 2003
Wiedereinführung des Cobra (im Frühjahr 2002 als Modell 2003) als Terminator Cobra mit 290 kW (395 PS) starkem 4,6-Liter-Kompressor-V8-Motor. Ferner wurde die Bezeichnung Mach 1 (nach den Muscle-Car-Modellen des Mustang aus den Modelljahren 1969 und 1970) wiederbelebt. Der neue Mach 1 zeichnete sich durch ein Interieur mit nostalgischen Reminiszenzen, an den alten Mach 1 angelehnte Zierstreifen, eine Shaker-Motorhaube und einen 227 kW (309 PS) starken 4,6-Liter-V8-Motor aus.
Modelljahr 2004
Der Mach 1 erstarkte auf 231 kW (314 PS). Den Basis-Mustang und Mustang GT gab es aus entsprechendem Anlass auch als 40th Anniversary Edition mit Sonderlackierung in Metallicrot und erweiterter Ausstattung. Zudem gab es den Terminator Cobra in Mystichrome, einer je nach Lichteinfall verschieden aussehenden Farbe (eine ähnliche Lackierung wurde bereits 1996 für den SVT Cobra angeboten). Auch im Innenraum wurde die Farbe etwa für die Sitzbezüge verwendet. Dieses Mystichrome Appearance Package wurde als Wahlmöglichkeit für 3,650 US-Dollar angeboten. Nur 1010 Exemplare wurden gefertigt (515 Coupés, 495 Cabrios).

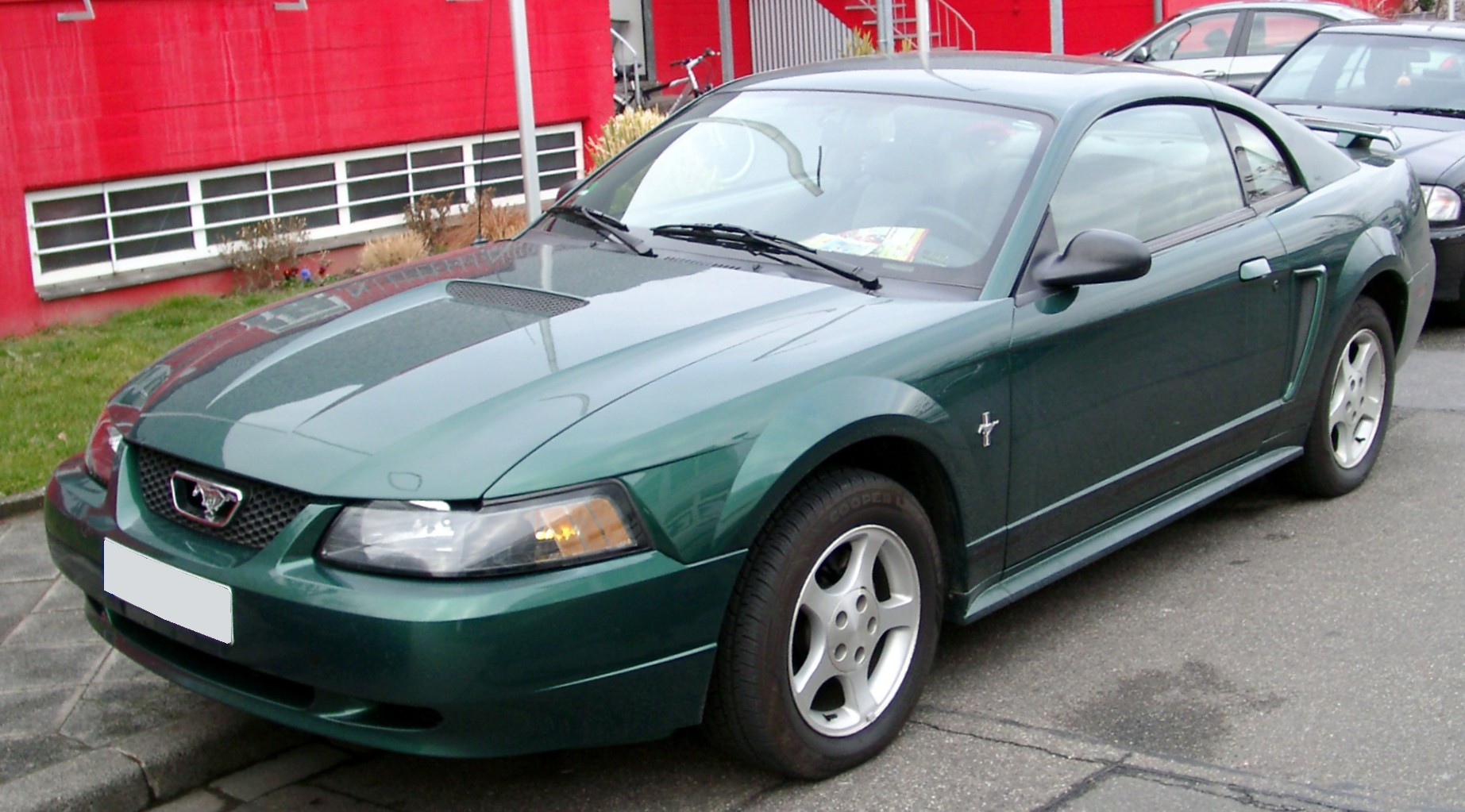
Ford Mustang Coupé (1999–2004)
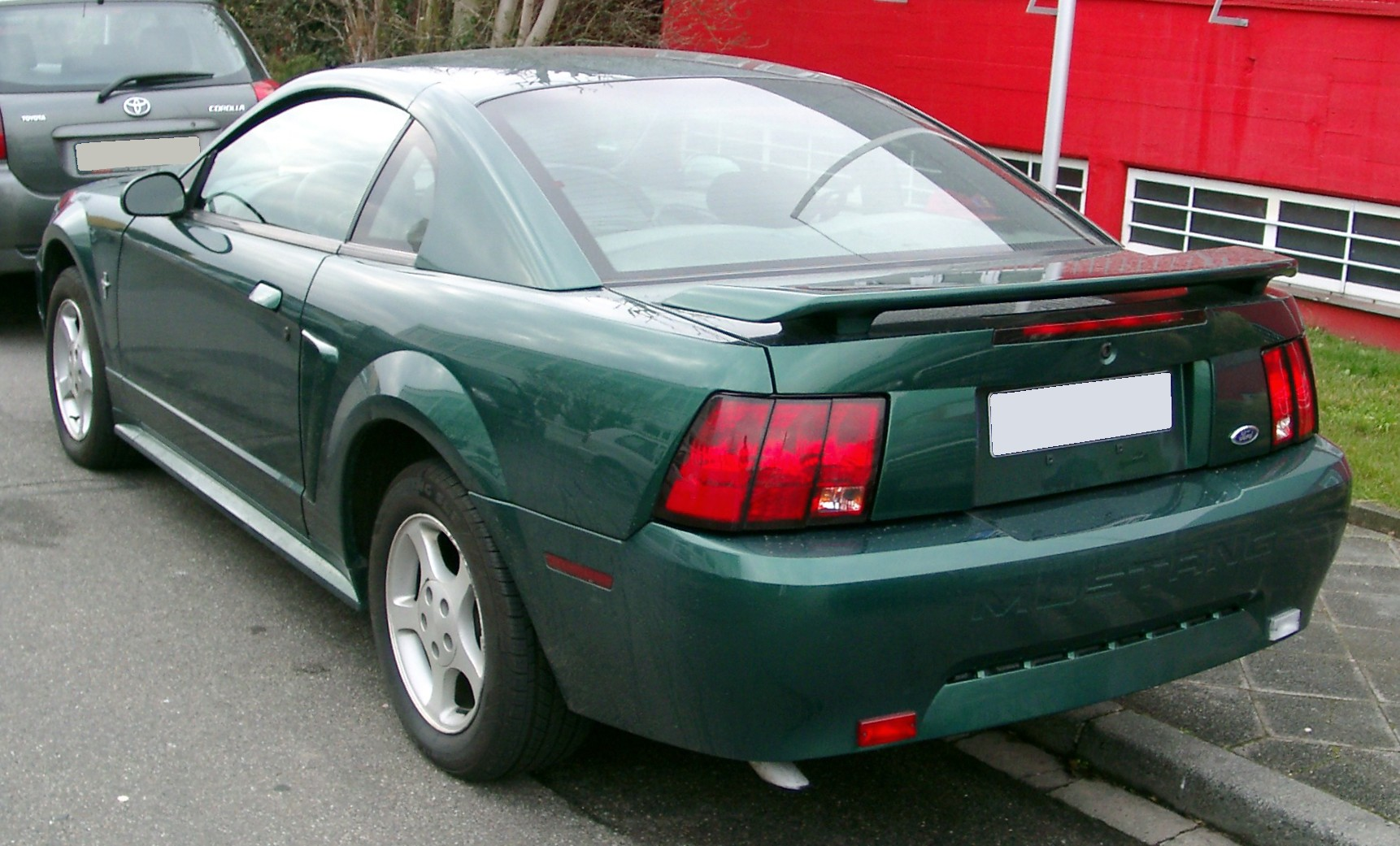
Heckansicht
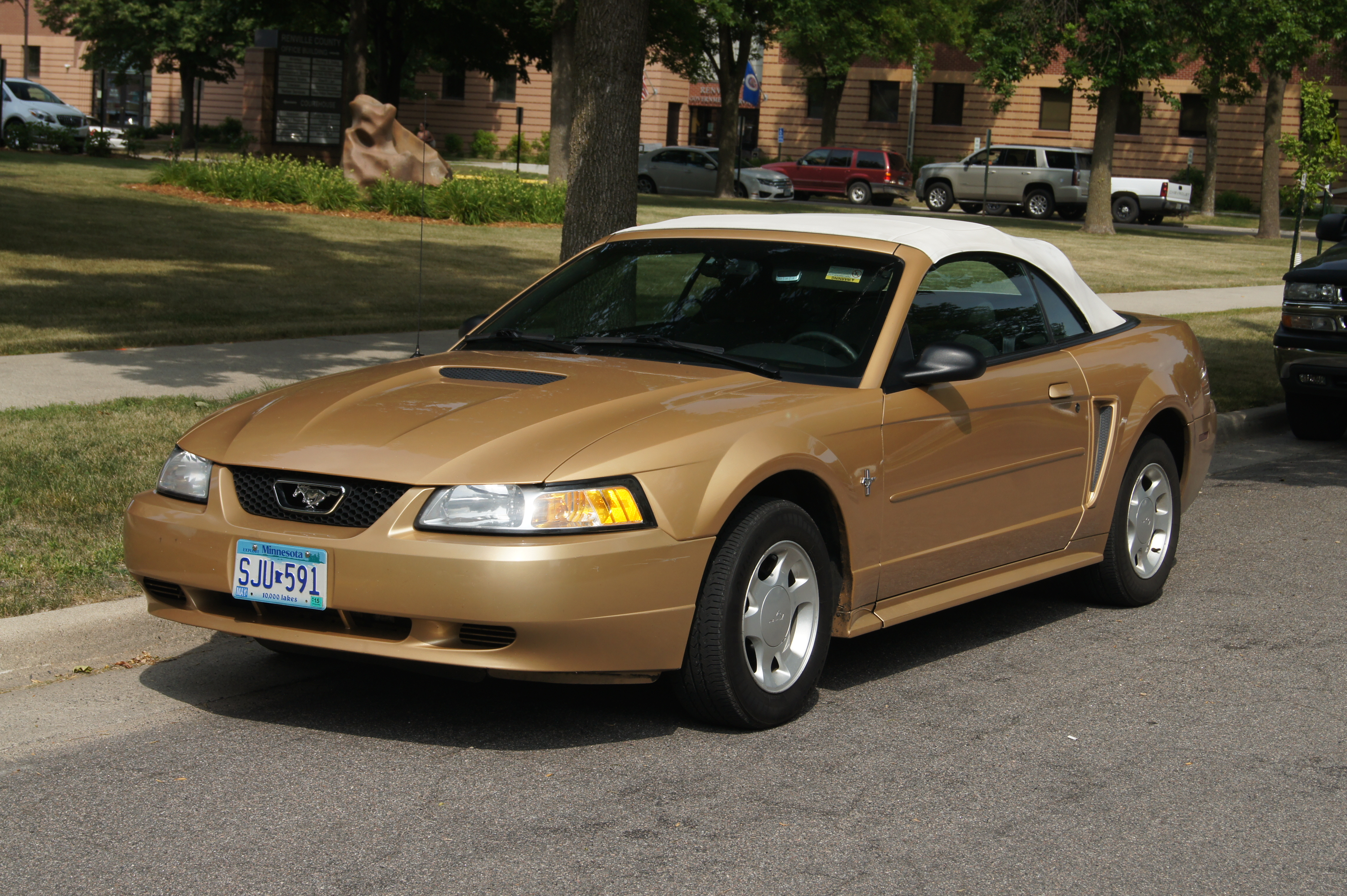
Cabrio geschlossen (2000)
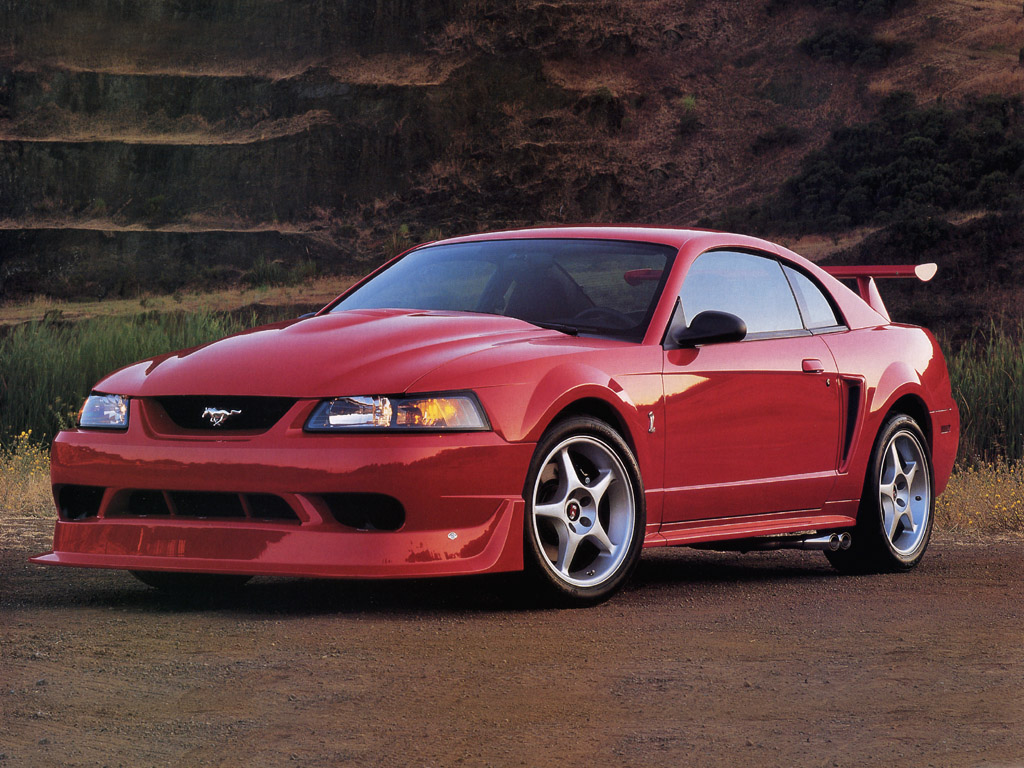
Ford Mustang SVT Cobra R (2000)
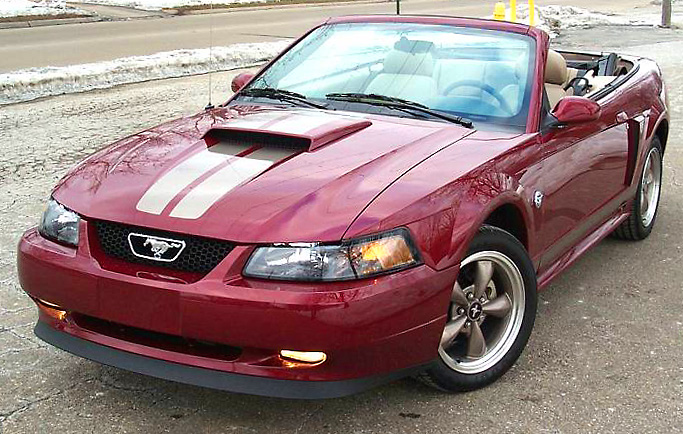
Ford Mustang Convertible 40th Anniversary Edition (2004)
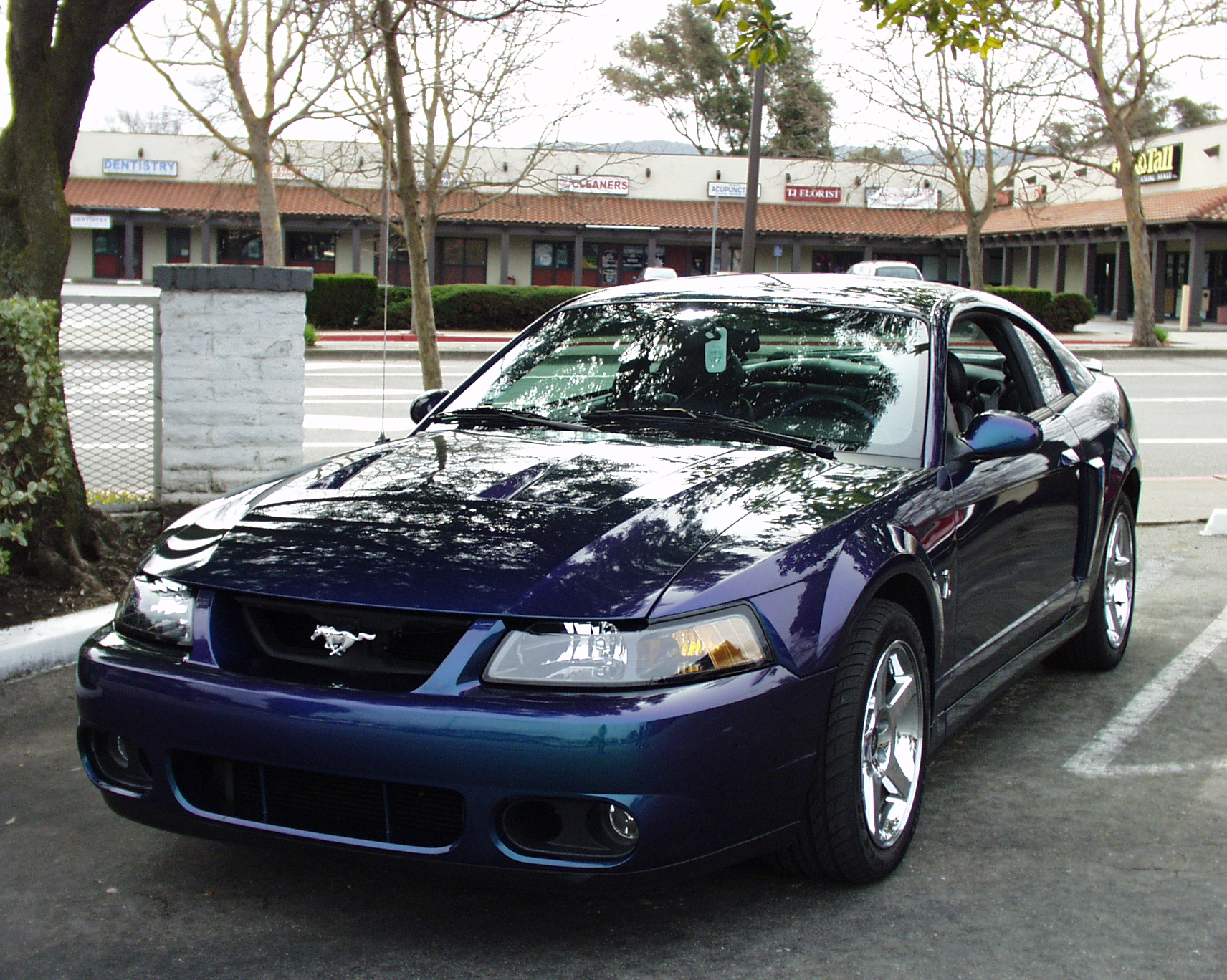
Ford Mustang SVT Terminator Cobra in Mystichrome (2004)
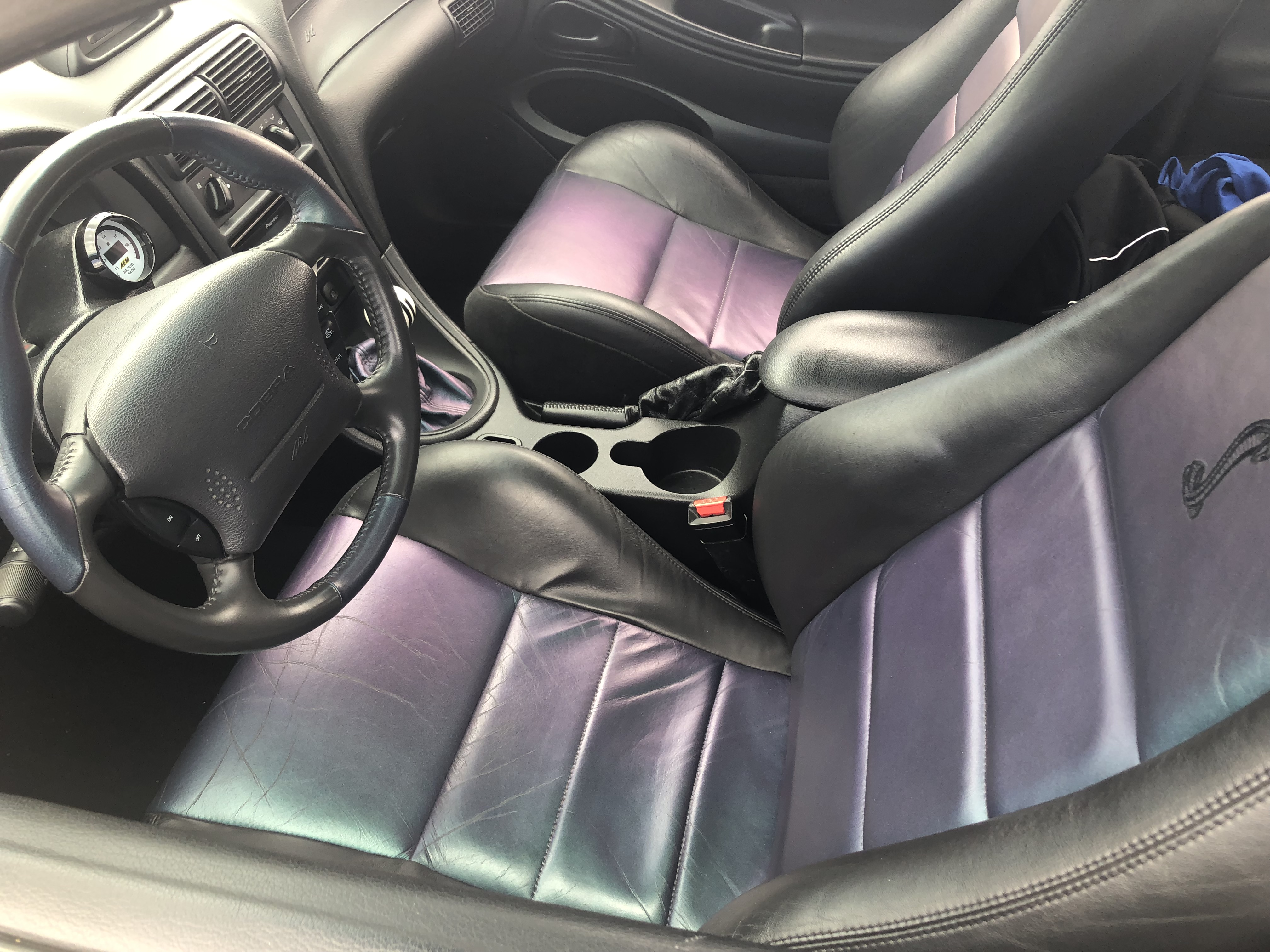
Innenraum in Mystichrome

## Mustang V (2004–2014) (S197)
Auf der North American International Auto Show wurde im Januar 2004 ein durch die Modelle Ende der 1960er-Jahre inspiriertes neu gestyltes Modell im Retro-Design vorgestellt. Eine offizielle Version für Europa war nicht vorgesehen, allerdings wurde der Mustang von mehreren Importeuren in Europa angeboten.
Anders als die Vorgänger, wurde diese Generation nicht mehr von Ford, sondern von der AutoAlliance International in Flat Rock produziert. Der Mustang V basierte auf einer umfassend modifizierten DEW98-Plattform die bereits vom Lincoln LS, dem Jaguar S-Type und dem Ford Thunderbird (seit 2002) genutzt wurde. Die Änderungen an der Bodengruppe waren derart umfangreich, dass Ford ihr die Bezeichnung D2C gab. Die Verwindungssteifigkeit konnte laut Herstellerangaben im Vergleich zum Vorgänger verdoppelt werden.
Das Coupé kam bereits Ende 2004 in zwei Ausführungen auf den Markt, mit dem 157 kW (213 PS) starken Vierliter-V6-Motor und als GT-Modell mit einem 228kW (311 PS) starken 4,6-Liter-V8-Motor. Die Kraftübertragung auf die Hinterräder erfolgte durch ein Fünfgang-Schaltgetriebe oder eine erstmals erhältliche Fünfstufen-Automatik. Seit der Vorstellung des Cabriolets im Sommer 2005 war auch das Coupé in vier Varianten erhältlich: V6 Deluxe, V6 Premium, GT Deluxe und GT Premium.
Der Shelby GT500 wurde offiziell auf der Detroit Motor Show im Januar 2006 vorgestellt. Der Shelby GT500 hatte anfangs einen 5,4-Liter-V8-Motor mit Kompressoraufladung, die Leistung betrug 368 kW (500 PS).
Ab dem Modelljahr 2006 war der Mustang GT Premium mit dem Sonderpaket „California Special“ (CS) lieferbar. Erstmals wurde dieses Modell auf der New York Auto Show präsentiert. Am vier Zentimeter tiefer liegenden GT/CS gab es angedeutete Lufteinlässe („Side scoops“) an den Seiten und einen speziellen Frontstoßfänger mit vergrößertem Kühlergrill. Im Innenraum verbaute Ford zweifarbige Ledersitze. Erinnern sollte der Wagen an die Vorgänger aus den 1960er-Jahren.
Ford entwickelte und konstruierte von Anfang an ein Cabriolet zusätzlich zur Coupé-Ausführung. Das Ziel dabei war eine steifere Karosserie ohne viel Mehrgewicht für zusätzliche Verstrebungen und ein Minimum an störenden Luftverwirbelungen bei geöffnetem Verdeck. Auch das Cabriolet-Dach wurde weiterentwickelt. Das elektrisch zu öffnende Vinylverdeck hatte erstmals ein beheizbares Echtglas-Heckfenster und klappte sich in „Z-Form“ auf.
Ebenfalls neu aufgelegt wurde der Shelby GT/H. Eine spezielle Frontpartie kennzeichnete das auf 500 Exemplare limitierte Modell. Wie bereits die früheren Modelle, erhielt auch dieses Modell eine schwarze Lackierung mit goldenen Streifen (das „H“ im Namen steht für den Autovermieter Hertz). In beiden Modellgenerationen sollen die Streifen an die Siege in Le Mans erinnern. Ein kleines Rennsport-Accessoire stach sofort ins Auge: Schnellverschlüsse mit Splintsicherung zum schnelleren Öffnen der Motorhaube. Zusätzlich zu den optischen Extras verbaute Ford ein Sportfahrwerk und einen Motor mit 239 kW (325 PS). Nach Beendigung ihrer Nutzung als Mietwagen bei Hertz wurden die Fahrzeuge versteigert.
Für das Modelljahr 2010 präsentierte Ford ein Facelift mit schmaleren Scheinwerfern und ein erstmals erhältliches Panoramadach.

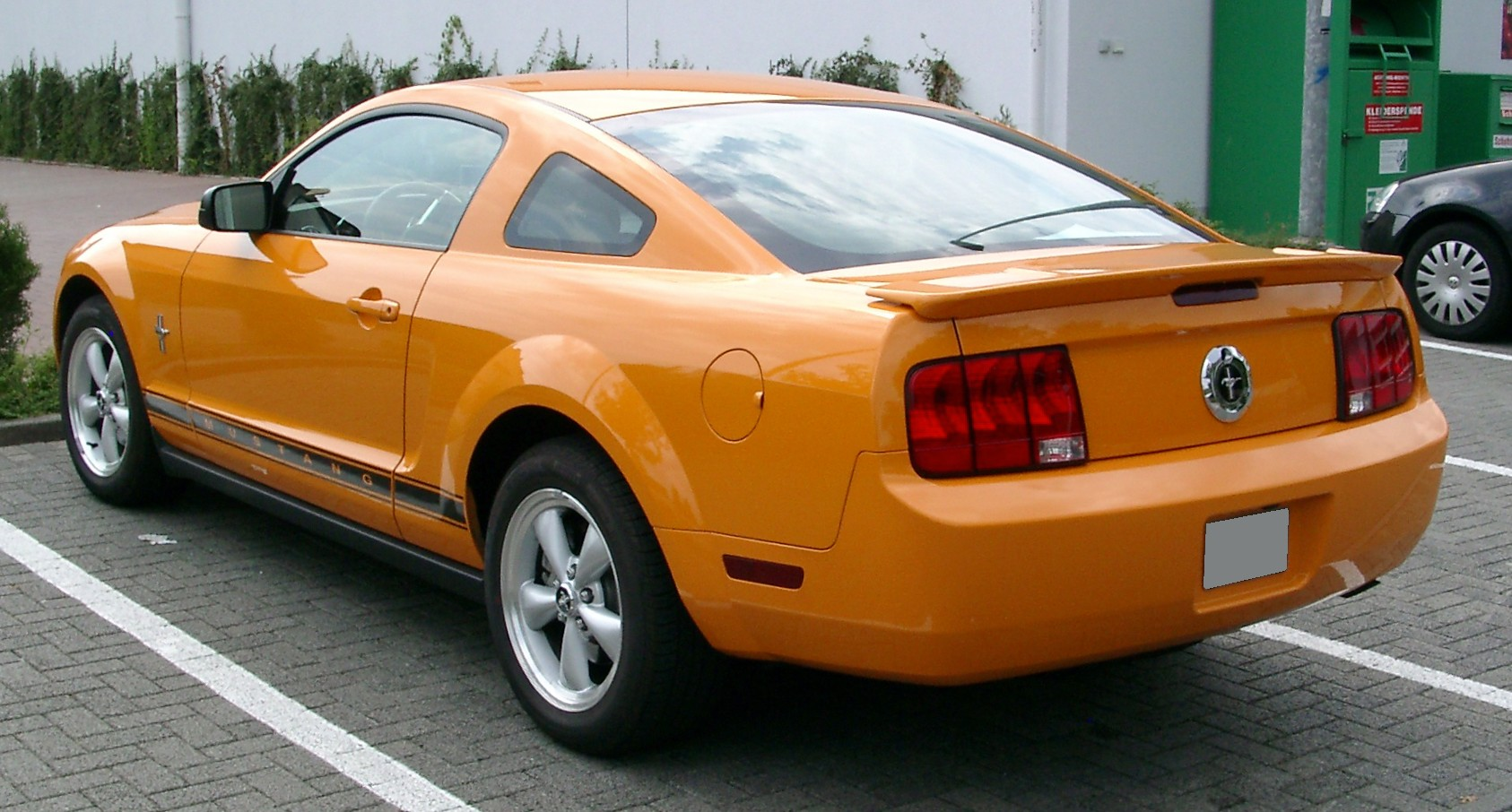
Heckansicht Mustang V6
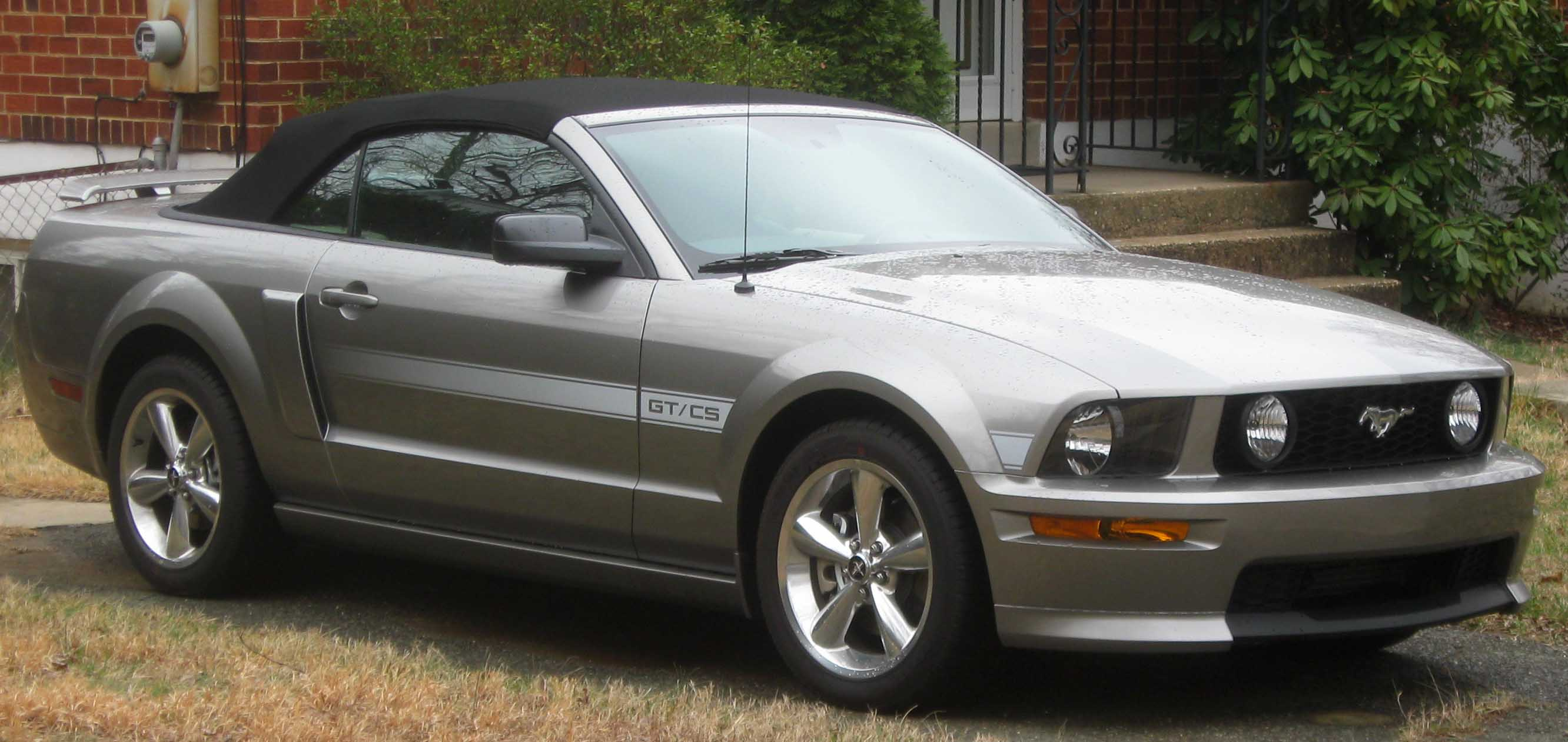
Mustang GT / CS Convertible, 2006
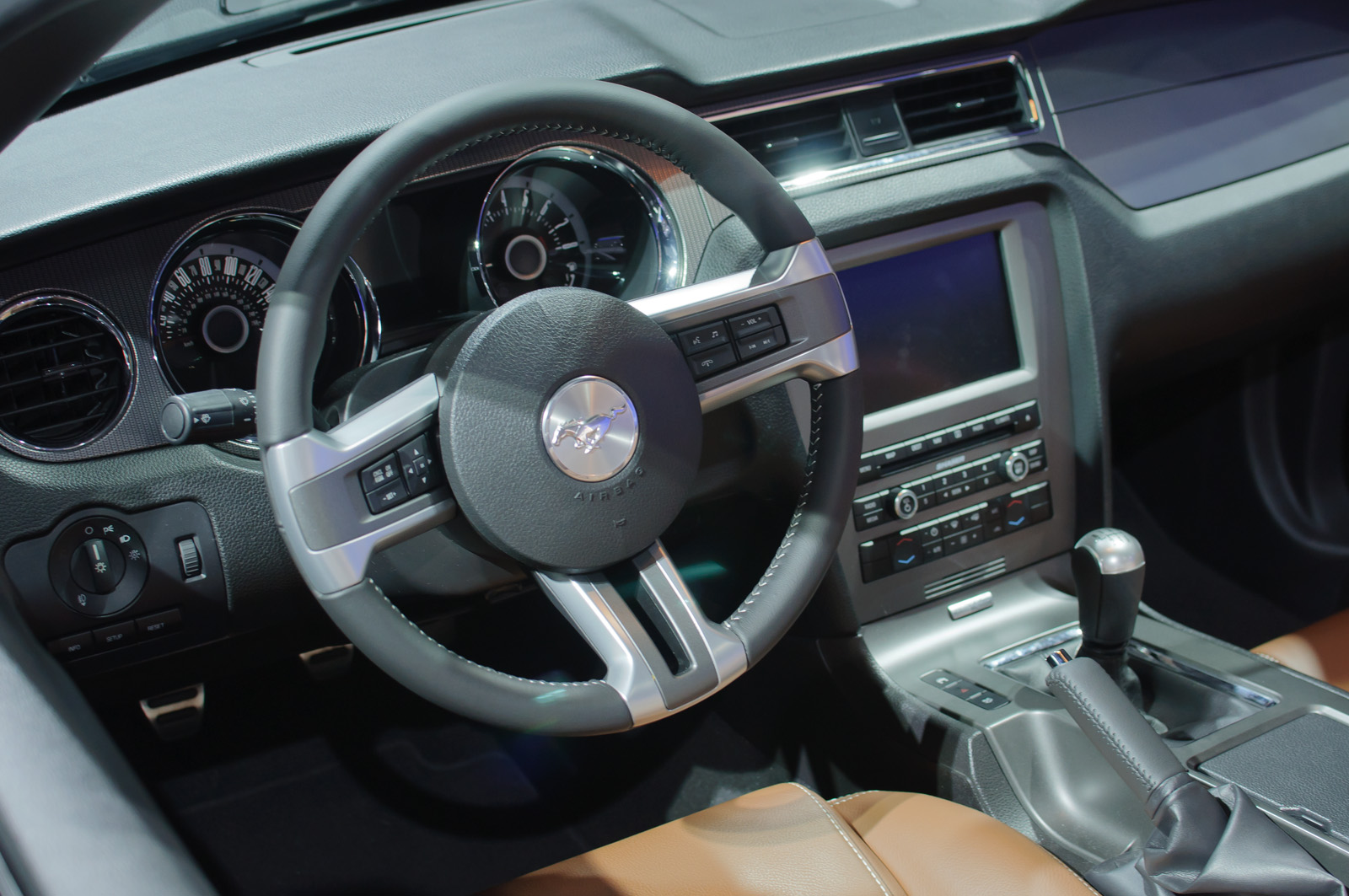
Mustang GT Armaturentafel, 2013
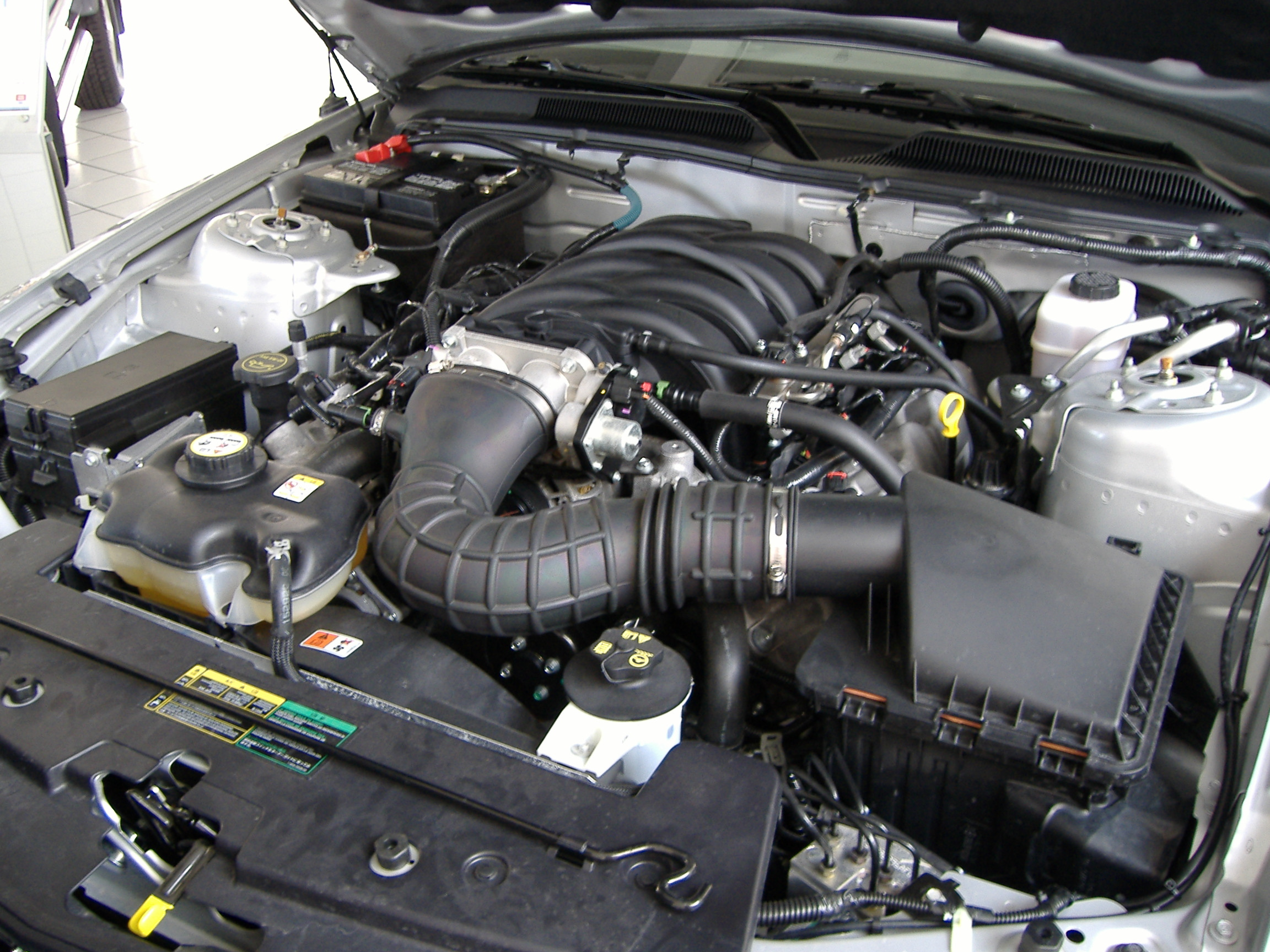
Motorraum Mustang GT

### Datenblatt Ford Mustang (2007)
| Technische Daten Ford Mustang, Modelle 2007             | Technische Daten Ford Mustang, Modelle 2007                                                   | Technische Daten Ford Mustang, Modelle 2007                                | Technische Daten Ford Mustang, Modelle 2007                                | Technische Daten Ford Mustang, Modelle 2007                                 |
| Ford Mustang                                            | V6                                                                                            | GT                                                                         | Shelby GT/H (Hertz Edition)                                                | Shelby GT 500                                                               |
| ------------------------------------------------------- | --------------------------------------------------------------------------------------------- | -------------------------------------------------------------------------- | -------------------------------------------------------------------------- | --------------------------------------------------------------------------- |
| Motor:                                                  | 6-Zylinder-V-Motor (Viertakt), Gabelwinkel 60°                                                | 8-Zylinder-V-Motor (Viertakt), Gabelwinkel 90°                             | 8-Zylinder-V-Motor (Viertakt), Gabelwinkel 90°                             | 8-Zylinder-V-Motor (Viertakt), Gabelwinkel 90°                              |
| Hubraum:                                                | 4009 cm³                                                                                      | 4606 cm³                                                                   | 4606 cm³                                                                   | 5409 cm³                                                                    |
| Bohrung × Hub:                                          | 100,4 × 84,4 mm                                                                               | 90,2 × 90 mm                                                               | 90,2 × 90 mm                                                               | 90,2 × 105,8 mm                                                             |
| Verdichtung:                                            | 9,7:1                                                                                         | 9,8:1                                                                      | 9,8:1                                                                      | 8,4:1                                                                       |
| Ventilsteuerung:                                        | OHC, Kette, 2 Ventile pro Zylinder                                                            | OHC, Kette, 3 Ventile pro Zylinder                                         | OHC, Kette, 3 Ventile pro Zylinder                                         | DOHC, Kette, 4 Ventile pro Zylinder                                         |
| Gemischaufbereitung:                                    | Elektronische Einspritzung                                                                    | Elektronische Einspritzung                                                 | Elektronische Einspritzung                                                 | Elektronische Einspritzung, Roots-Supercharger (Kompressor), Ladeluftkühler |
| Kühlung:                                                | Wasserkühlung                                                                                 | Wasserkühlung                                                              | Wasserkühlung                                                              | Wasserkühlung                                                               |
| Leistung bei 1/min:                                     | 157 kW (213 PS) bei 5250                                                                      | 228 kW (311 PS) bei 5750                                                   | 243 kW (330 PS) bei 5750                                                   | 372 kW (507 PS) bei 6000                                                    |
| Max. Drehmoment bei 1/min:                              | 325 Nm bei 3500                                                                               | 434 Nm bei 4500                                                            | 447 Nm bei 4500                                                            | 651 Nm bei 4500                                                             |
| Getriebe:                                               | Tremec-Fünfgang-Getriebe (Fünfstufen-Automatik)                                               | Tremec-Fünfgang-Getriebe (Fünfstufen-Automatik)                            | Tremec-Fünfgang-Getriebe (Fünfstufen-Automatik)                            | Tremec-Sechsgang-Getriebe                                                   |
| Antrieb:                                                | Hinterradantrieb                                                                              | Hinterradantrieb                                                           | Hinterradantrieb                                                           | Hinterradantrieb                                                            |
| Radaufhängung vorn:                                     | Dreiecklenker, Federbeine, Schraubenfedern                                                    | Dreiecklenker, Federbeine, Schraubenfedern                                 | Dreiecklenker, Federbeine, Schraubenfedern                                 | Dreiecklenker, Federbeine, Schraubenfedern                                  |
| Radaufhängung hinten:                                   | Starrachse, Längslenker, Panhardstab, Drehmomentstütze, Schraubenfedern                       | Starrachse, Längslenker, Panhardstab, Drehmomentstütze, Schraubenfedern    | Starrachse, Längslenker, Panhardstab, Drehmomentstütze, Schraubenfedern    | Starrachse, Längslenker, Panhardstab, Drehmomentstütze, Schraubenfedern     |
| Bremsen:                                                | Innenbelüftete Scheibenbremsen rundum (Durchmesser v/h 293/300 mm), Bremskraftverstärker, ABS | dito, Durchmesser 316/300 mm                                               | dito, Durchmesser 316/300 mm                                               | dito, Durchmesser 356/300 mm                                                |
| Reifen:                                                 | 215/65R16 oder 235/55R17                                                                      | 235/55R17 oder 235/50R18 oder 255/45R18                                    | 235/55R17 oder 235/50R18 oder 255/45R18                                    | v: 255/45R18 h: 285/40R18                                                   |
| Lenkung:                                                | Zahnstangenlenkung, servounterstützt                                                          | Zahnstangenlenkung, servounterstützt                                       | Zahnstangenlenkung, servounterstützt                                       | Zahnstangenlenkung, servounterstützt                                        |
| Karosserie:                                             | Stahlblech, selbsttragend                                                                     | Stahlblech, selbsttragend                                                  | Stahlblech, selbsttragend                                                  | Stahlblech, selbsttragend                                                   |
| Spurweite vorn/hinten:                                  | 1595/1600 mm                                                                                  | 1595/1600 mm                                                               | 1595/1600 mm                                                               | 1595/1600 mm                                                                |
| Radstand:                                               | 2720 mm                                                                                       | 2720 mm                                                                    | 2720 mm                                                                    | 2720 mm                                                                     |
| Abmessungen:                                            | 4770 × 1880 × 1410 mm                                                                         | 4770 × 1880 × 1410 mm                                                      | 4770 × 1880 × 1410 mm                                                      | 4770 × 1880 × 1410 mm                                                       |
| Leergewicht:                                            | 1470–1575 kg                                                                                  | 1580–1640 kg                                                               | 1580–1640 kg                                                               | 1775–1830 kg                                                                |
| Höchstgeschwindigkeit (elektr. abgeregelt):             | 180 km/h (180 km/h)                                                                           | 238 km/h (elektr. abgeregelt) lt. Fahrzeugschein (Zulassungsbescheinigung) | 238 km/h (elektr. abgeregelt) lt. Fahrzeugschein (Zulassungsbescheinigung) | ca. 270 km/h                                                                |
| 0–100 km/h:                                             | 7,5 s (7,8 s)                                                                                 | 5,5 s                                                                      | 5,5 s                                                                      | 5 s                                                                         |
| Verbrauch (Liter/100 Kilometer, EPA-Norm Stadtverkehr): | 12,4 S                                                                                        | 13,8 S                                                                     | 13,8 S                                                                     | 13,8 S                                                                      |

### Modellpflege
Für das Modelljahr 2010 überarbeitete Ford im Frühjahr 2009 den Mustang. Sowohl die Front, Fahrzeugseiten als auch das Heck wurden neu gestaltet, was dem Fahrzeug eine modernere und aggressivere Optik verleihen sollte. Auch das Interieur wurde stark überarbeitet und wirkte höherwertig. Weiterhin war das Fahrzeug serienmäßig mit ESC und Ford Sync ausgerüstet. Angeboten wurden die Ausstattungsvarianten V6, V6 Premium, GT, GT Premium und Shelby GT500. Alle Varianten waren als Coupé und Cabriolet verfügbar.
Während der 4,0-Liter-V6-Motor unverändert blieb, erhielt das GT-Modell den modifizierten und leistungsgesteigerten 4,6-Liter-V8-Motor des 2008er Bullitt. Auch der GT500 erhielt eine Leistungssteigerung.
2010 gab es in Deutschland insgesamt 36 Neuzulassungen.
Modelljahr 2011
Ford überarbeitete den Antrieb und das Fahrwerk tiefgreifend. Der 4,0-Liter-V6-Motor wurde durch einen moderneren 3,7-Liter-V6-Motor aus Aluminium mit Vierventil-DOHC-Zylinderköpfen und variabler Ventilsteuerung ersetzt. Ein neuer 5,0-Liter-V8-Motor, ebenfalls mit Vierventil-DOHC-Zylinderköpfen und variabler Ventilsteuerung, ersetzte den bekannten 4,6-Liter-V8-Motor. Sowohl das Schaltgetriebe als auch die Automatik hatten sechs statt wie bisher fünf Vorwärtsgänge. Das Fahrwerk erhielt andere Dämpfer und Federn sowie größere Bremsen. Weiterhin gab es auf Wunsch das Brembo Brake Package, das eine noch größere Bremsanlage mit Vierkolbensätteln an der Vorderachse, ein strafferes Fahrwerk und weitere umfangreiche Unterschiede zum Serienfahrwerk bot. Der GT500 erhielt ebenfalls einen neuen Motorblock aus Aluminium, wobei der Hubraum gleich blieb.
Modelljahr 2012
Es erschien eine Neuauflage des Sondermodells Boss 302 mit einer leistungsgesteigerten Variante des 5,0-Liter-V8-Motors, eine optimierte Sportauspuffanlage, eine Brembo-Bremsanlage und ein einstellbares Sportfahrwerk. Äußerlich war der Boss 302 durch spezielle 19-Zoll-Leichtmetallräder, andere Stoßfänger mit integrierten Diffusoren und eine Zweifarblackierung erkennbar. Zusätzlich bestellbar war das limitierte „Laguna Seca Package“, das sich in einigen Details vom regulären Boss 302 unterschied; so wurden rund 5 kg Dämmmaterial eingespart und auf die Rückbank verzichtet. Dafür wurden leichtere Rennsportsitze von Recaro, andere Felgen, ein größerer Heckspoiler und Zusatzinstrumente verbaut.
Modelljahr 2013
Der Mustang wurde erneut überarbeitet. Die Änderungen beschränkten sich primär auf eine geänderte Front- und Heckpartie. Grill und Motorhaube wurden ähnlich denen des Shelby GT500 (ab Mj. 2010) gestaltet und Bi-Xenon-Scheinwerfer und dreigeteilte LED–Rückleuchten waren serienmäßig. Die Änderungen kamen auch dem Boss 302 zugute, dessen Produktion nach Ablauf des Modelljahres eingestellt wurde. Weiterhin erhielt der V8-Motor des GT eine kleine Leistungssteigerung. Der Hubraum des Motors aus dem GT500 wurde vergrößert, was in Verbindung mit weiteren Modifikationen zu einer deutlichen Leistungssteigerung führte.

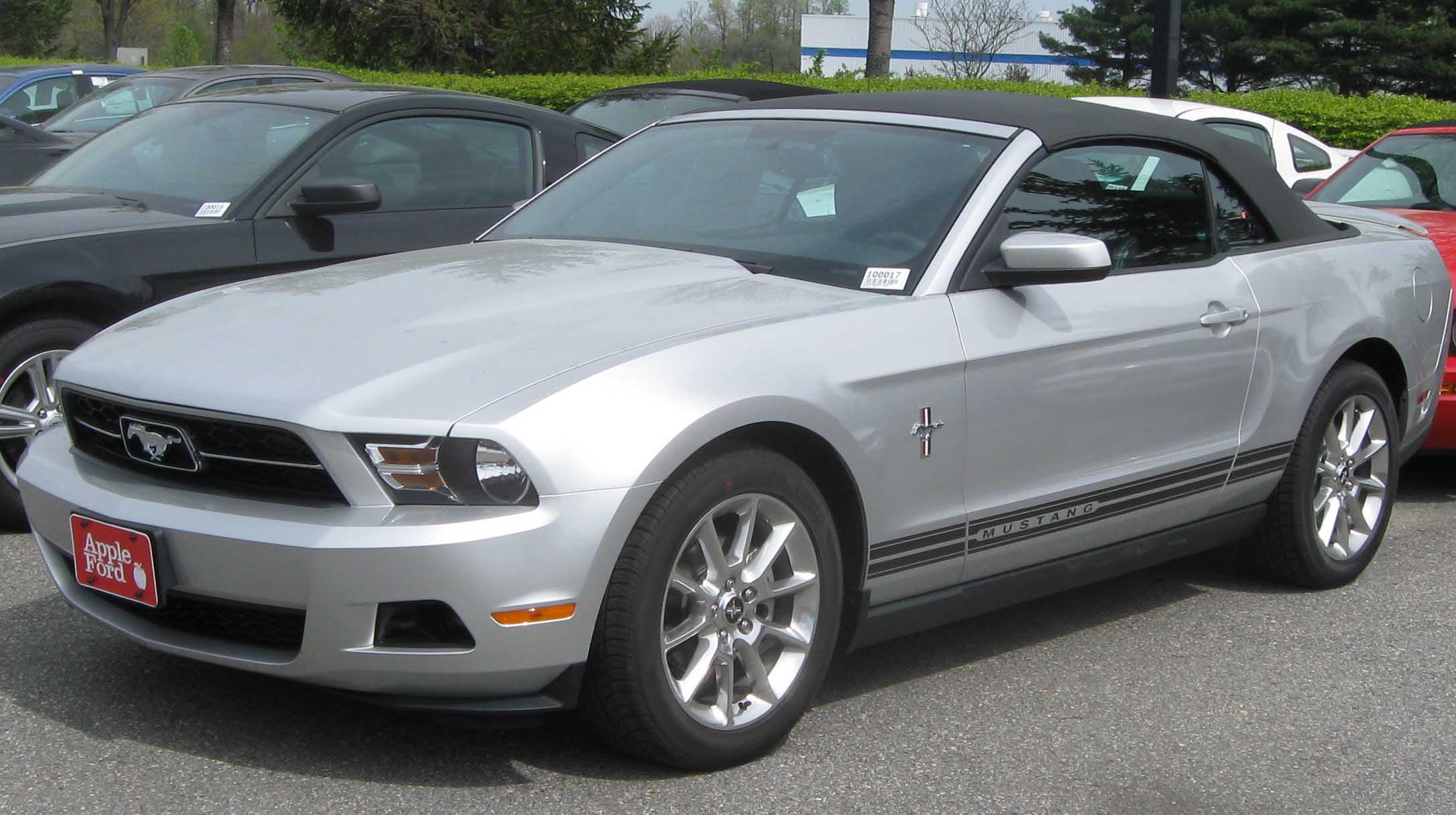
Ford Mustang V6 Convertible, 2010
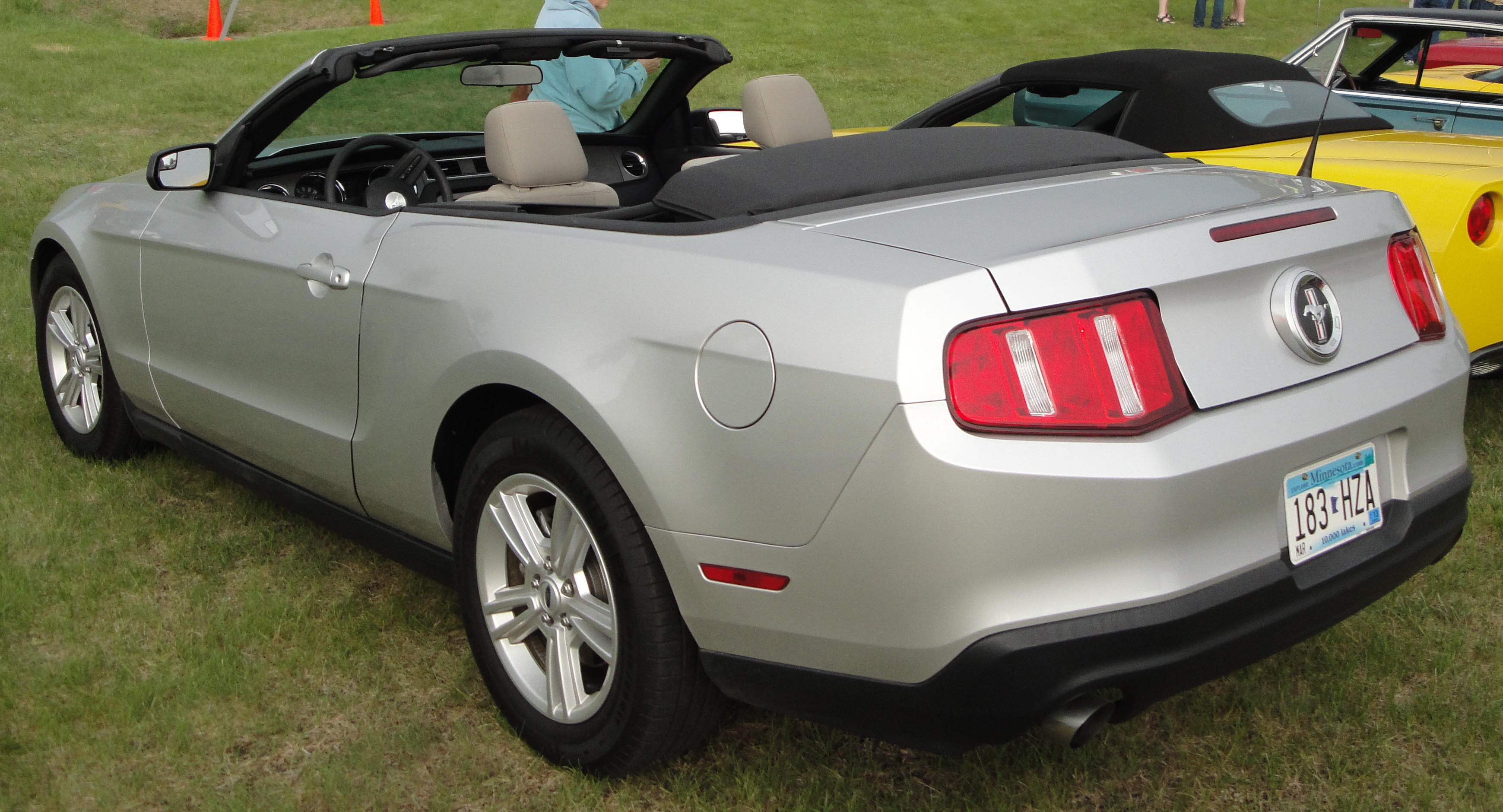
Convertible, Heckansicht
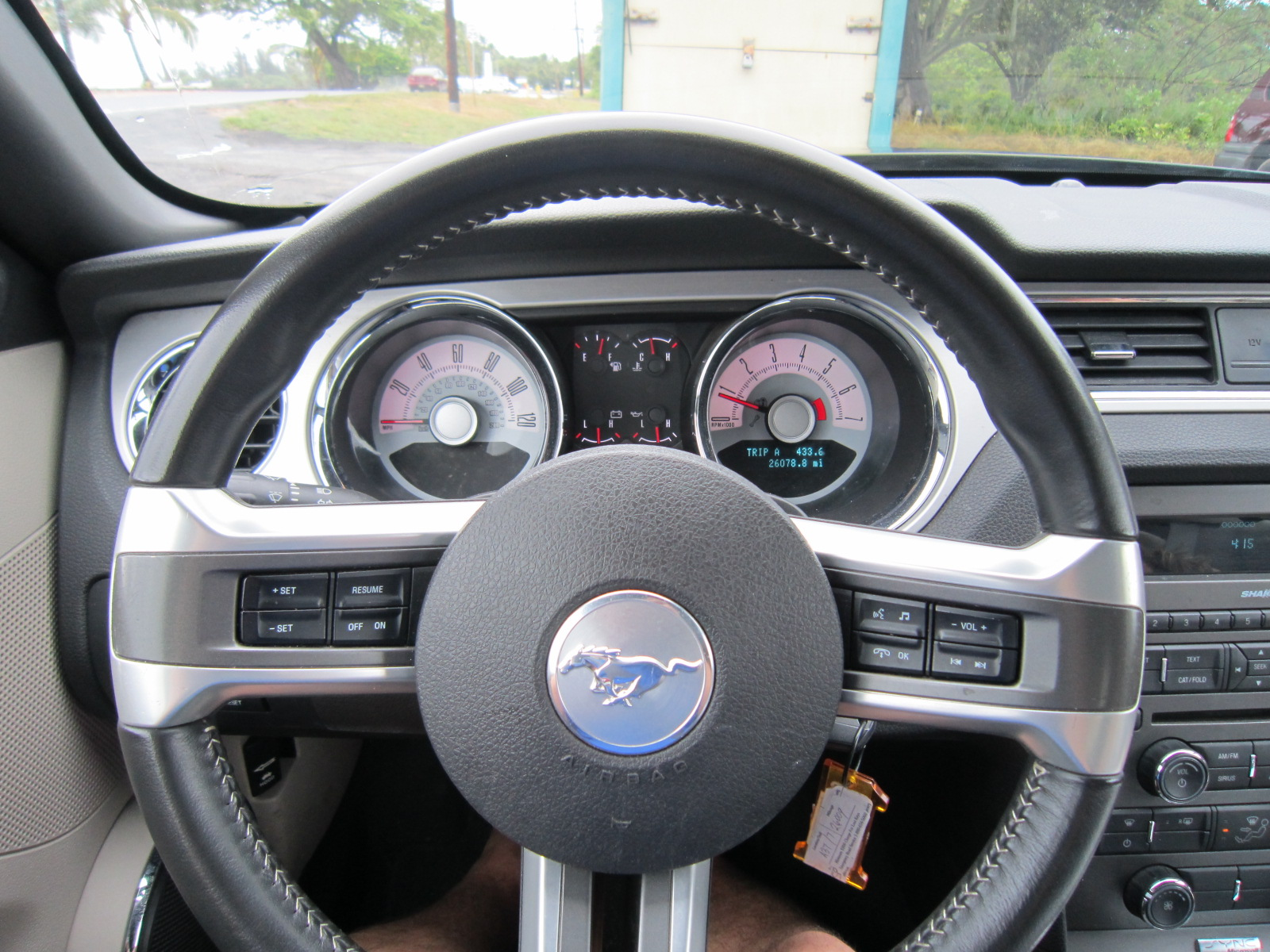
Mustang 2010–2014: Cockpit (Convertible)
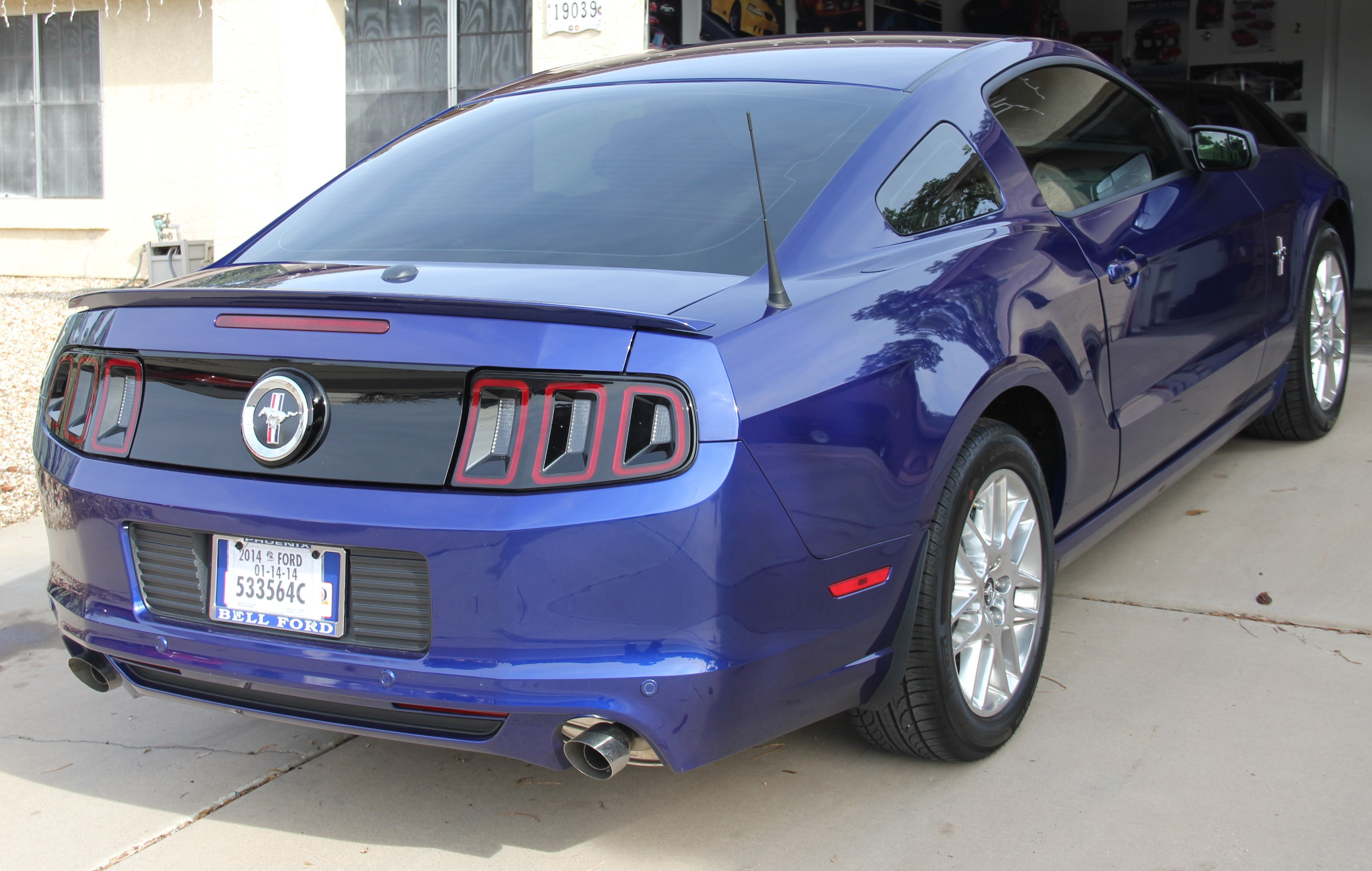
Coupé, Heck nach Facelift 2013
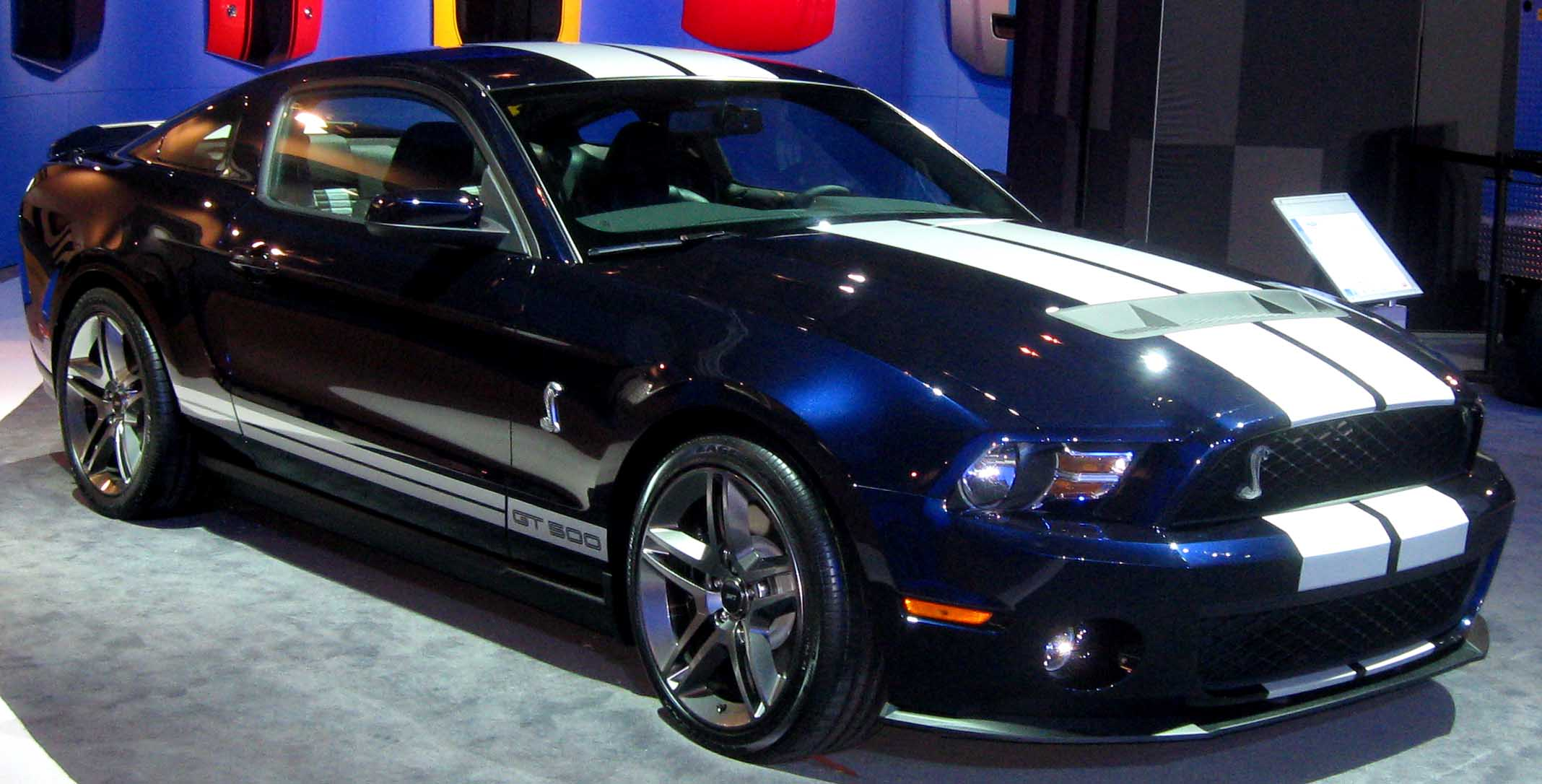
Ford Mustang Shelby GT500, 2010
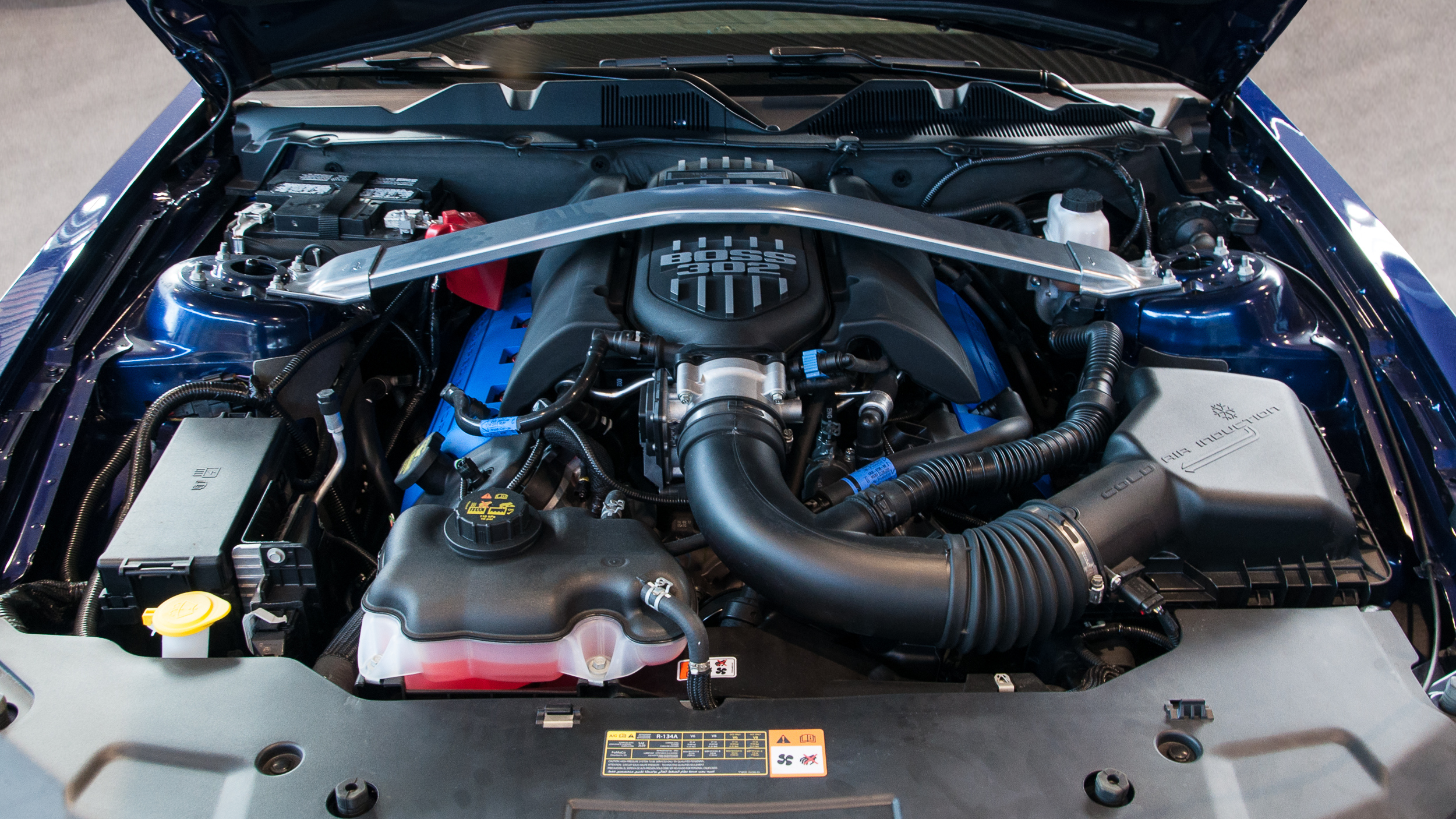
Motor des Ford Mustang „Boss 302“

Motoren
| Modell        | Modelljahr | Motortyp                | Hubraum | Ventilsteuerung | Anzahl Ventile | Leistung bei min−1   | Drehmoment bei min−1 | Getriebe                  |
| ------------- | ---------- | ----------------------- | ------- | --------------- | -------------- | -------------------- | -------------------- | ------------------------- |
| V6/V6 Premium | 2010       | V6-Motor                | 4,0 l   | OHC             | 2              | 157 kW (213 PS)/5300 | 326 Nm/3500          | 5-Gang/5-Stufen-Automatik |
| V6/V6 Premium | 2011       | V6-Motor                | 3,7 l   | DOHC            | 4              | 227 kW (309 PS)/6500 | 380 Nm/4250          | 6-Gang/6-Stufen-Automatik |
| V6/V6 Premium | 2012       | V6-Motor                | 3,7 l   | DOHC            | 4              | 227 kW (309 PS)/6500 | 380 Nm/4250          | 6-Gang/6-Stufen-Automatik |
| V6/V6 Premium | 2013       | V6-Motor                | 3,7 l   | DOHC            | 4              | 227 kW (309 PS)/6500 | 380 Nm/4250          | 6-Gang/6-Stufen-Automatik |
| V6/V6 Premium | 2014       | V6-Motor                | 3,7 l   | DOHC            | 4              | 227 kW (309 PS)/6500 | 380 Nm/4250          | 6-Gang/6-Stufen-Automatik |
| GT/GT Premium | 2010       | V8–Motor                | 4,6 l   | OHC             | 3              | 235 kW (319 PS)/6000 | 440 Nm/4250          | 5-Gang/5-Stufen-Automatik |
| GT/GT Premium | 2011       | V8–Motor                | 5,0 l   | DOHC            | 4              | 307 kW (417 PS)/6500 | 530 Nm/4250          | 6-Gang/6-Stufen-Automatik |
| GT/GT Premium | 2012       | V8–Motor                | 5,0 l   | DOHC            | 4              | 307 kW (417 PS)/6500 | 530 Nm/4250          | 6-Gang/6-Stufen-Automatik |
| GT/GT Premium | 2013       | V8–Motor                | 5,0 l   | DOHC            | 4              | 313 kW (426 PS)/6500 | 530 Nm/4250          | 6-Gang/6-Stufen-Automatik |
| GT/GT Premium | 2014       | V8–Motor                | 5,0 l   | DOHC            | 4              | 313 kW (426 PS)/6500 | 530 Nm/4250          | 6-Gang/6-Stufen-Automatik |
| BOSS 302      | 2012       | V8–Motor                | 5,0 l   | DOHC            | 4              | 331 kW (450 PS)/7300 | 515 Nm/4500          | 6-Gang                    |
| BOSS 302      | 2013       | V8–Motor                | 5,0 l   | DOHC            | 4              | 331 kW (450 PS)/7300 | 515 Nm/4500          | 6-Gang                    |
| Shelby GT500  | 2010       | V8–Motor mit Kompressor | 5,4 l   | DOHC            | 4              | 403 kW (547 PS)/6000 | 691 Nm/4800          | 6-Gang                    |
| Shelby GT500  | 2011       | V8–Motor mit Kompressor | 5,4 l   | DOHC            | 4              | 410 kW (557 PS)/6000 | 691 Nm/4250          | 6-Gang                    |
| Shelby GT500  | 2012       | V8–Motor mit Kompressor | 5,4 l   | DOHC            | 4              | 410 kW (557 PS)/6000 | 691 Nm/4250          | 6-Gang                    |
| Shelby GT500  | 2013       | V8–Motor mit Kompressor | 5,8 l   | DOHC            | 4              | 485 kW (660 PS)/6250 | 814 Nm/4000          | 6-Gang                    |
| Shelby GT500  | 2014       | V8–Motor mit Kompressor | 5,8 l   | DOHC            | 4              | 485 kW (660 PS)/6250 | 814 Nm/4000          | 6-Gang                    |

## Mustang VI (2014–2023) (S550)
| Sterne im Euro NCAP-Crashtest (2017) | 2 Sterne im Euro-NCAP-Crashtest |
| Sterne im Euro NCAP-Crashtest (2018) | 3 Sterne im Euro-NCAP-Crashtest |

Ende 2013 stellte Ford die neue Modellgeneration des Mustang vor, die Ende 2014 auf dem US-Markt eingeführt wurde und ab Sommer 2015 auch wieder offiziell in Deutschland verkauft wurde. Der Wagen wurde wie sein Vorgänger als Coupé („Fastback“) und als Cabriolet („Convertible“) angeboten.
Angetrieben wird das Modell wahlweise von einem 2,3-Liter-EcoBoost-Reihenvierzylindermotor mit 233 kW (317 PS) oder einem 5,0-Liter-V8-Motor mit 310 kW (421 PS), der eine überarbeitete Version des Motors aus dem Mustang Boss 302 der fünften Modellgeneration ist. Außerhalb von Europa wurde der Mustang bis 2017 auch mit einem 3,7-Liter-V6-Motor angeboten, der 224 kW (305 PS) leistete. Neben einem manuellen Sechsganggetriebe bot Ford eine Sechsstufen-Automatik an. Die V8-Versionen sind serienmäßig mit einer Launch Control (nur bei Schaltgetriebe) sowie dem neuen Electronic Line-Lock ausgestattet, einem Assistenzsystem, das den Fahrer beim Ausführen von Burn-outs unterstützt, indem es die Vorderräder festbremst. Als zusätzliches Gimmick projiziert der Mustang GT 5.0 ein galoppierendes Pferd auf die Straße, sobald die Tür geöffnet wird.
Die Bremsanlage kommt von Brembo, an der Vorderachse sind je nach Motorversion Vier- oder Sechskolben-Festsättel und belüftete Bremsscheiben der Größe 352 mm × 32 mm bzw. 380 mm × 34 mm, an der Hinterachse sind Schwimmsättel und belüftete Bremsscheiben der Größe 330 mm × 25 mm montiert.
Der Mustang VI hatte erstmals eine Einzelradaufhängung an der Hinterachse, die bisherigen Modelle (mit Ausnahme des SVT Cobra von 1999 bis 2004) waren ausschließlich mit einer Starrachse versehen. Motorhaube und Kotflügel wurden aus Aluminium gefertigt, um das Gewicht des Fahrzeugs zu verringern.
Im ersten vollen Verkaufsjahr 2016 wurden in Deutschland 5232 Ford Mustang – davon 1973 als Cabriolet – neu zugelassen. Auf der Liste der meistverkauften Sportwagen führte das Kraftfahrt-Bundesamt den Mustang damit hinter dem Porsche 911 und dem Audi TT auf Rang 3.
Mit dem 750 PS (552 kW) starken Shelby Mustang Super Snake der Tuning-Firma Shelby American wurde 2017 das 50-jährige Jubiläum des Mustang Super Snake gefeiert. Offiziell präsentiert wurde das auf 500 Exemplare limitierte Modell auf der Barrett-Jackson Auction 2017 in Scottsdale. Die Leistung wird durch einen Kompressor erreicht.
Modelljahr 2018
Im August 2017 wurde der Mustang einem Facelift unterzogen, welches ab 2018 auch in Deutschland erhältlich war. Unter anderem bekam das Fahrzeug ein neues Fahrwerk, höherwertige Materialien, ein digitales Cockpit sowie ein neues Zehn-Stufen-Automatikgetriebe. Der 3,7-Liter-V6-Motor wurde aus dem Programm genommen, der 5,0-Liter-V8 in der EU-Version leistet 331 kW (450 PS). Serienmäßig verbaut ist beim GT eine Klappenauspuffanlage, um den Klang des Fahrzeugs anzupassen. Ebenfalls hinzugekommen sind zahlreiche Assistenzsysteme, die u. a. ein besseres Abschneiden im Euro-NCAP-Crashtest 2018 (3 Sterne) bewirkten. Die Preise begannen in Deutschland bei 39.500 Euro.
Im Rahmen der Detroit Motor Show 2018 präsentierte Ford zum 50-jährigen Jubiläum des Films Bullitt ein Sondermodell des Mustang als Reminiszenz zum damaligen Filmfahrzeug.
Im Januar 2019 wurde auf der Detroit Motor Show mit dem 567 kW (771 PS) starken Shelby GT500 ein neues Topmodell der Baureihe vorgestellt. Es wurde ab Herbst 2019 offiziell ausschließlich in Nordamerika verkauft.
Mit dem Mach 1 ersetzte Ford im Herbst 2020 sowohl den Bullitt als auch den Shelby GT350.
Im Jahr 2023 wurde diese Generation durch die Generation VII abgelöst.

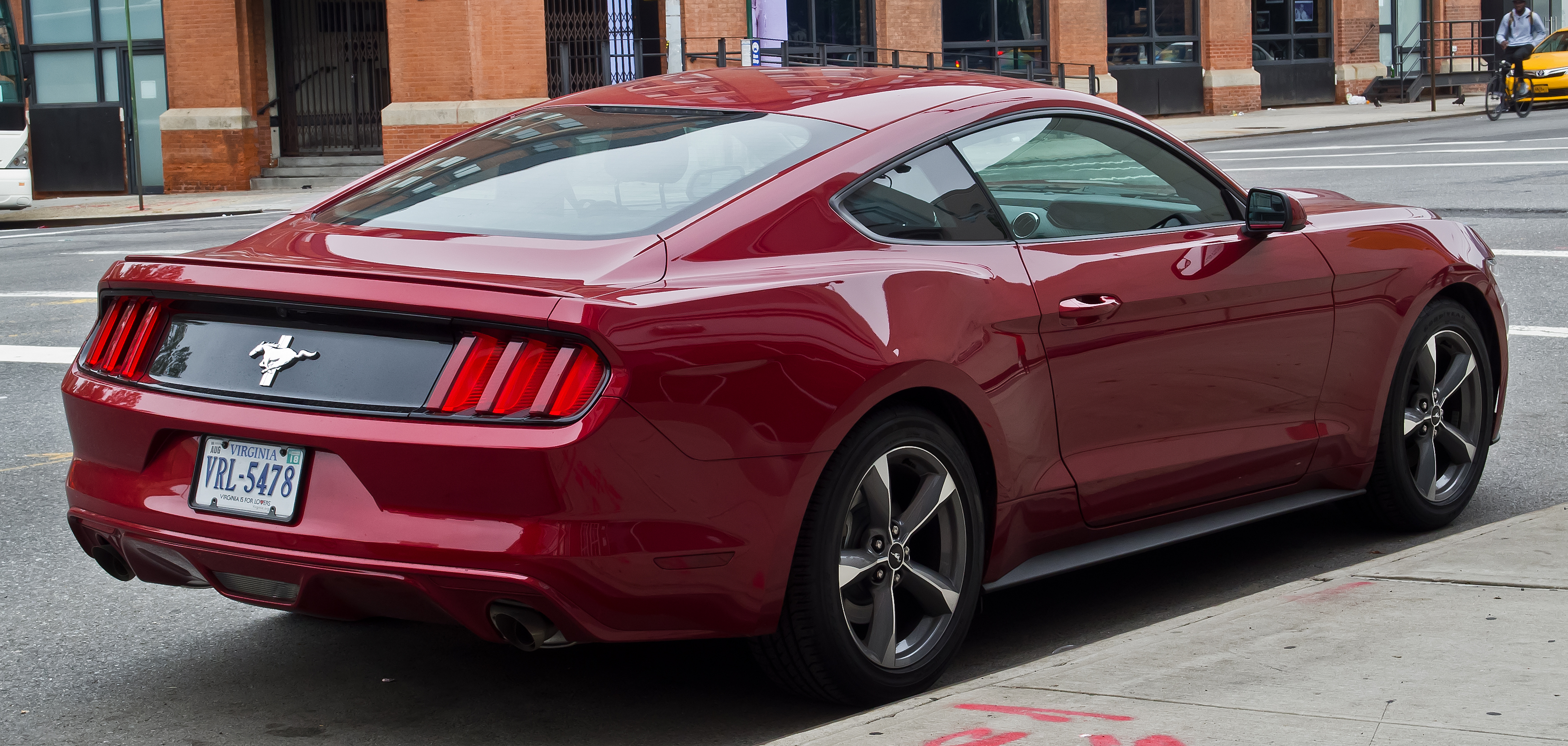
Heckseitenansicht Ford Mustang VI
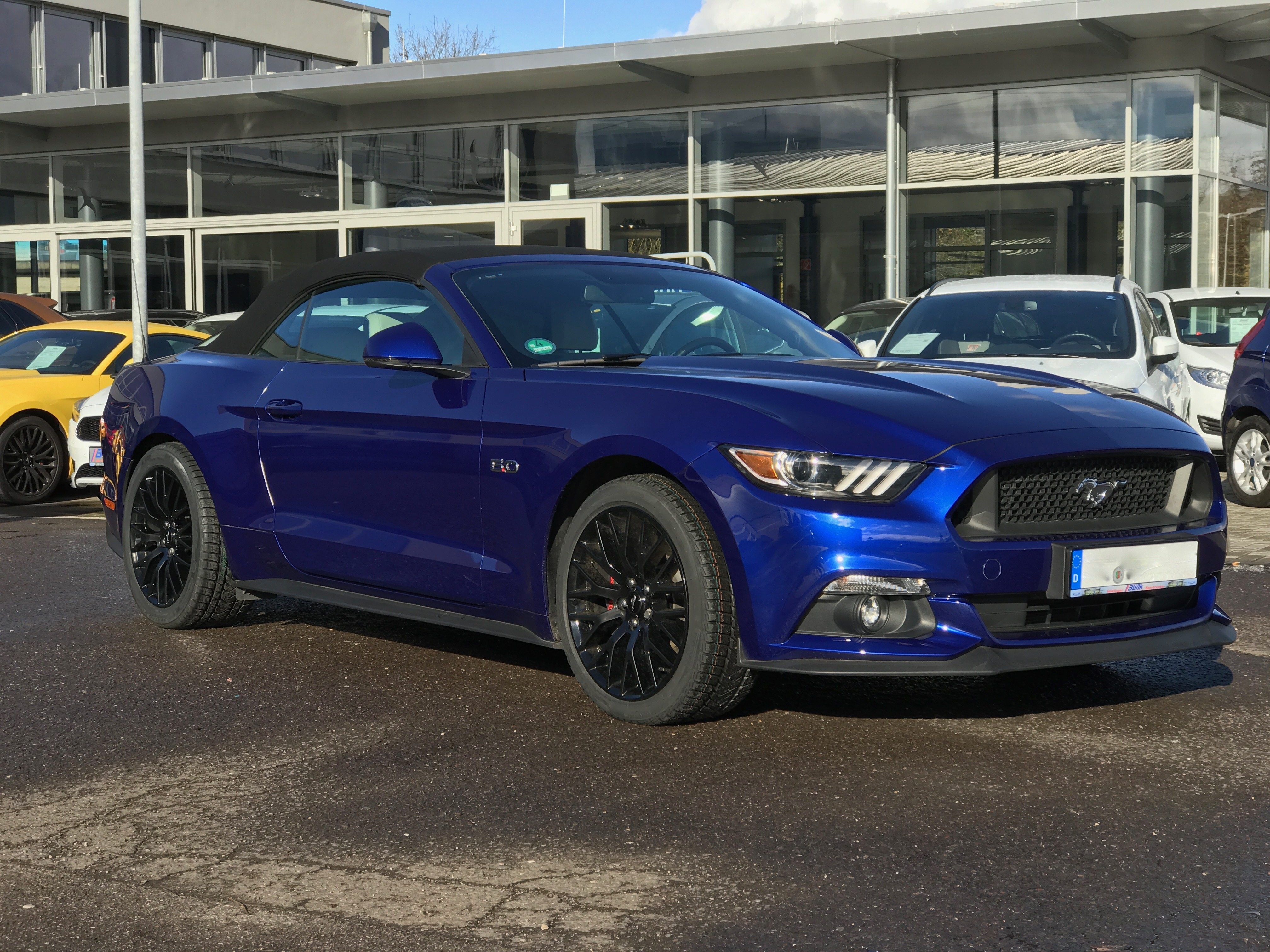
Ford Mustang VI Convertible 2014–2017
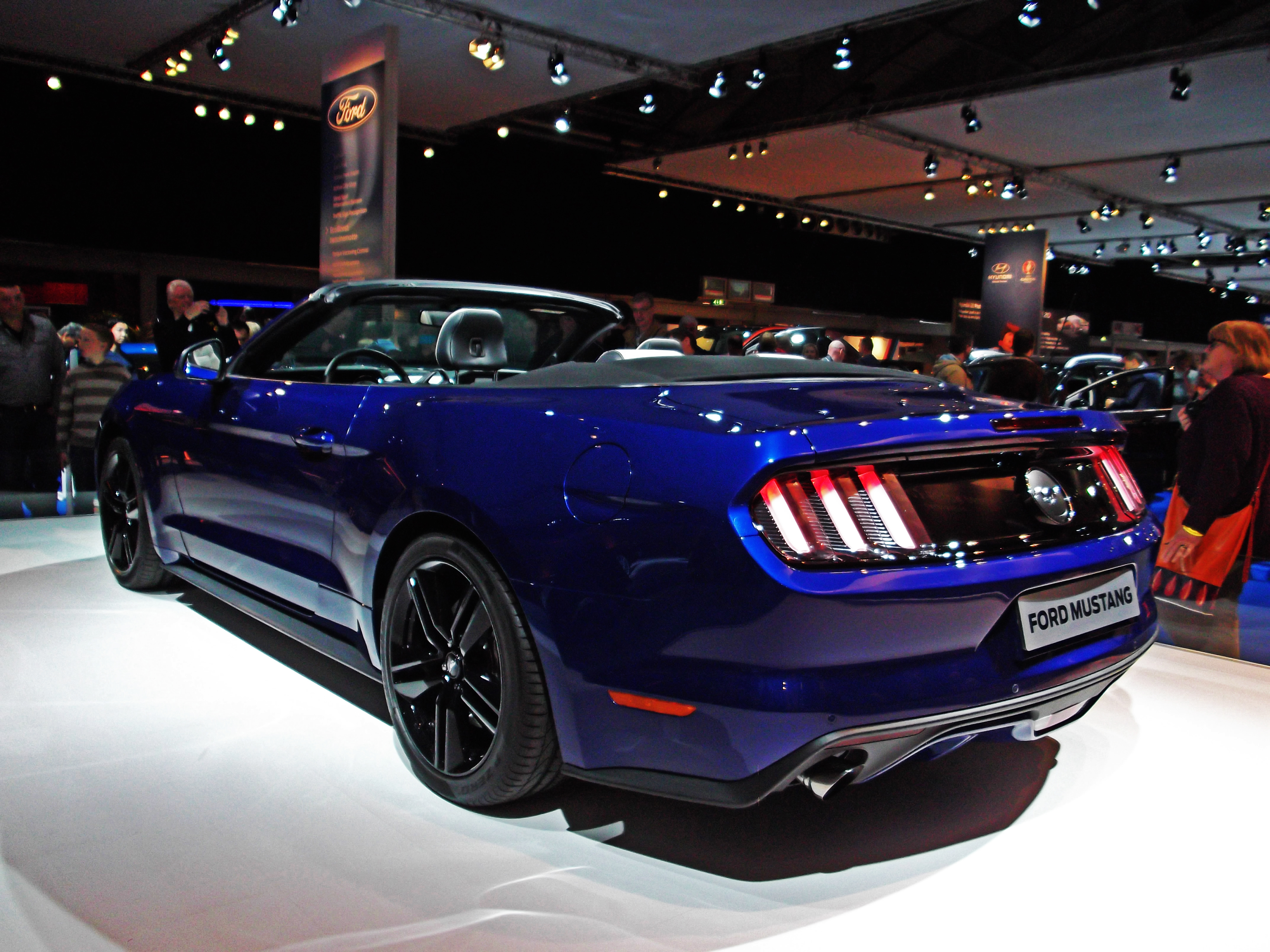
Heckseitenansicht Convertible 2014–2017
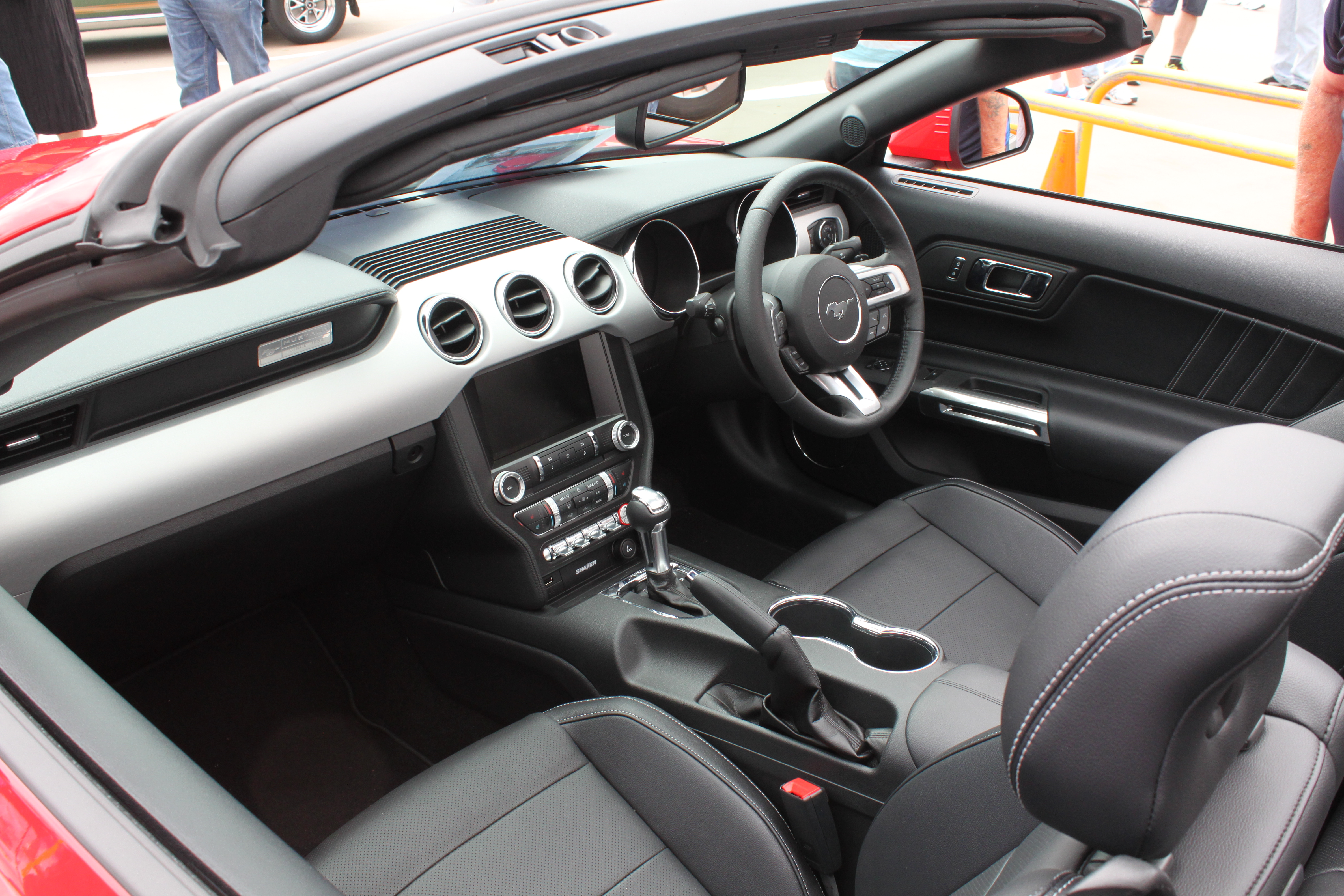
Innenraum Convertible
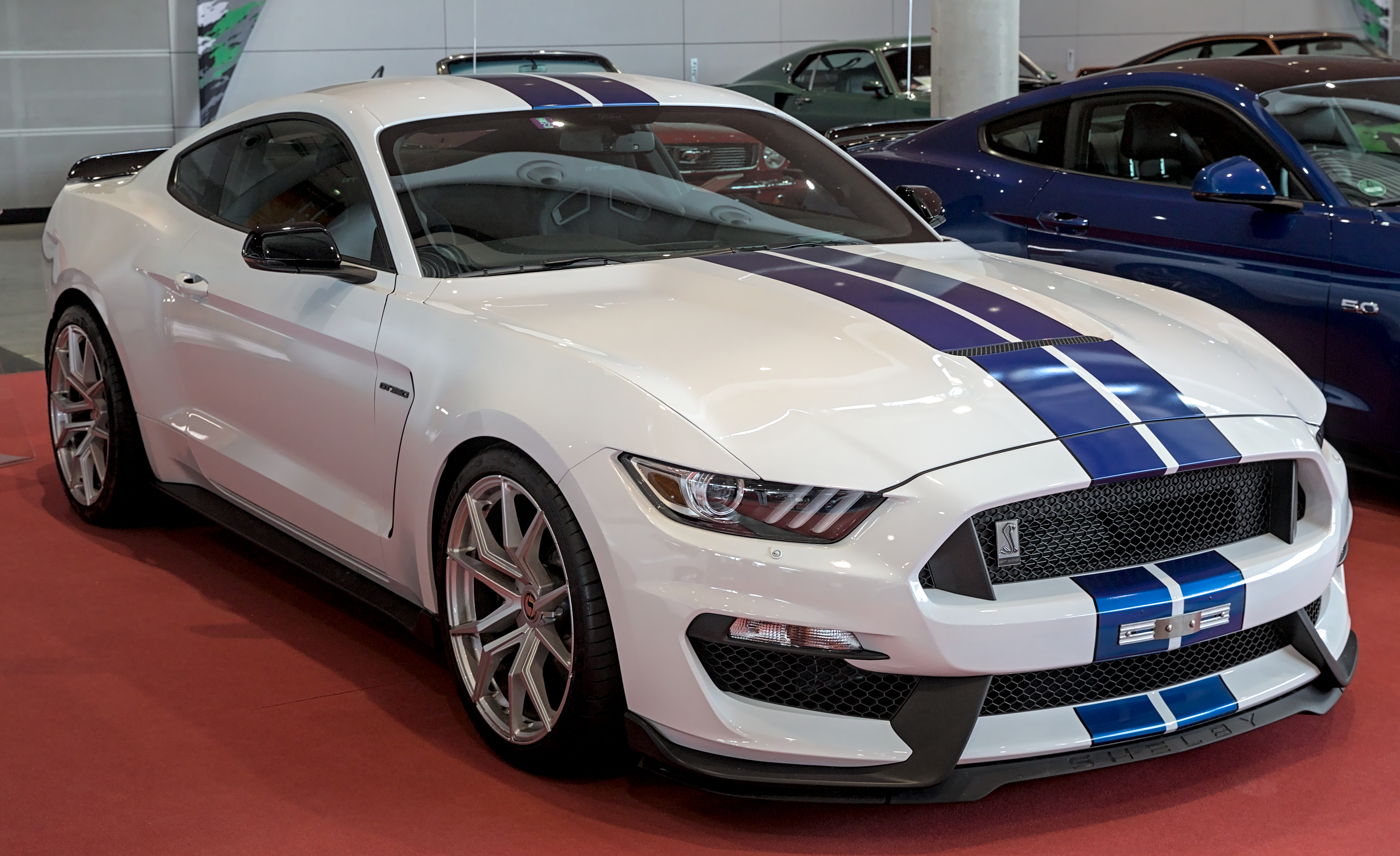
Shelby GT350 2016–2020
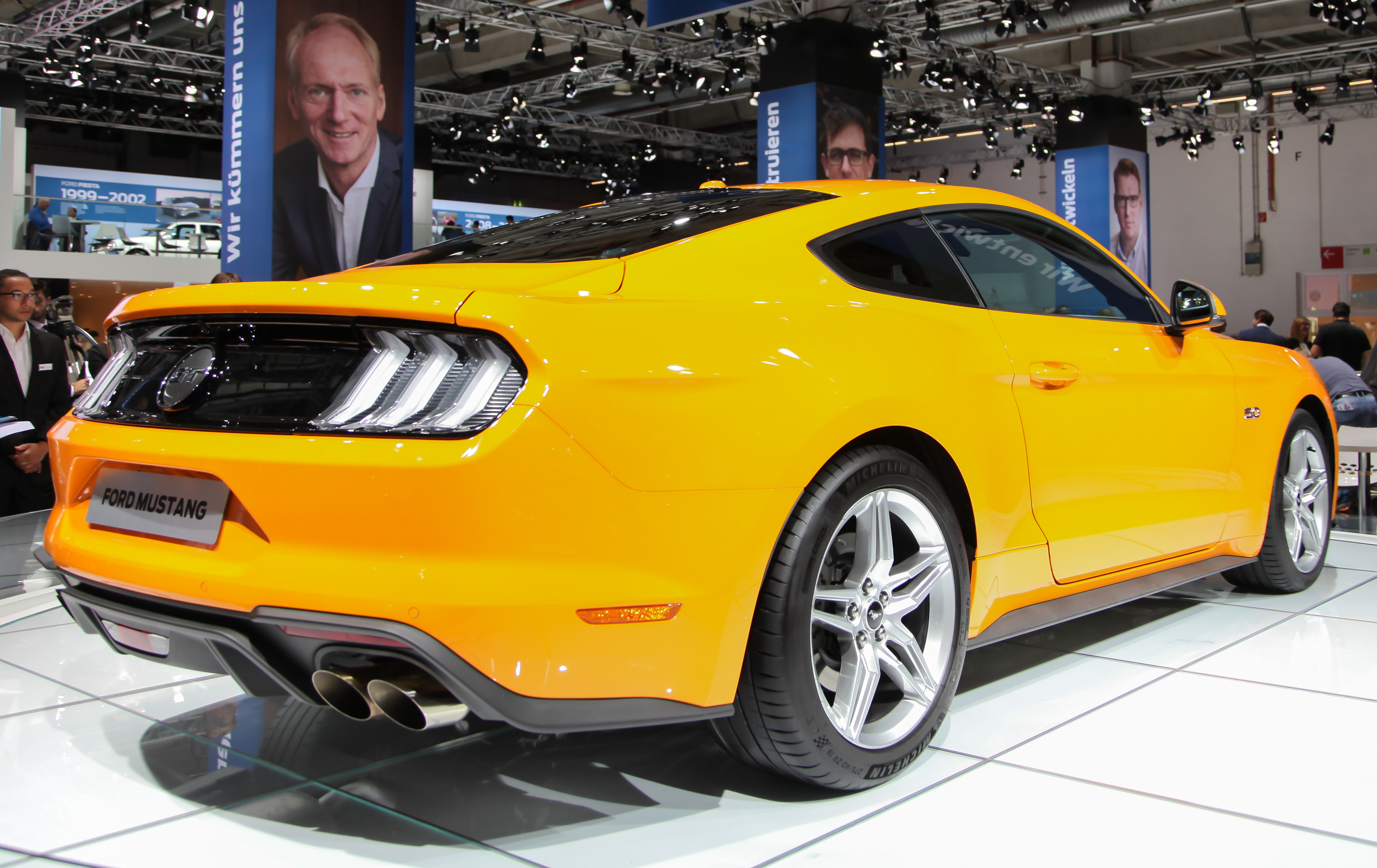
Heckseitenansicht Mustang Coupé 2017–2023
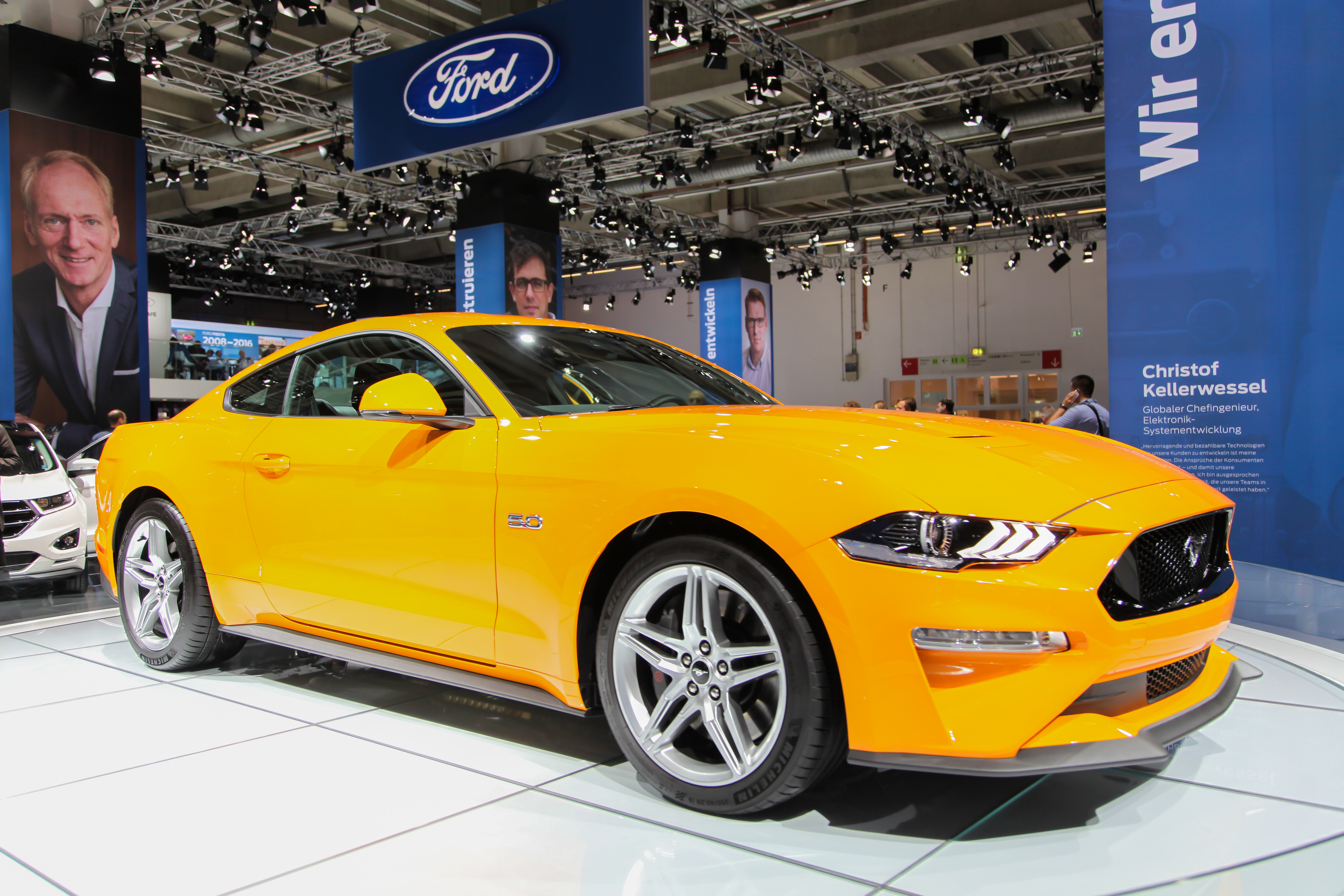
Mustang Coupé 2017–2023
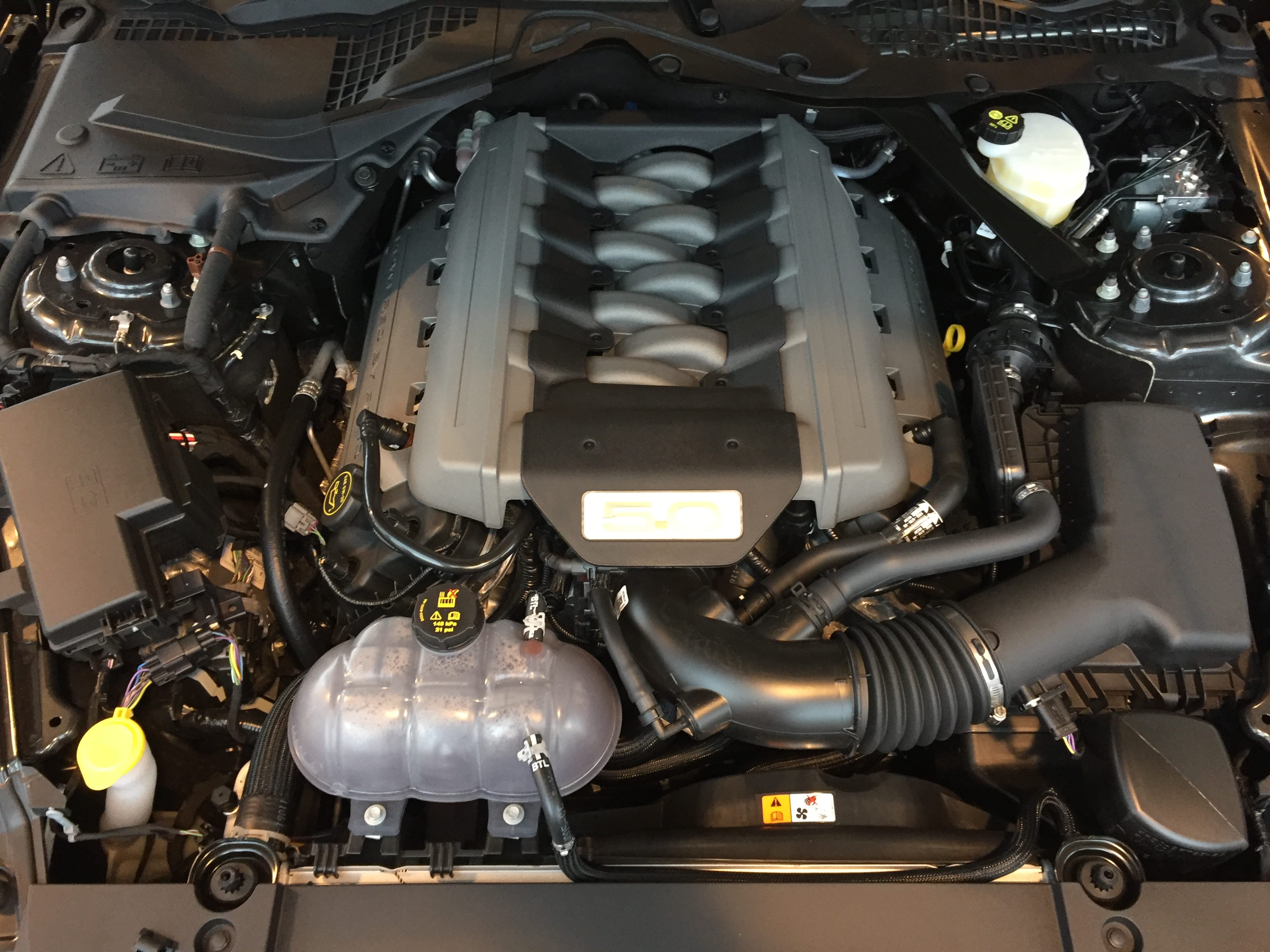
V8-Motor des GT (2017)
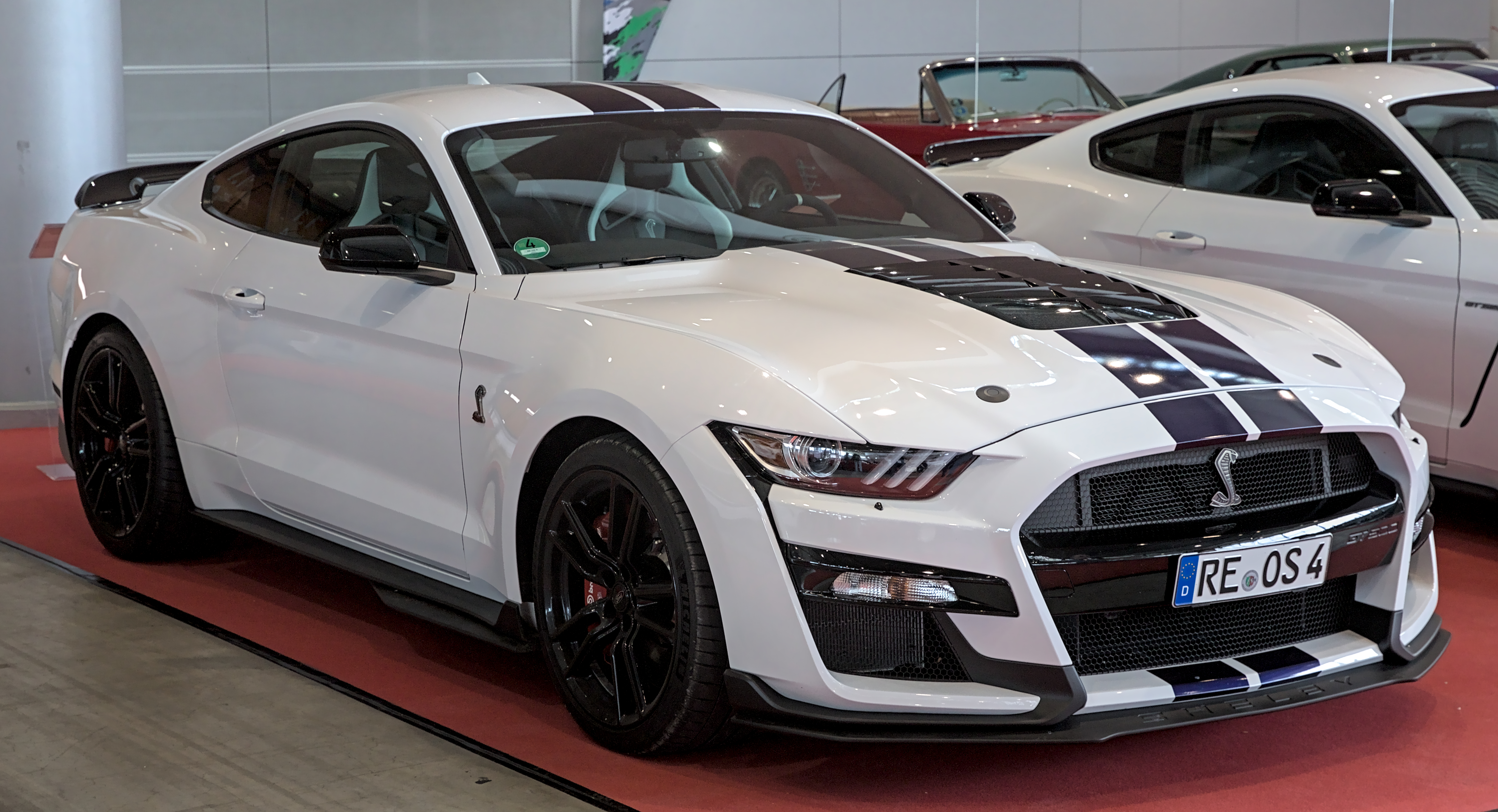
Shelby GT500 2019–2023
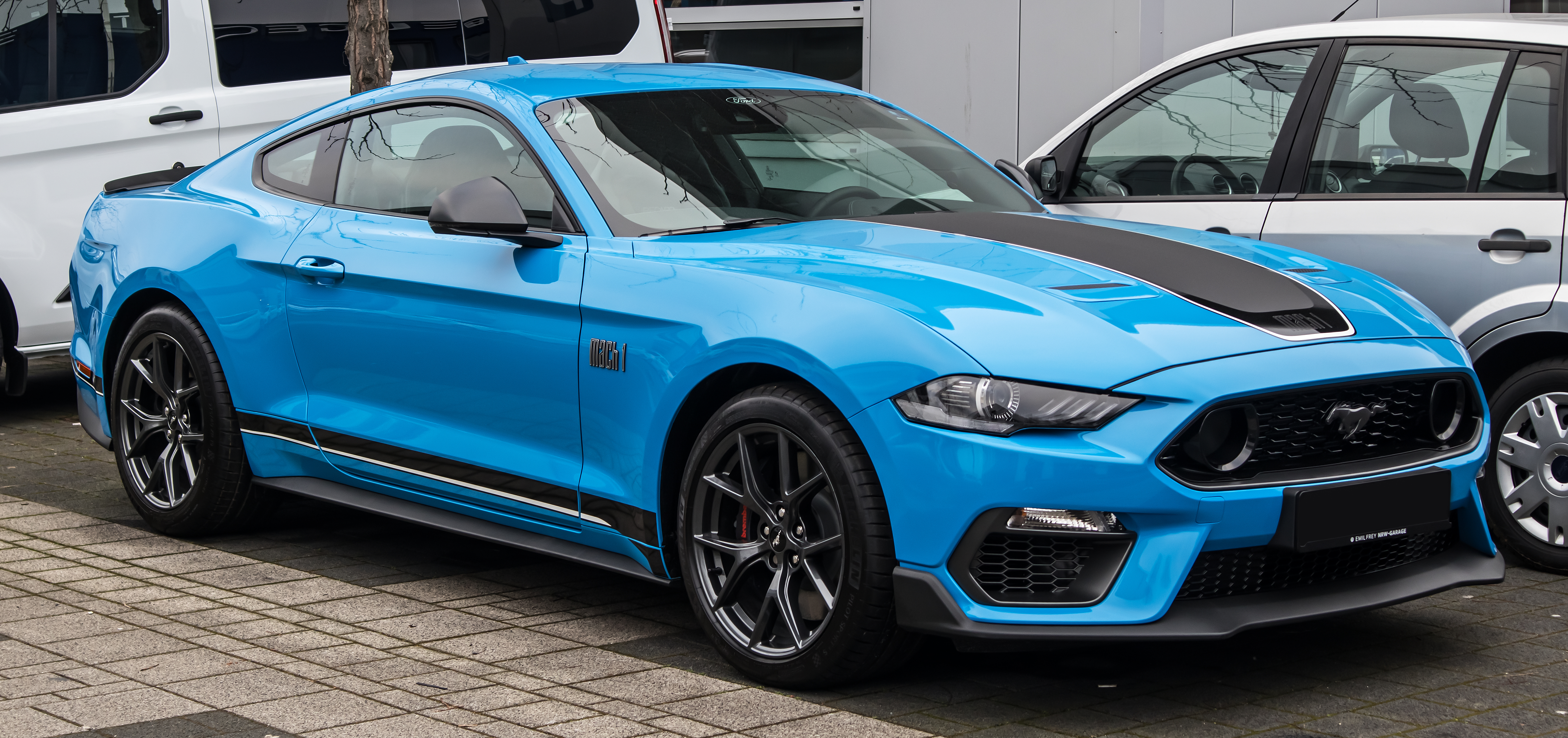
Ford Mustang VI Mach 1 2020–2023
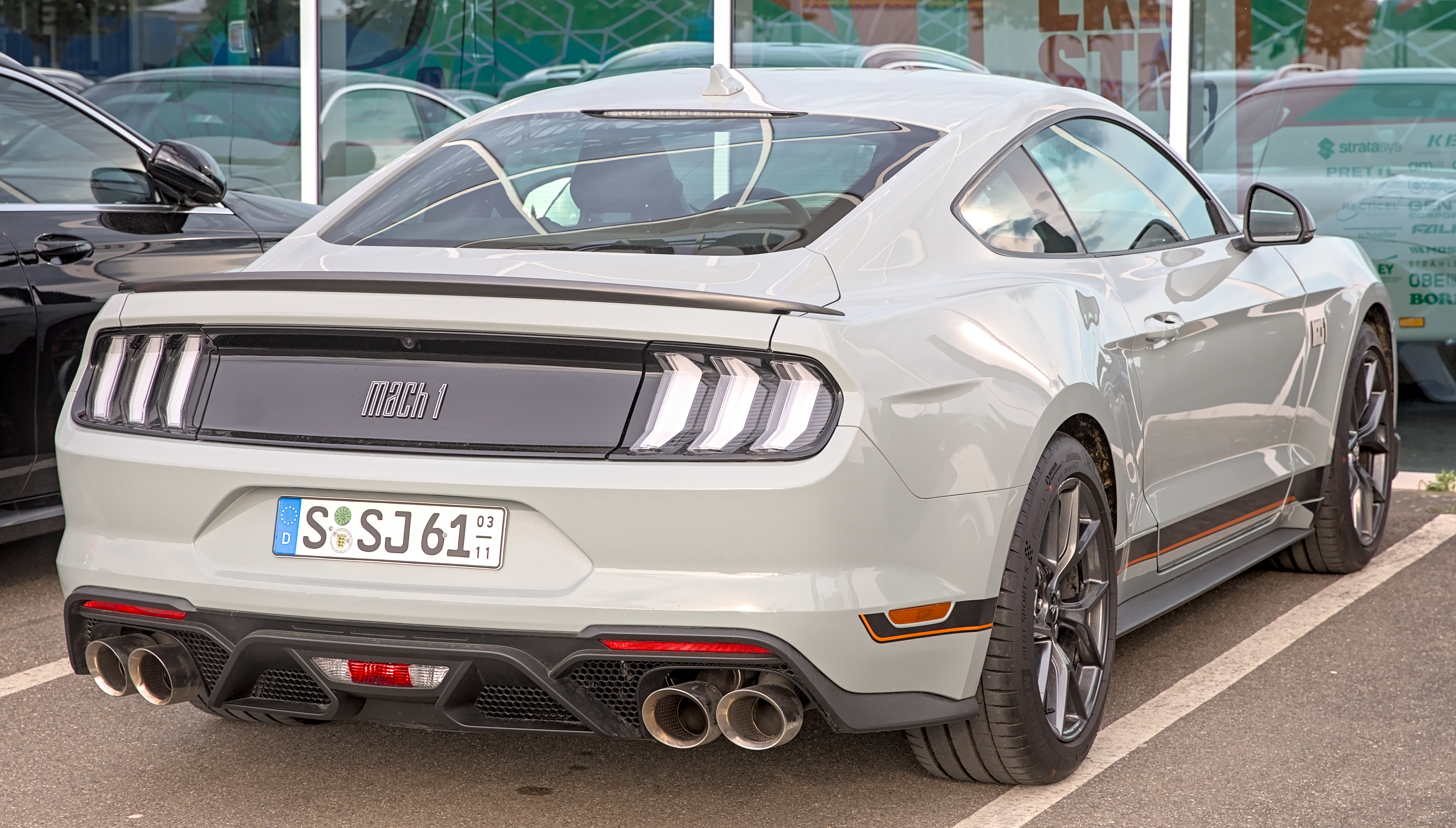
Heckseitenansicht

Datenblatt Ford Mustang
| Modell                               | 2.3 EcoBoost                                       | 2.3 EcoBoost                                        | 3.7 V6                                             | 5.0 TI-VCT                                         | 5.0 TI-VCT                                          | Bullitt               | Mach 1                                              | Shelby GT350          | Shelby GT500                   |
| ------------------------------------ | -------------------------------------------------- | --------------------------------------------------- | -------------------------------------------------- | -------------------------------------------------- | --------------------------------------------------- | --------------------- | --------------------------------------------------- | --------------------- | ------------------------------ |
| Bauzeitraum                          | 11/2014–08/2017                                    | 08/2017–11/2020                                     | 11/2014–08/2017                                    | 11/2014–08/2017                                    | 08/2017–04/2023                                     | 08/2018–10/2020       | 11/2020–04/2023                                     | 01/2016–10/2020       | 10/2019–04/2023                |
| Motortyp                             | R4-Ottomotor                                       | R4-Ottomotor                                        | V6-Ottomotor                                       | V8-Ottomotor                                       | V8-Ottomotor                                        | V8-Ottomotor          | V8-Ottomotor                                        | V8-Ottomotor          | V8-Ottomotor                   |
| Hubraum in cm³                       | 2261                                               | 2261                                                | 3720                                               | 4951                                               | 5038                                                | 5038                  | 5038                                                | 5163                  | 5134                           |
| max. Leistung in kW (PS) / bei 1/min | 233 (317) / 5600 [5700]                            | 213 (290) / 5400                                    | 224 (304) / 6500                                   | 310 (421) / 6500                                   | 331 (450) / 7000                                    | 338 (460) / 7250      | 338 (460) / 7250                                    | 392 (533) / 7500      | 567 (771) / 7000               |
| max. Drehmoment in Nm / bei 1/min    | 421 / 3000                                         | 440 / 3000                                          | 379 / 4000                                         | 530 / 4250                                         | 529 / 4600                                          | 529 / 4900            | 529 / 4900                                          | 582 / 4750            | 847 / 5000                     |
| Getriebeart                          | 6-Gang-Schaltgetriebe [6-Stufen-Automatikgetriebe] | 6-Gang-Schaltgetriebe [10-Stufen-Automatikgetriebe] | 6-Gang-Schaltgetriebe [6-Stufen-Automatikgetriebe] | 6-Gang-Schaltgetriebe [6-Stufen-Automatikgetriebe] | 6-Gang-Schaltgetriebe [10-Stufen-Automatikgetriebe] | 6-Gang-Schaltgetriebe | 6-Gang-Schaltgetriebe [10-Stufen-Automatikgetriebe] | 6-Gang-Schaltgetriebe | 7-Gang-Doppelkupplungsgetriebe |
| Antriebsart                          | Hinterradantrieb                                   | Hinterradantrieb                                    | Hinterradantrieb                                   | Hinterradantrieb                                   | Hinterradantrieb                                    | Hinterradantrieb      | Hinterradantrieb                                    | Hinterradantrieb      | Hinterradantrieb               |
| Höchstgeschwindigkeit in km/h        | 233                                                | 233                                                 | 250                                                | 250                                                | 250                                                 | 263                   | 267 [250]                                           | 275                   | 290                            |
| Beschleunigung 0–100 km/h in s       | 5,8                                                | 5,8 [5,5]                                           | 5,5                                                | 4,8                                                | 4,6 [4,3]                                           | 4,6                   | 4,8 [4,4]                                           | 3,9                   | 3,5                            |
| Verbrauch kombiniert in l/100 km     | 8,0–8,2 [9,8]                                      | 9,0 [9,2]                                           | 11,8                                               | 13,5–13,6 [12,0–12,8]                              | 12,4 [12,1]                                         | 12,4                  | 13,6 [12,0]                                         | 14,7                  | 16,8                           |
| CO2-Emission in g/km                 | 179–184 [225]                                      | 199 [205]                                           | 245                                                | 299–306 [281–289]                                  | 277 [270]                                           | 277                   | 312 [275]                                           | 339                   |                                |

## Mustang VII (seit 2023) (S650)
Am 14. September 2022 wurde eine neue Generation des Ford Mustang (interner Code S650) auf der Detroit Motor Show vorgestellt. Der neue Mustang wird seit 2023 als Auto des Modelljahres 2024 produziert. Seit Februar 2024 wird er auch in Europa verkauft.
Die neue Generation steht auf derselben Plattform wie bereits die Vorgängergeneration von 2014. Das Außendesign so wie auch der Innenraum sind jedoch gänzlich neu.
Das Design des neuen Mustang ist dabei stark an den Vorgänger angelehnt. In der Front dominieren flache, breite LED-Scheinwerfer sowie Lufteinlässe und ein großer Kühlergrill. Die Motorhaube hat je nach Motorisierung einen zentralen Lufteinlass. Im Heck gibt es keine schwarze Heckblende mehr, die LED-Rückleuchten mit den drei Mustang-typischen vertikalen Balken sind weiterhin vorhanden. Die Heckpartie mit den Leuchten ist dabei insgesamt nach innen gekehrt.
Eine Besonderheit gibt es auch in der Heckscheibe, in der alle vorherigen Mustang-Generationen am rechten unteren Rand nacheinander abgebildet sind.
Das Mustang-typische Armaturenbrett mit den zwei Wölbungen im Innenraum wird in der neuesten Generation nicht mehr verwendet, dafür sind nun zwei große Bildschirme (Kombiinstrument und ein zentrales Infotainment-Display) verbaut. Eine Besonderheit ist die Möglichkeit, das Kombiinstrument auf das Design des analogen Tachos des Foxbody-Mustangs (3. Generation) von 1987 bis 1993 einzustellen.
In der neuesten Mustang-Generation sind weiterhin ein 2,3-Liter-Vierzylinder-Ottomotor sowie ein 5,0-Liter-V8 verfügbar, die Motoren sind laut Ford jedoch weiterentwickelt und nicht einfach aus der Vorgängergeneration übernommen. Die maximale Leistung des Vierzylinders wird mit 235 kW (319 PS) angegeben, der Achtzylinder hat maximal 373 kW (507 PS). Als Getriebe steht ein Sechs-Gang-Schaltgetriebe sowie eine 10-Stufen-Automatik zur Verfügung. Für den Vierzylinder ist nur die Automatik verfügbar.
Als limitierte Version des GT3-Rennwagens wurde im August 2023 der GTD vorgestellt, für den es auch eine Straßenzulassung gibt. Er hat einen 5,2-Liter-V8 mit 608 kW (826 PS).

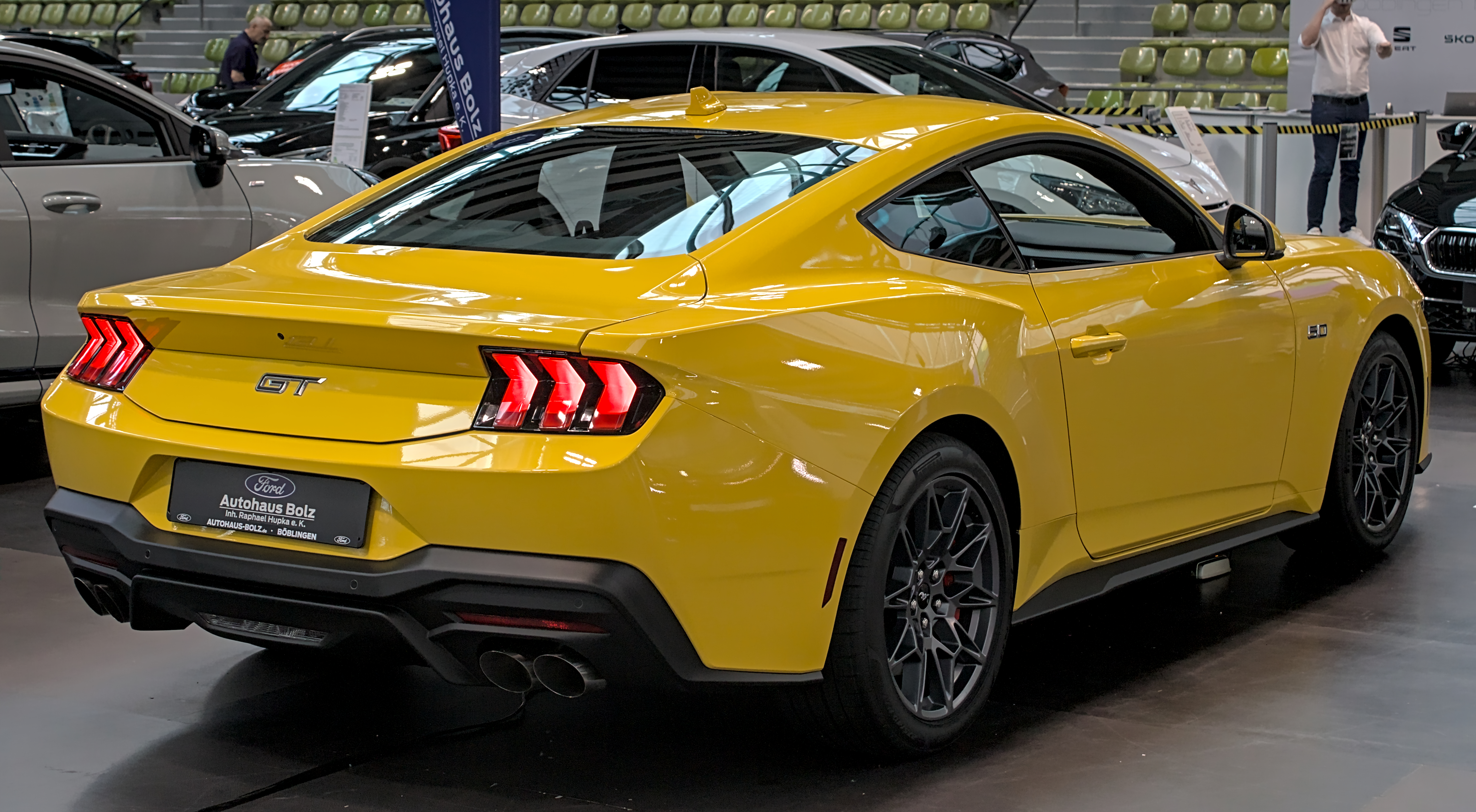
Heckansicht Coupé
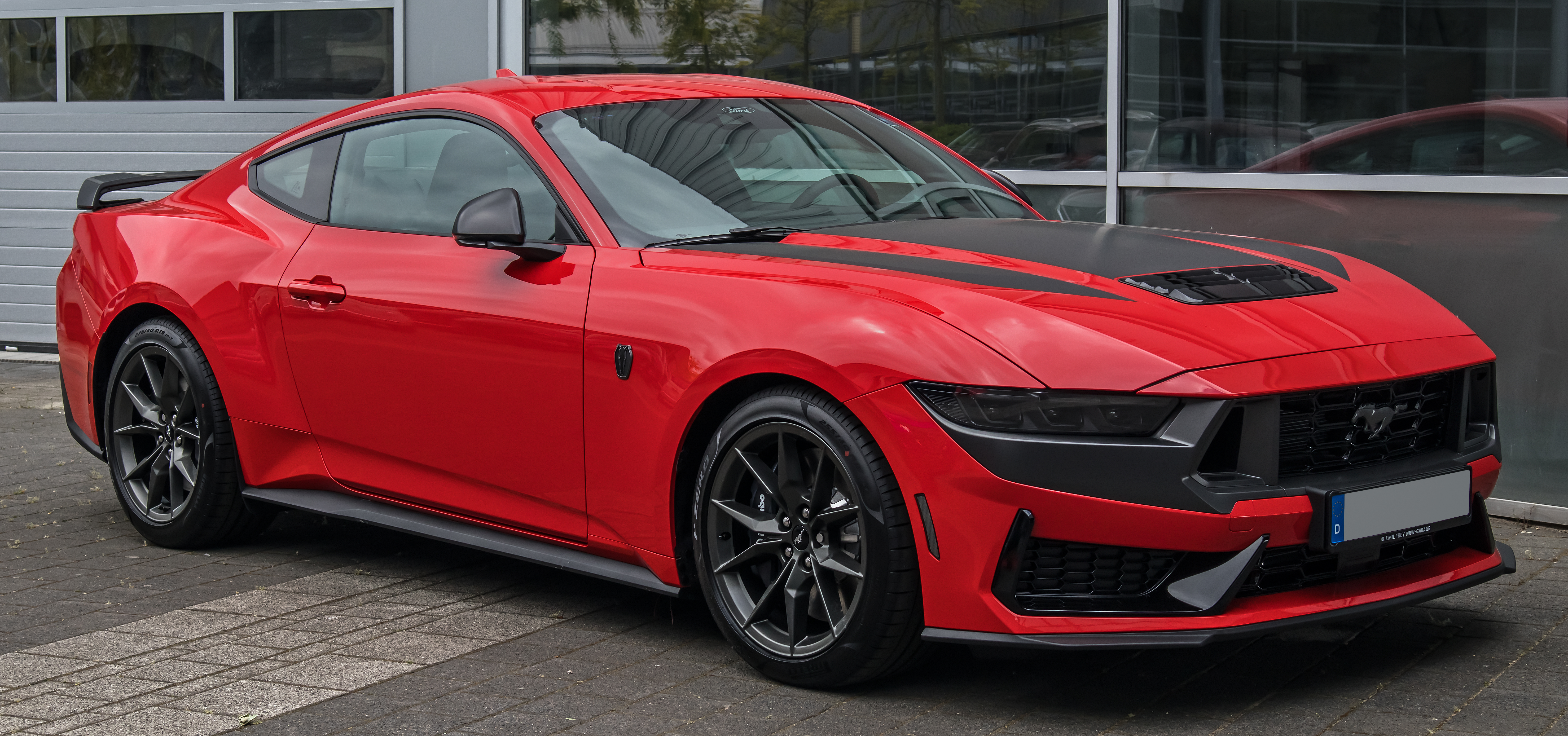
Ford Mustang Dark Horse (seit 2023)
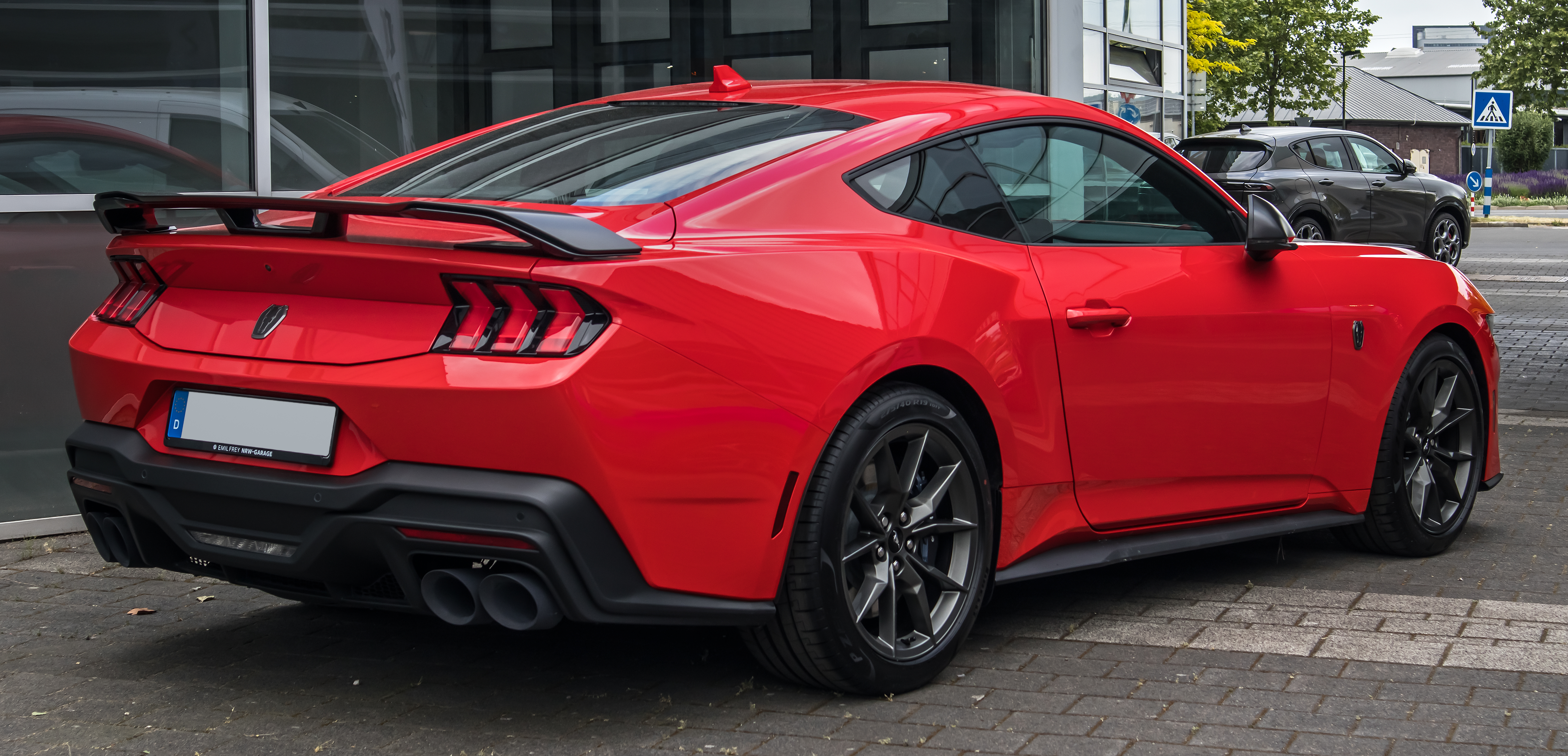
Heckansicht
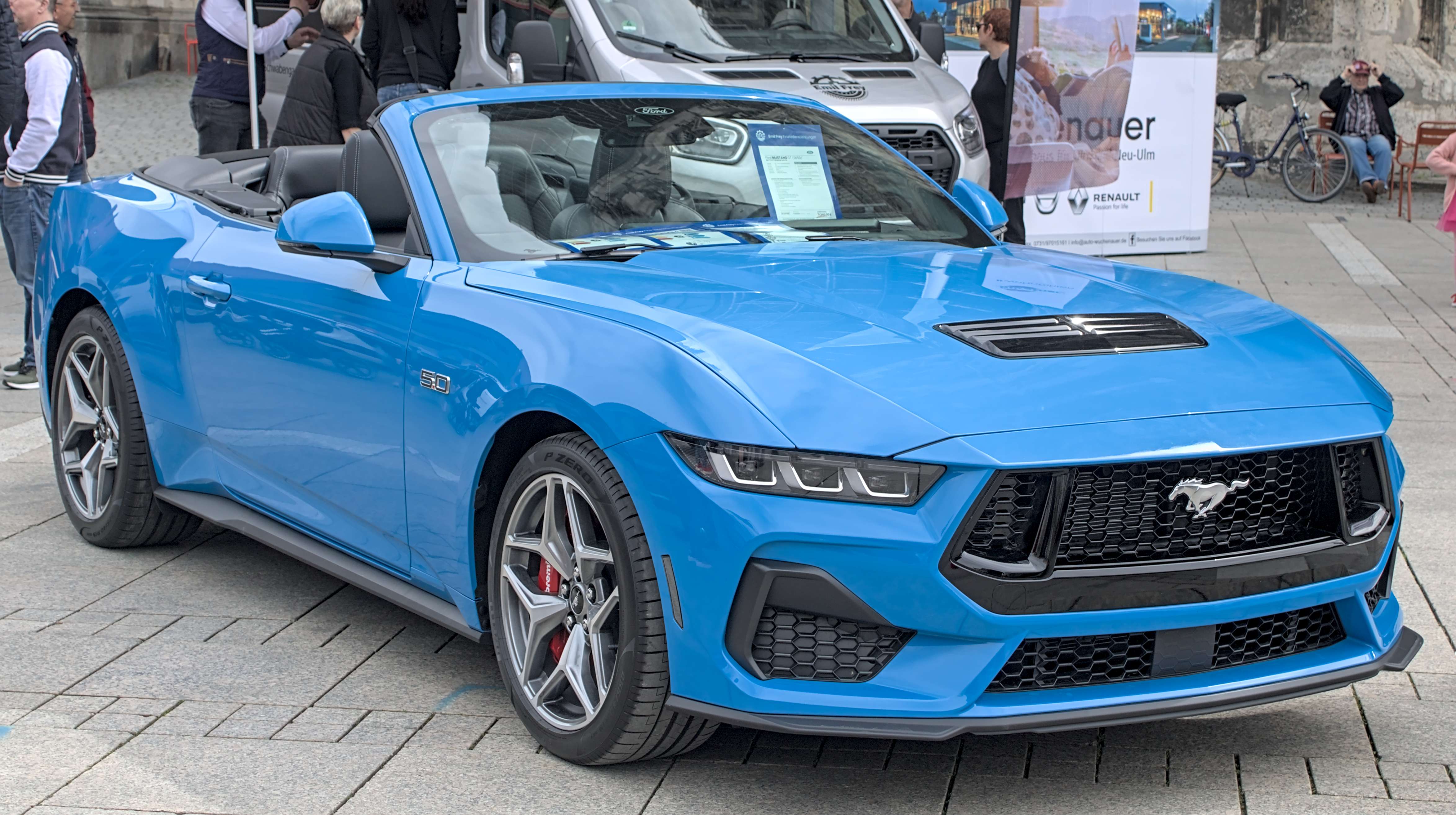
Ford Mustang Convertible (seit 2023)
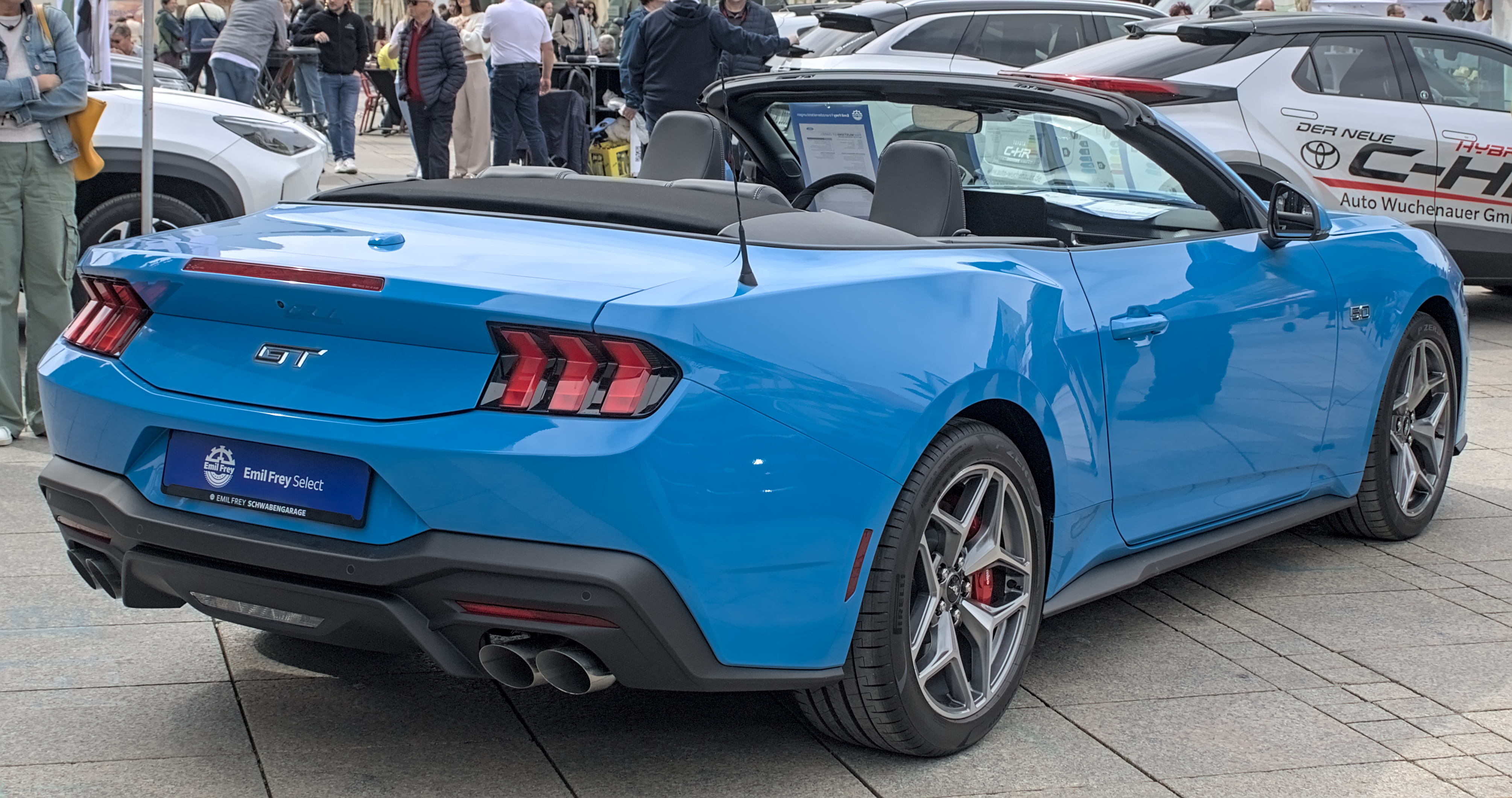
Heckseitenansicht Convertible
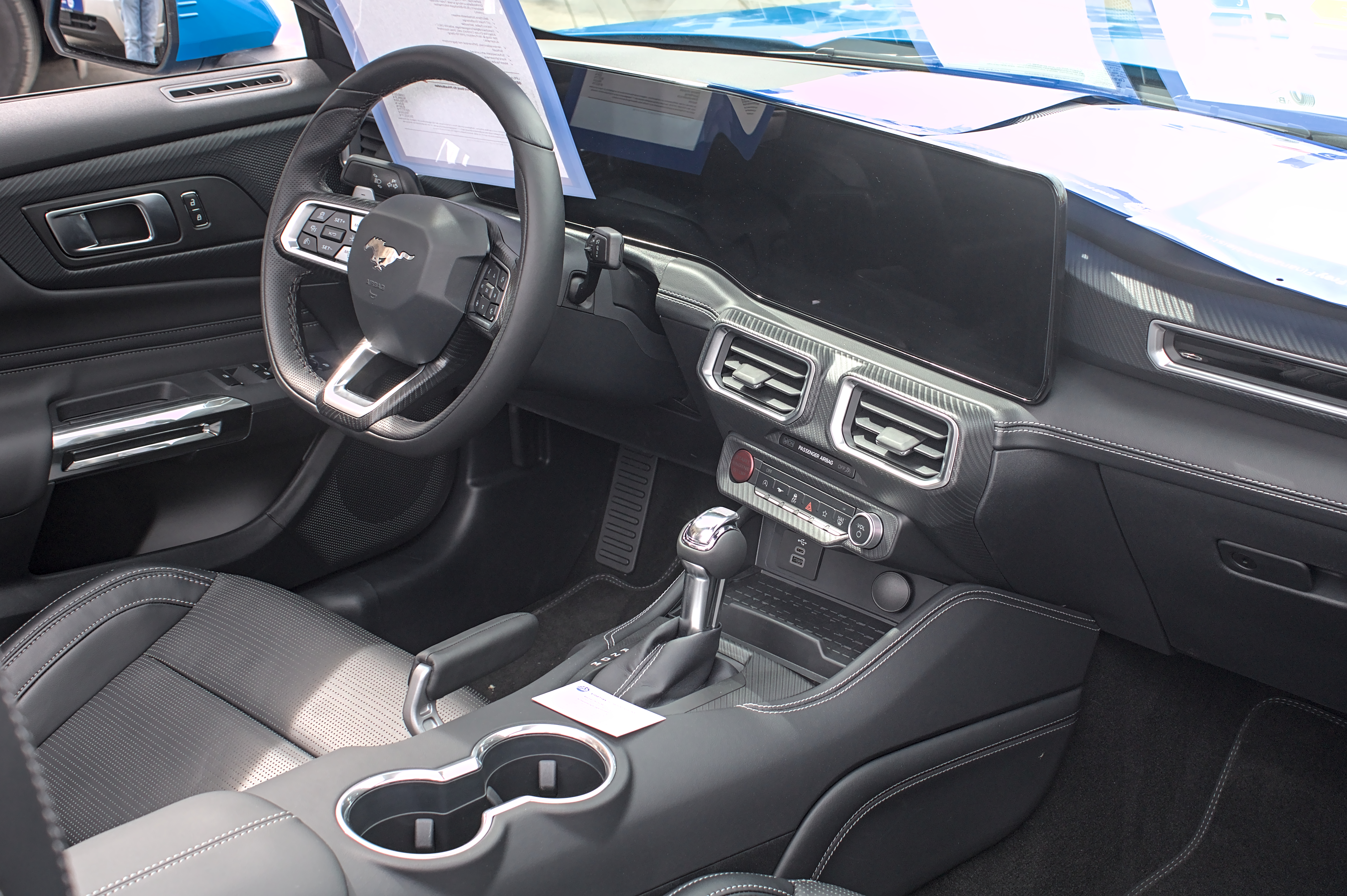
Innenansicht
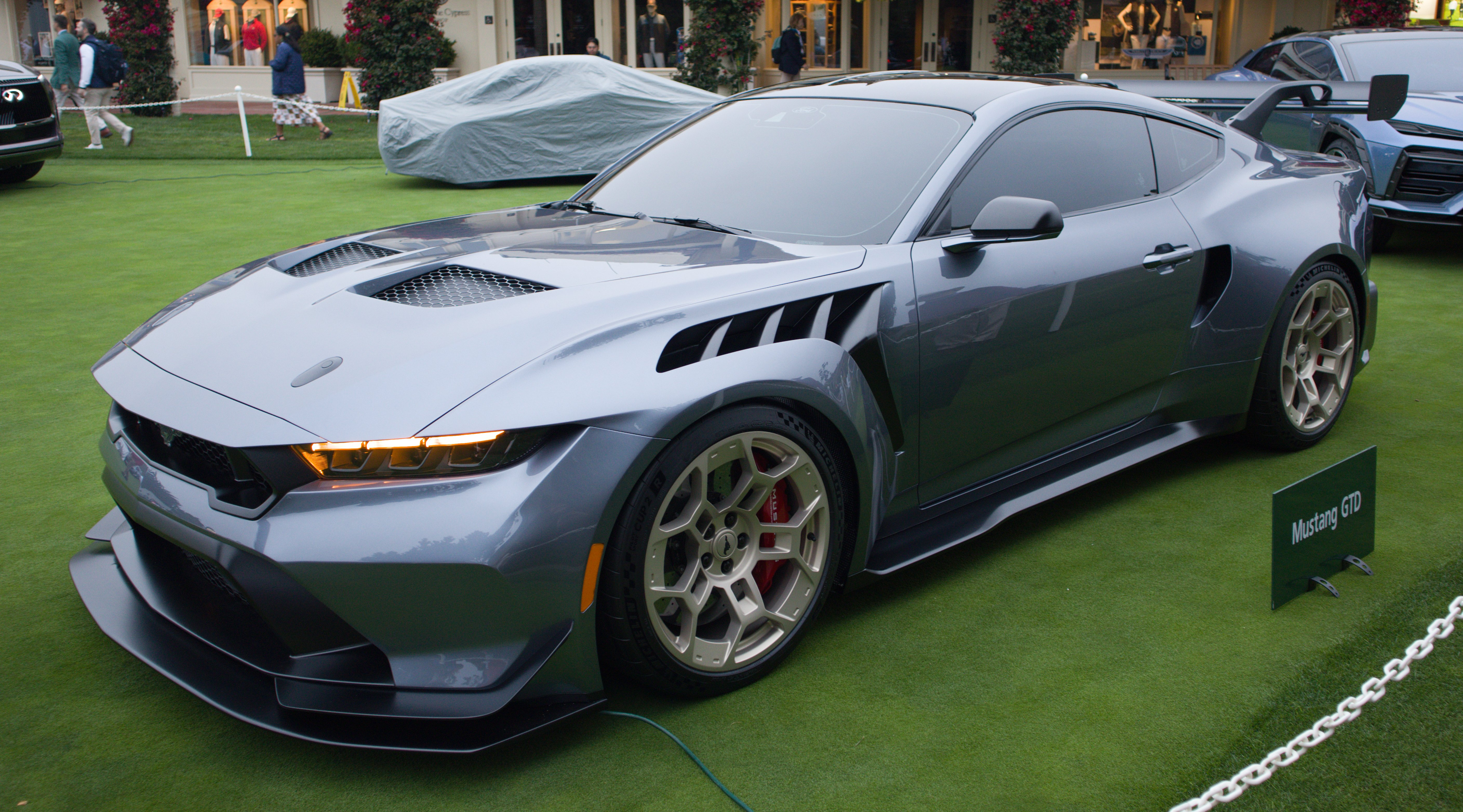
Ford Mustang GTD (ab 2024)

Datenblatt Ford Mustang
| Modell                               | 2.3                         | 2.3                         | GT                                                  | GT                                                  | Dark Horse                                          | GT                                                  | GT                                                  | Dark Horse                                          | GTD                            |
| ------------------------------------ | --------------------------- | --------------------------- | --------------------------------------------------- | --------------------------------------------------- | --------------------------------------------------- | --------------------------------------------------- | --------------------------------------------------- | --------------------------------------------------- | ------------------------------ |
| Markt                                | Nordamerika                 | Nordamerika                 | Nordamerika                                         | Nordamerika                                         | Nordamerika                                         | Europa                                              | Europa                                              | Europa                                              | Nordamerika, Europa            |
| Bauzeitraum                          | seit 05/2023                | seit 05/2023                | seit 05/2023                                        | seit 05/2023                                        | seit 05/2023                                        | seit 02/2024                                        | seit 02/2024                                        | seit 02/2024                                        | ab 2024                        |
| Karosserievariante                   | Convertible                 | Fastback                    | Convertible                                         | Fastback                                            | Fastback                                            | Convertible                                         | Fastback                                            | Fastback                                            | Fastback                       |
| Motortyp                             | R4-Ottomotor                | R4-Ottomotor                | V8-Ottomotor                                        | V8-Ottomotor                                        | V8-Ottomotor                                        | V8-Ottomotor                                        | V8-Ottomotor                                        | V8-Ottomotor                                        | V8-Ottomotor                   |
| Hubraum in cm³                       | 2253                        | 2253                        | 5031                                                | 5031                                                | 5031                                                | 5038                                                | 5038                                                | 5038                                                |                                |
| max. Leistung in kW (PS) / bei 1/min | 235 (319) / 5500            | 235 (319) / 5500            | 362 (492) / 7250                                    | 362 (492) / 7250                                    | 373 (507) / 7250                                    | 328 (446) / 7250                                    | 328 (446) / 7250                                    | 334 (453) / 7250                                    | 608 (826) / 7500               |
| max. Drehmoment in Nm / bei 1/min    | 475 / 3000                  | 475 / 3000                  | 567 / 5100                                          | 567 / 5100                                          | 567 / 5100                                          | 540 / 5100                                          | 540 / 5100                                          | 540 / 5100                                          | 900                            |
| Getriebeart                          | 10-Stufen-Automatikgetriebe | 10-Stufen-Automatikgetriebe | 6-Gang-Schaltgetriebe [10-Stufen-Automatikgetriebe] | 6-Gang-Schaltgetriebe [10-Stufen-Automatikgetriebe] | 6-Gang-Schaltgetriebe [10-Stufen-Automatikgetriebe] | 6-Gang-Schaltgetriebe [10-Stufen-Automatikgetriebe] | 6-Gang-Schaltgetriebe [10-Stufen-Automatikgetriebe] | 6-Gang-Schaltgetriebe [10-Stufen-Automatikgetriebe] | 8-Gang-Doppelkupplungsgetriebe |
| Antriebsart                          | Hinterradantrieb            | Hinterradantrieb            | Hinterradantrieb                                    | Hinterradantrieb                                    | Hinterradantrieb                                    | Hinterradantrieb                                    | Hinterradantrieb                                    | Hinterradantrieb                                    | Hinterradantrieb               |
| Höchstgeschwindigkeit in km/h        | k. A.                       | k. A.                       | k. A.                                               | k. A.                                               | k. A.                                               | 250 [250]                                           | 250 [250]                                           | 263 [250]                                           | 325                            |
| Beschleunigung 0–100 km/h in s       | k. A.                       | k. A.                       | k. A.                                               | k. A.                                               | k. A.                                               | 5,4 [5,0]                                           | 5,4 [5,0]                                           | 5,2 [4,4]                                           |                                |
| Verbrauch kombiniert in l/100 km     | 9,8                         | 9,0                         | 13,8 [13,1]                                         | 13,8 [13,1]                                         | 13,8 [13,8]                                         | 12,3 [12,4]                                         | 12,0 [12,1]                                         | 12,2 [12,4]                                         | 19,6                           |
| CO2-Emission in g/km                 | k. A.                       | k. A.                       | k. A.                                               | k. A.                                               | k. A.                                               | 280 [282]                                           | 274 [277]                                           | 279 [282]                                           |                                |

## MustangBullitt

### Erstes Sondermodell

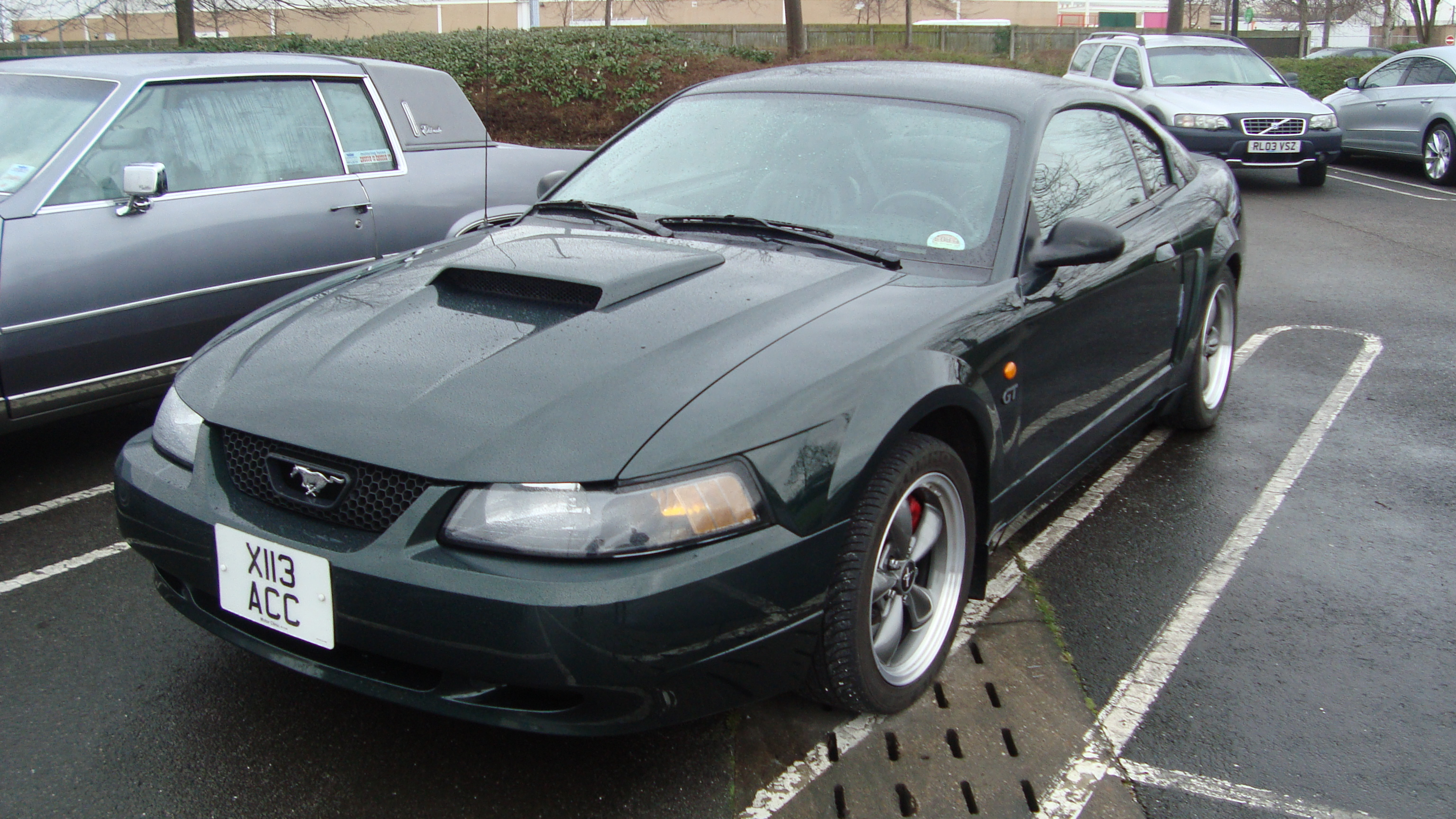
Ford Mustang Bullitt, 2001

Der Mustang Bullitt ist ein Sondermodell des Mustang GT. Er wird von Ford produziert und ist seit dem Film Bullitt (1968) mit Steve McQueen zu einem Kultobjekt geworden. In diesem Film fährt McQueen einen 68er Ford Mustang 390 GT in Dark Highland Green. Besonders die zwölfminütige Verfolgungsjagd durch die Straßen von San Francisco ist hier zu erwähnen.
Im Herbst 2001 erschien das erste Sondermodell des Mustang Bullitt. Es wurde auf Basis des Mustang GT erstmals im Frühjahr desselben Jahres vorgestellt und trägt den vollen Namen „2001 Ford Mustang Bullitt Edition I“.

### Zweites Sondermodell

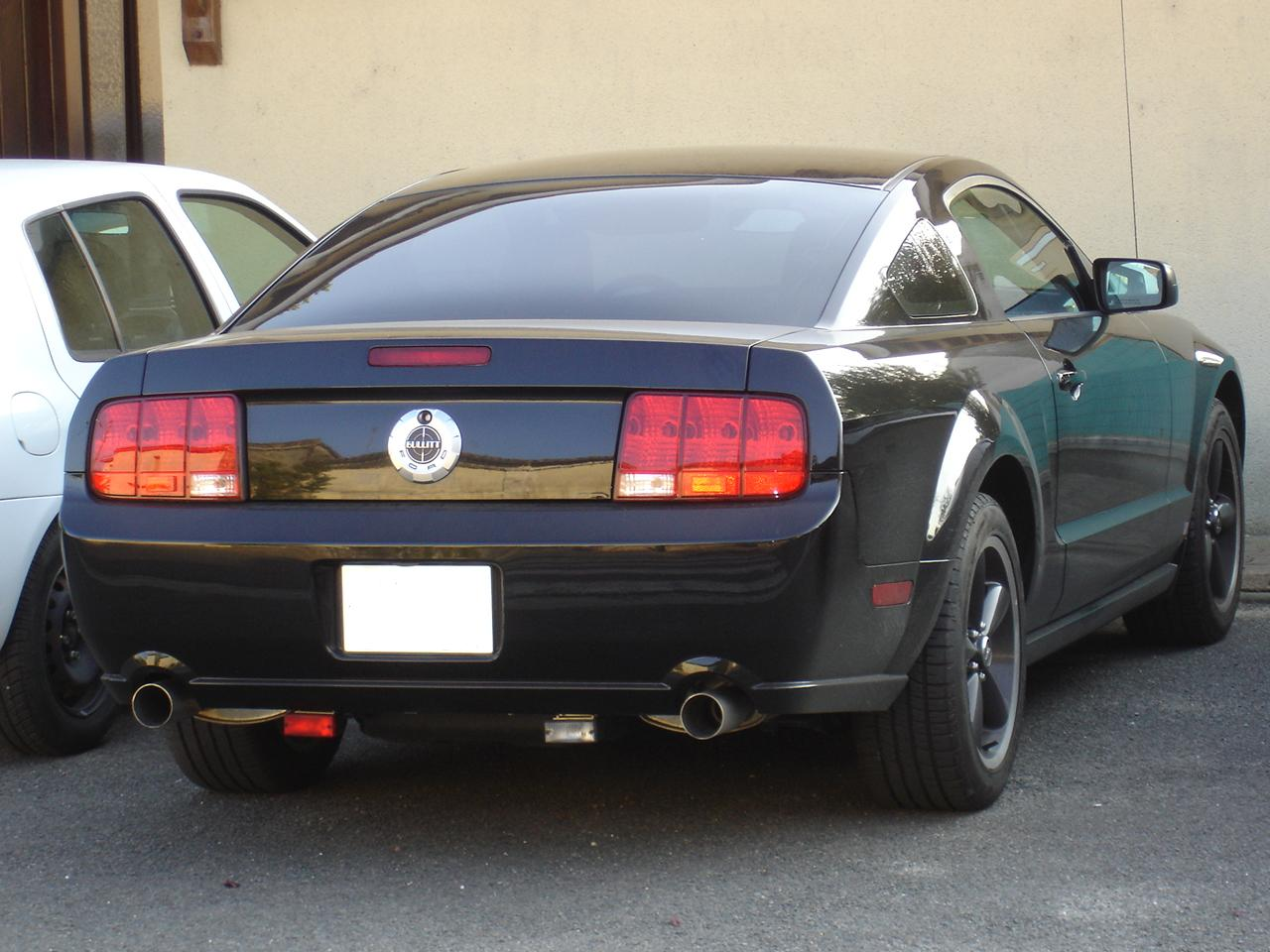
Ford Mustang Bullitt, 2008

Anfang 2008 wurde vom Mustang ein Sondermodell des Giugiaro-Prototyps vorgestellt. Kurze Zeit später gelangte der „2008 Ford Mustang Bullitt Edition 2“ in den Verkauf.
Die in Dunkelgrün und erstmals auch in schwarzer Farbe lieferbaren Fahrzeuge hatten einen leistungsgesteigerten 4,6-Liter-V8-Motor aus dem Mustang GT. Er leistete 235 kW (319 PS) bei 6000/min, das maximale Drehmoment lag bei 441 Newtonmeter bei 4250/min. Die Höchstgeschwindigkeit des Fahrzeuges war auf 243 km/h begrenzt, der Wagen beschleunigte in 5 Sekunden von 0 auf 97 km/h. Im Vergleich zum Mustang GT wurde die Drehzahlbegrenzung um 250/min auf 6500/min angehoben. Es wurde eine Cold Air Intake Ansaugluftführung eingebaut, außerdem wurde die Abgasanlage überarbeitet, um den Klang des Mustangs im Film Bullitt nachzuahmen. Es war das manuelle Tremec-TR-3650-Fünfgang-Schaltgetriebe des Mustang GT mit verkürzten Schaltwegen verbaut, die Hinterachsübersetzung wurde auf 3,73:1 verkürzt. Die Bremsanlage wurde verbessert, die hinteren Bremsbeläge stammten vom Shelby GT500. Das Fahrwerk des Bullitt war etwas sportlicher mit strafferen Federn, Streben und einer Tieferlegung von 6 mm. Für mehr Steifigkeit des Fahrzeugs sorgte eine Domstrebe im Motorraum, sie verstärkte die Verwindungssteifigkeit der Karosserie und trug zudem eine Plakette mit VIN und der Bullitt-Produktionsnummer.
Optisch wurden ebenfalls kleine Veränderungen im Vergleich zum Serienfahrzeug vorgenommen: Der Kühlergrill blieb ohne Zusatzscheinwerfer und erstmals verzichtete Ford auf das Pferd im Kühlergrill, stattdessen wurde der Kühlergrill von einem schmalen Aluminiumstreifen umrahmt. Einen Heckspoiler gab es – wie schon beim Original-Bullitt – ebenfalls nicht. Auf dem Kofferraumdeckel befand sich ein Bullitt-Emblem mit Zielfernrohr-Visier Optik wie auch auf dem Lenkrad. Er wurde mit speziellen 18-Zoll-Euro-Flange Bullitt Aluminiumfelgen und farblich dazu passenden Bremssätteln ausgeliefert. Größere 3,5-Zoll-Auspuffendrohre aus Edelstahl ersetzten die 3-Zoll-Endrohre vom Mustang GT. Das Interieur war in schwarzem Leder mit „satin-metallic“-farbenen Details ausgeführt. Das Armaturenbrett war mit gebürsteten Aluminiumblenden verkleidet, der Schaltknauf und die Pedalerie bestanden ebenso aus Aluminium.
Die Auslieferungen vom auf 7700 Stück limitierten Sondermodell Bullitt begannen im Februar 2008 zu einem Preis ab 31.075 US-Dollar.

### Drittes Sondermodell
Ein weiteres Sondermodell präsentierte Ford im Januar 2018 auf der Detroit Motor Show im Rahmen des 50-jährigen Jubiläums des Films als Reminiszenz zum damaligen Filmfahrzeug. Verkauft wurde der Mustang Bullitt ab Mai 2018 in Nordamerika und ab Juni 2018 in Europa. Gegenüber dem Serienmodell leistet der Mustang Bullitt mit 338 kW (460 PS) etwas mehr.
Er ist ausschließlich in Schwarz oder Highland Green erhältlich, verfügt über geänderte Embleme mit „Bullitt“-Aufschrift und verzichtet auf das Pferde-Emblem im Grill sowie das „5.0“-Emblem auf den vorderen Kotflügeln. Zudem ist er mit Sonderfelgen ausgestattet, deren Design an diejenigen des damaligen Filmfahrzeugs erinnern.

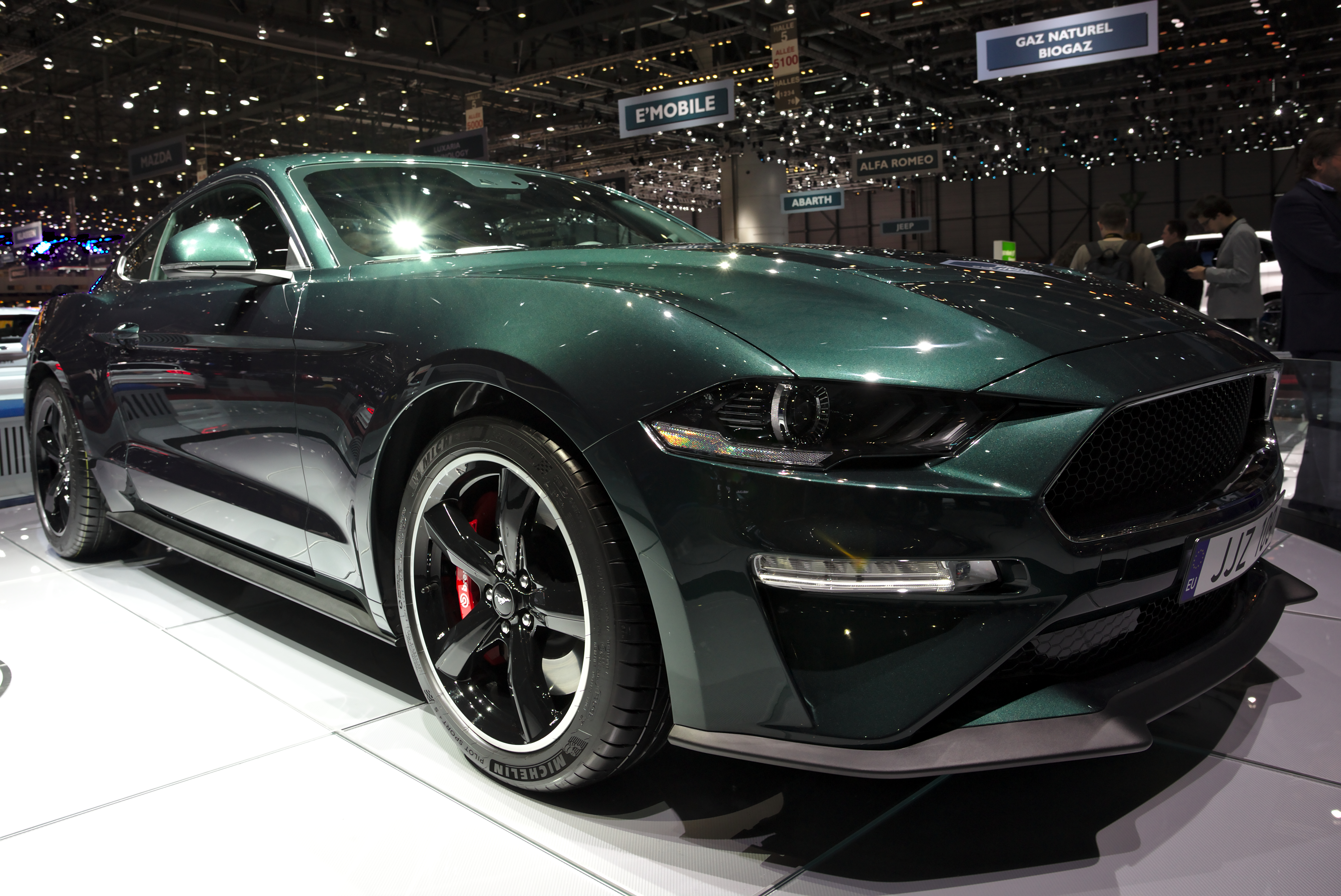
Ford Mustang Bullitt ab 2018
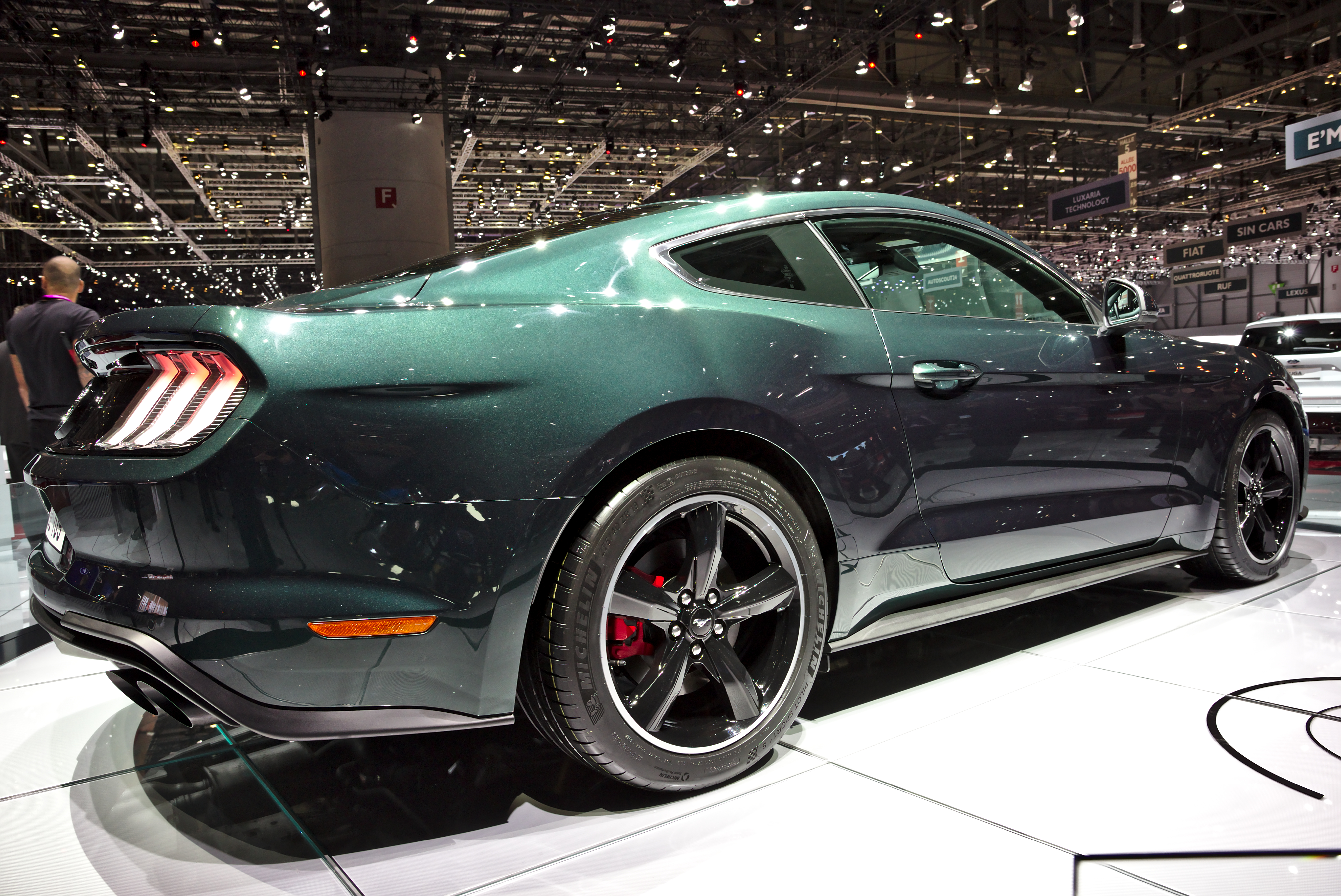
Bullitt, schräge Heckansicht
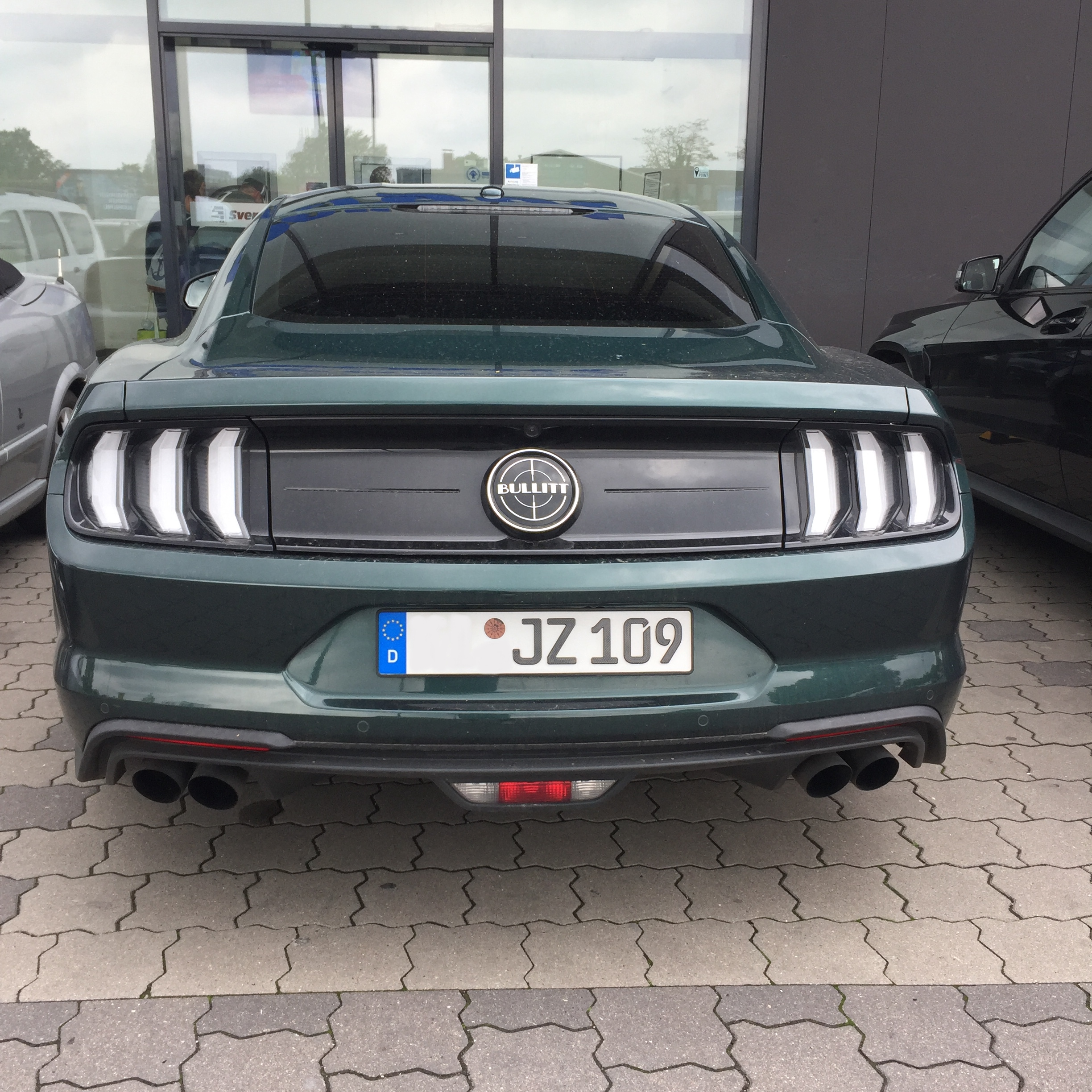
Heckansicht mit „Bullitt“-Logo

## Popkultur

### Ford Mustang im Film
Der erste Filmauftritt eines Mustang war 1964 in Der Gendarm von St. Tropez. Es war ein rotes Cabrio mit schwarzem Interieur. Nach dem Auftritt eines weißen Cabrios in dem James-Bond-Film Goldfinger von 1964 gab es Anfang der 1970er-Jahre in einem weiteren James-Bond-Film Diamantenfieber eine Verfolgungsjagd durch Las Vegas in einem roten 1971er Mach I.

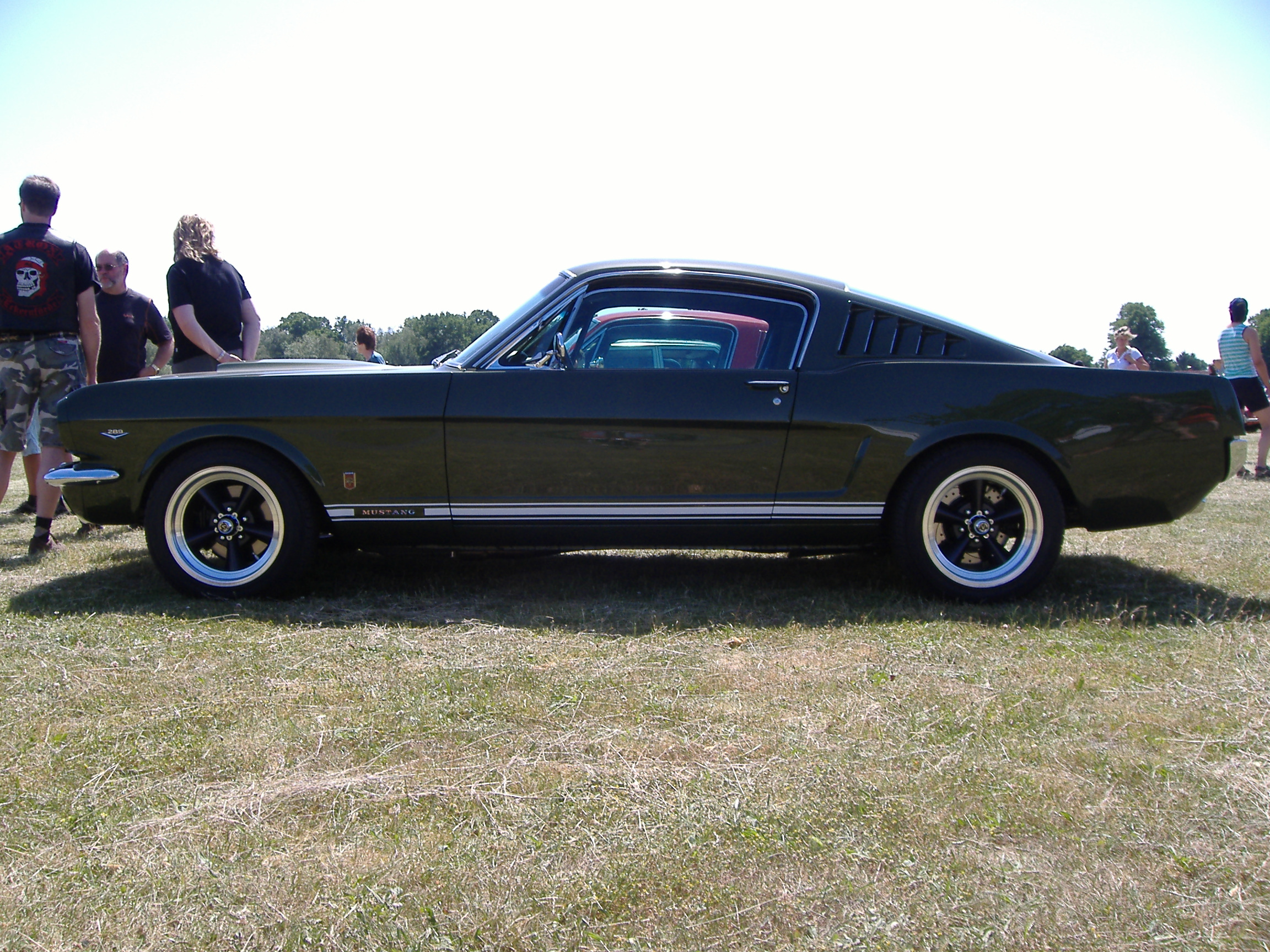
Ford Mustang im Bullitt-Design

Besondere Bekanntheit erlangte der Ford Mustang 1968 in dem Film Bullitt, in dem Steve McQueen einen 1968er Fastback in einer der längsten und spektakulärsten Autoverfolgungsjagden der Filmgeschichte durch San Francisco fuhr.
Ein 1967er Shelby GT500 wird von Rally Vincent in dem seit 1991 veröffentlichten Manga/Anime Gunsmith Cats gefahren.
1974 drehte H. B. Halicki den Film Die Blechpiraten, in dem Halicki, der auch das Drehbuch schrieb und die Hauptrolle spielte, während der längsten Autoverfolgungsjagd der Filmgeschichte in einem gestohlenen gelben 1973er Mustang Mach 1 gejagt wird und dabei eine Spur der Verwüstung hinterließ. Der Wagen trug den Namen Eleanor und wurde im Vorspann des Films als Hauptdarsteller genannt. Das Remake Nur noch 60 Sekunden von 2000 mit Nicolas Cage und Angelina Jolie nahm darauf Bezug und verstand sich als Fortsetzung, hier war Eleanor allerdings ein Shelby-GT500-Nachbau. Diese Eleanor erreichte solche Popularität, dass der Tuner Unique Performance später eine Reproduktion dieses Wagens in Kleinserie auflegte.
In der zehnteiligen TV-Miniserie Räder (im Original Wheels, 1978) mit Rock Hudson als Automobilfabrikanten und Lee Remick als seiner Ehefrau dient ein 1974er Mustang zur Darstellung des fiktiven Pkw-Modells Hawk. Im Sozialdrama Die Outsider des Regisseurs Francis Ford Coppola von 1983, das von zwei rivalisierenden Straßengangs handelt, fährt die Straßenbande Socs einen Ford Mustang.
Des Weiteren ist ein 1967er Mustang Fastback im Musikvideo des Liedes Automatic von Tokio Hotel zu sehen, wie auch in dem Film Ein Duke kommt selten allein von 2005. Im Videoclip zu dem Song Ride ’Em On Down der Rolling Stones von 2016 fährt die Schauspielerin Kristen Stewart einen klassischen Ford Mustang. In der Teeniekomödie Scary Movie 4, ebenfalls 2005, fand ein schwarzer Shelby GT350 Verwendung. In Tarantinos Death Proof – Todsicher kam 2007 ein „grabber yellow“-farbener 1971er Mustang als Anspielung auf Gone in 60 seconds vor, in Krieg der Welten war 2005 ein 1965er Mustang 2+2 Fastback zu sehen. Im Film Vanilla Sky fuhr Tom Cruise einen 1967er Fastback. Das Fahrzeug der Protagonistin in Plötzlich Prinzessin ist ein verkommener 1965er Ford Mustang, der nur noch mit Mühe die Hügel von San Francisco bewältigt. In Die Reise ins Ich fährt Dennis Quaid einen modifizierten roten Mustang.
Der 2005er Mustang ist in den Filmen Der Pakt von 2006 und Transformers (2007) ebenso zu sehen (in Letzterem als getunter Saleen) wie in der Serie O.C., California. In Need for Speed (2013) spielt er die automobile Hauptrolle. In I Am Legend benutzt Will Smith in den ersten Szenen einen Shelby GT500. Ein pinkfarbenes Mustang Cabrio ist in High School Musical 2 zu sehen. Es trägt auf der Motorhaube in weißer Schrift die Initialen „SE“ (Sharpay Evans). In einem Crossover von CSI: NY und CSI: Miami fand ein 2005er Mustang Cabrio Verwendung. Ein erheblich modifizierter Mustang wird in dem Film Death Race von Jason Statham gefahren. Die Figur der Amy in der Komödie Der Kaufhaus Cop fährt ein orangefarbenes 1965er Mustang Cabrio. In dem Film Mr. Nice Guy taucht ein rotes 1966er Mustang-Cabrio auf. In James Wans Film Death Sentence fuhr Billy Darley einen schwarzen 1969 Ford Mustang Fastback. Red Mist fährt einen roten, von Galpin Auto Sports designten Mustang in Kick-Ass. Außerdem ist ein schwarzer Mustang mit silbernen Streifen in 17 Again – Back to High School zu sehen.
Der Ford Mustang hatte Einsätze im Sinne eines zentralen Stilelementes auch in einigen Fernsehserien. Beispielhaft seien die Detektivserien Mike Hammer (Stacy Keach fuhr hier einen blauen Mustang) und die populäre Serie Spenser (der Schauspieler Robert Urich bewegte hier einen dunkelgrünen 1966er Fastback) aus den 1980er Jahren genannt. In der Serie Drei Engel für Charlie fuhr die Hauptdarstellerin Farrah Fawcett einen weißen Mustang II Cobra. In der Neuauflage der Serie Knight Rider ist ein schwarzer Shelby GT500 KR Baujahr 2008 mit grauen Streifen das aktuelle Fahrzeug.
Auch John Wick (im Film von 2014) pflegt eine besondere Beziehung zu seinem 1969er Ford Mustang BOSS 429 mit 500 PS.
Insgesamt fand der Ford Mustang in über 500 Kinofilmen und Fernsehserien Verwendung; er zählt zu den bekanntesten Fernsehfahrzeugen.

### Ford Mustang in der Musik
1966 nahm Chuck Berry den Song My Mustang Ford auf. Er singt von einem kirschroten 1966er Mustang mit 287 kW (390 PS). Im gleichen Jahr erschien Mustang Sally von Wilson Pickett, einem von Mack Rice gecoverten Song. Serge Gainsbourg sang mit Brigitte Bardot im Jahr 1967 über einen Ford Mustang. Eins der frühen Marc Bolan Stücke hieß Mustang Ford.

## Zulassungszahlen in Deutschland
Seit dem offiziellen Verkaufsstart 2015 bis einschließlich Dezember 2024 sind in der Bundesrepublik Deutschland insgesamt 29.692 Ford Mustang neu zugelassen worden. Mit 5.741 Einheiten war 2017 das erfolgreichste Verkaufsjahr.
| 1.251 \| \| |
|             |

|  |

| 489 \| \| |
|           |

|  |

| 1.251 \| \| |
|             |

|  |

| 489 \| \| |
|           |

|  |

| 3.259 \| \| |
|             |

|  |

| 1.973 \| \| |
|             |

|  |

| 3.259 \| \| |
|             |

|  |

| 1.973 \| \| |
|             |

|  |

| 3.251 \| \| |
|             |

|  |

| 2.490 \| \| |
|             |

|  |

| 3.251 \| \| |
|             |

|  |

| 2.490 \| \| |
|             |

|  |

| 1.974 \| \| |
|             |

|  |

| 1.177 \| \| |
|             |

|  |

| 1.974 \| \| |
|             |

|  |

| 1.177 \| \| |
|             |

|  |

| 2.696 \| \| |
|             |

|  |

| 1.450 \| \| |
|             |

|  |

| 2.696 \| \| |
|             |

|  |

| 1.450 \| \| |
|             |

|  |

| 2.329 \| \| |
|             |

|  |

| 1.108 \| \| |
|             |

|  |

| 2.329 \| \| |
|             |

|  |

| 1.108 \| \| |
|             |

|  |

| 1.046 \| \| |
|             |

|  |

| 514 \| \| |
|           |

|  |

| 1.046 \| \| |
|             |

|  |

| 514 \| \| |
|           |

|  |

| 1.140 \| \| |
|             |

|  |

| 685 \| \| |
|           |

|  |

| 1.140 \| \| |
|             |

|  |

| 685 \| \| |
|           |

|  |

| 778 \| \| |
|           |

|  |

| 641 \| \| |
|           |

|  |

| 778 \| \| |
|           |

|  |

| 641 \| \| |
|           |

|  |

| 906 \| \| |
|           |

|  |

| 535 \| \| |
|           |

|  |

| 906 \| \| |
|           |

|  |

| 535 \| \| |
|           |

|  |

| 1.251 \| \| |
|             |

|  |

| 489 \| \| |
|           |

|  |

| 1.251 \| \| |
|             |

|  |

| 489 \| \| |
|           |

|  |

| 3.259 \| \| |
|             |

|  |

| 1.973 \| \| |
|             |

|  |

| 3.259 \| \| |
|             |

|  |

| 1.973 \| \| |
|             |

|  |

| 3.251 \| \| |
|             |

|  |

| 2.490 \| \| |
|             |

|  |

| 3.251 \| \| |
|             |

|  |

| 2.490 \| \| |
|             |

|  |

| 1.974 \| \| |
|             |

|  |

| 1.177 \| \| |
|             |

|  |

| 1.974 \| \| |
|             |

|  |

| 1.177 \| \| |
|             |

|  |

| 2.696 \| \| |
|             |

|  |

| 1.450 \| \| |
|             |

|  |

| 2.696 \| \| |
|             |

|  |

| 1.450 \| \| |
|             |

|  |

| 2.329 \| \| |
|             |

|  |

| 1.108 \| \| |
|             |

|  |

| 2.329 \| \| |
|             |

|  |

| 1.108 \| \| |
|             |

|  |

| 1.046 \| \| |
|             |

|  |

| 514 \| \| |
|           |

|  |

| 1.046 \| \| |
|             |

|  |

| 514 \| \| |
|           |

|  |

| 1.140 \| \| |
|             |

|  |

| 685 \| \| |
|           |

|  |

| 1.140 \| \| |
|             |

|  |

| 685 \| \| |
|           |

|  |

| 778 \| \| |
|           |

|  |

| 641 \| \| |
|           |

|  |

| 778 \| \| |
|           |

|  |

| 641 \| \| |
|           |

|  |

| 906 \| \| |
|           |

|  |

| 535 \| \| |
|           |

|  |

| 906 \| \| |
|           |

|  |

| 535 \| \| |
|           |

|  |

| 1.251 \| \| |
|             |

|  |

| 489 \| \| |
|           |

|  |

| 1.251 \| \| |
|             |

|  |

| 489 \| \| |
|           |

|  |

| 3.259 \| \| |
|             |

|  |

| 1.973 \| \| |
|             |

|  |

| 3.259 \| \| |
|             |

|  |

| 1.973 \| \| |
|             |

|  |

| 3.251 \| \| |
|             |

|  |

| 2.490 \| \| |
|             |

|  |

| 3.251 \| \| |
|             |

|  |

| 2.490 \| \| |
|             |

|  |

| 1.974 \| \| |
|             |

|  |

| 1.177 \| \| |
|             |

|  |

| 1.974 \| \| |
|             |

|  |

| 1.177 \| \| |
|             |

|  |

| 2.696 \| \| |
|             |

|  |

| 1.450 \| \| |
|             |

|  |

| 2.696 \| \| |
|             |

|  |

| 1.450 \| \| |
|             |

|  |

| 2.329 \| \| |
|             |

|  |

| 1.108 \| \| |
|             |

|  |

| 2.329 \| \| |
|             |

|  |

| 1.108 \| \| |
|             |

|  |

| 1.046 \| \| |
|             |

|  |

| 514 \| \| |
|           |

|  |

| 1.046 \| \| |
|             |

|  |

| 514 \| \| |
|           |

|  |

| 1.140 \| \| |
|             |

|  |

| 685 \| \| |
|           |

|  |

| 1.140 \| \| |
|             |

|  |

| 685 \| \| |
|           |

|  |

| 778 \| \| |
|           |

|  |

| 641 \| \| |
|           |

|  |

| 778 \| \| |
|           |

|  |

| 641 \| \| |
|           |

|  |

| 906 \| \| |
|           |

|  |

| 535 \| \| |
|           |

|  |

| 906 \| \| |
|           |

|  |

| 535 \| \| |
|           |

|  |

| 1.251 \| \| |
|             |

|  |

| 489 \| \| |
|           |

|  |

| 1.251 \| \| |
|             |

|  |

| 489 \| \| |
|           |

|  |

| 3.259 \| \| |
|             |

|  |

| 1.973 \| \| |
|             |

|  |

| 3.259 \| \| |
|             |

|  |

| 1.973 \| \| |
|             |

|  |

| 3.251 \| \| |
|             |

|  |

| 2.490 \| \| |
|             |

|  |

| 3.251 \| \| |
|             |

|  |

| 2.490 \| \| |
|             |

|  |

| 1.974 \| \| |
|             |

|  |

| 1.177 \| \| |
|             |

|  |

| 1.974 \| \| |
|             |

|  |

| 1.177 \| \| |
|             |

|  |

| 2.696 \| \| |
|             |

|  |

| 1.450 \| \| |
|             |

|  |

| 2.696 \| \| |
|             |

|  |

| 1.450 \| \| |
|             |

|  |

| 2.329 \| \| |
|             |

|  |

| 1.108 \| \| |
|             |

|  |

| 2.329 \| \| |
|             |

|  |

| 1.108 \| \| |
|             |

|  |

| 1.046 \| \| |
|             |

|  |

| 514 \| \| |
|           |

|  |

| 1.046 \| \| |
|             |

|  |

| 514 \| \| |
|           |

|  |

| 1.140 \| \| |
|             |

|  |

| 685 \| \| |
|           |

|  |

| 1.140 \| \| |
|             |

|  |

| 685 \| \| |
|           |

|  |

| 778 \| \| |
|           |

|  |

| 641 \| \| |
|           |

|  |

| 778 \| \| |
|           |

|  |

| 641 \| \| |
|           |

|  |

| 906 \| \| |
|           |

|  |

| 535 \| \| |
|           |

|  |

| 906 \| \| |
|           |

|  |

| 535 \| \| |
|           |

|  |

|  | Coupé (18.630) |

|  | Coupé (18.630) |

|  | Cabrio (11.062) |

|  | Cabrio (11.062) |